# República Dominicana
La República Dominicana es un país de América situado en el Caribe, ubicado en la zona central de las Antillas; ocupa la parte central y oriental de la isla La Española. Su capital y ciudad más poblada es Santo Domingo. Limita al norte con el océano Atlántico, al este con el canal de la Mona (que lo separa de Puerto Rico), al sur con el mar Caribe y al oeste con Haití, que es el otro país situado en La Española. Con 48 448 km² y una población superior a los 11,4 millones de habitantes en septiembre de 2024, es el segundo país más extenso de los países insulares caribeños, después de Cuba, y el tercero más poblado, después de Haití y Cuba. Forma parte del Caribe hispanófono.
En el territorio del país, habitado por taínos desde el siglo VII, desembarcó Cristóbal Colón en 1492, convirtiéndolo en el lugar del primer asentamiento europeo permanente en América. El país alcanzó la primera independencia en 1821, pero fue invadido por el vecino Haití en 1822. Tras la victoria obtenida en la guerra de la independencia dominicana en 1844, los dominicanos experimentaron varias luchas, en su mayoría internas, y también un breve regreso de la dominación española (1861-1865). En un período de doce años fueron asesinados dos presidentes (Ulises Heureaux en 1899 y Ramón Cáceres en 1911). Estados Unidos ocupó el país entre 1916 y 1924, al que siguió un período relativamente tranquilo y próspero de seis años bajo el liderazgo de Horacio Vásquez.
Alrededor de 1930, la República Dominicana se encontró bajo el control del dictador Rafael Trujillo, quien gobernó el país hasta su asesinato en 1961. Juan Bosch fue elegido presidente en 1962, pero fue depuesto en un golpe militar en 1963. En 1965, Estados Unidos encabezó una intervención en medio de una guerra civil provocada por un levantamiento para restaurar a Bosch. En 1966, Joaquín Balaguer derrotó a Bosch en las elecciones presidenciales. Balaguer mantuvo un estricto control del poder por doce años, caracterizado por la represión de los partidarios del bando constitucionalista, hasta 1978, cuando fue derrotado en las elecciones por Antonio Guzmán, del Partido Revolucionario Dominicano (PRD), quien gobernó hasta 1982, cuando ganó las elecciones Salvador Jorge Blanco, también del Partido Revolucionario Dominicano (PRD). En 1986, debido a la lucha entre facciones existentes en el PRD, Jacobo Majluta, el candidato presidencial del PRD perdió las elecciones ante Joaquín Balaguer, quien regresó al poder hasta 1996, cuando la reacción internacional a unas elecciones defectuosas lo obligó a recortar su mandato en 1996. Desde entonces, se han celebrado elecciones competitivas periódicas en las que candidatos de la oposición han ganado la presidencia. En 1996, Leonel Fernández, del Partido de la Liberación Dominicana (PLD) ganó las elecciones para el período 1996-2000, pero perdió las elecciones en 2000 ante Hipólito Mejía del PRD, quien, a su vez, perdió en 2004 ante Leonel Fernández, que también ganó las elecciones de 2008, logrando gobernar el país por doce años (1996-2000 y 2004-2012). Ganó la elección para un nuevo mandato en 2004 tras una enmienda constitucional que permitía a los presidentes servir más de un mandato y luego fue reelegido para un segundo mandato consecutivo. Tras la presidencia de dos mandatos de Danilo Medina (2012-2020), Luis Abinader, del opositor Partido Revolucionario Moderno (PRM), fue elegido presidente en julio de 2020 para el período 2020-2024 y 2024-2028.
En 2022 la República Dominicana tenía la séptima economía más grande de América Latina y en 2010 la primera de América Central y el Caribe y en 2018 ocupaba la séptima posición en ingreso per cápita en América Latina, solo superada por Puerto Rico, Panamá, Chile, Uruguay, Argentina y Costa Rica. El país ha disfrutado de un fuerte crecimiento económico en las últimas décadas. Según el Banco Mundial, durante los últimos veinticinco años, la República Dominicana (RD) ha experimentado un notable período de sólido crecimiento económico (5,3 %, en promedio, entre los años 2000 y 2019), la segunda economía de mayor crecimiento en la región, impulsado principalmente por una rápida acumulación de capital y consumo privado. «Este notable desarrollo contribuye al objetivo de lograr una condición de país de alto ingreso para el año 2030.» El continuo crecimiento ha logrado reducir en parte la pobreza y la desigualdad. La tasa de pobreza se ha reducido de casi un 50 % en 2003 a un 21.8 % en el 2022. Aunque antiguamente conocida por la producción de azúcar, la economía está ahora dominada por los servicios. La migración internacional afecta en gran medida al país, ya que recibe y envía gran flujo de migrantes. La inmigración irregular de haitianos y la integración en materia legal de los descendientes de estos es el principal problema inmigratorio; la población total de origen haitiano se estima en alrededor de 750 000. En los Estados Unidos existe una gran diáspora dominicana, contabilizada en 1,5 millones de personas; esa diáspora ayuda al desarrollo nacional, enviando miles de millones de dólares a sus familias, lo que representa una décima parte del PIB.
La República Dominicana es el destino más visitado del Caribe y el segundo de Latinoamérica. Durante todo el año los campos de golf del país se encuentran entre las principales atracciones de la isla. En el país se encuentra la montaña más alta del Caribe, el pico Duarte en la provincia de San Juan, así como el punto más bajo en cuanto al nivel del mar se refiere, el lago Enriquillo, en la provincia Independencia, que es el lago más grande del Caribe. Dominicana, como también se le llama, es un país tropical con una temperatura promedio de 26 °C, la cual varía muy poco durante el año, y una gran diversidad biológica.
La población es 47,8 % católica y 21,3  % protestante, mientras que el 28 % se declara no creyente. El país tuvo la presidencia pro tempore de la Comunidad de Estados Latinoamericanos y Caribeños (CELAC) para el período 2016-2017.

## Toponimia

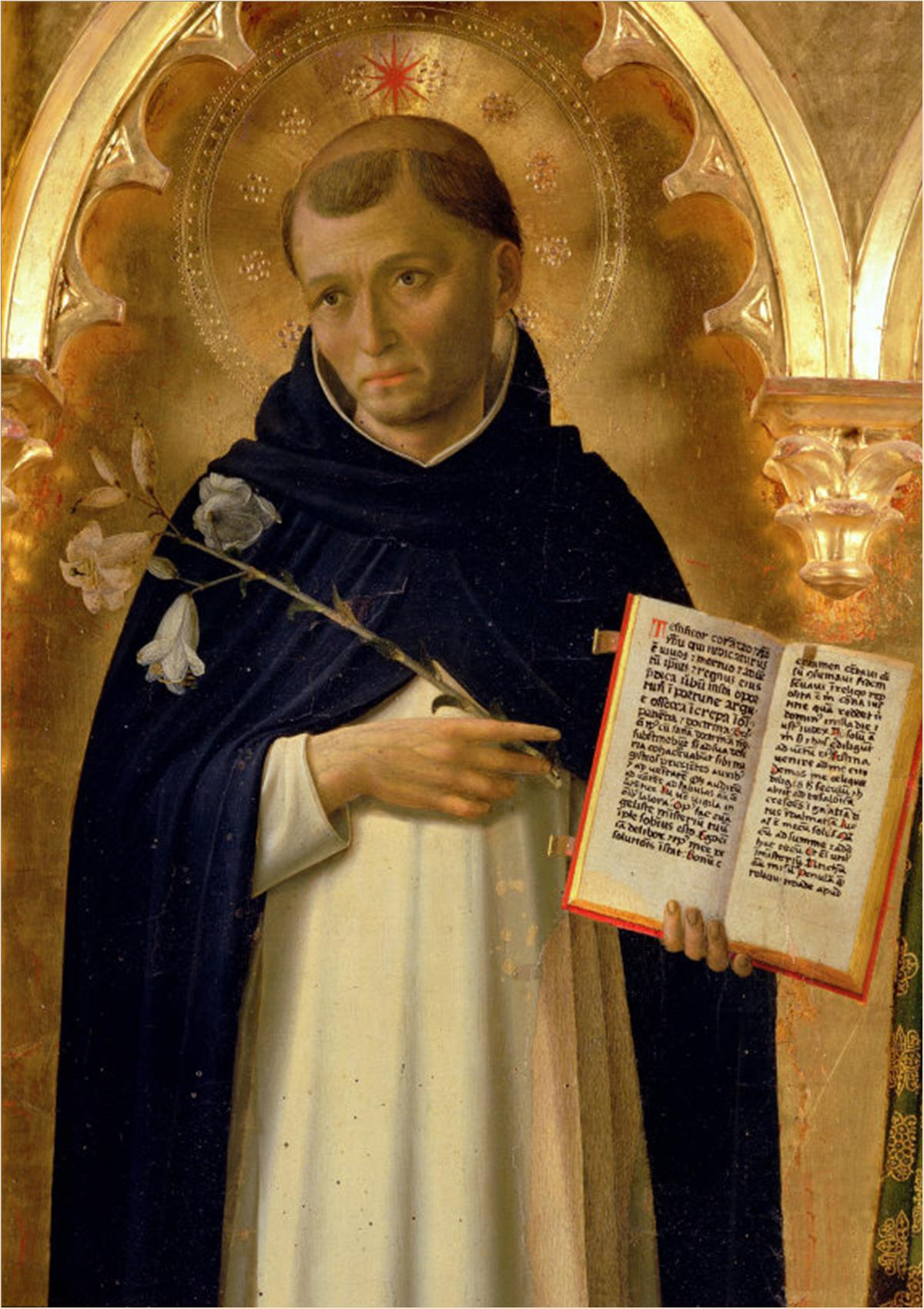
Santo Domingo de Guzmán.

El país tiene este nombre por Santo Domingo de Guzmán, fundador de la Orden de los Dominicos. En efecto, Santo Domingo fue el nombre escogido por Bartolomé Colón al fundar la primera ciudad española de América al este del río Ozama a finales del siglo XV. 

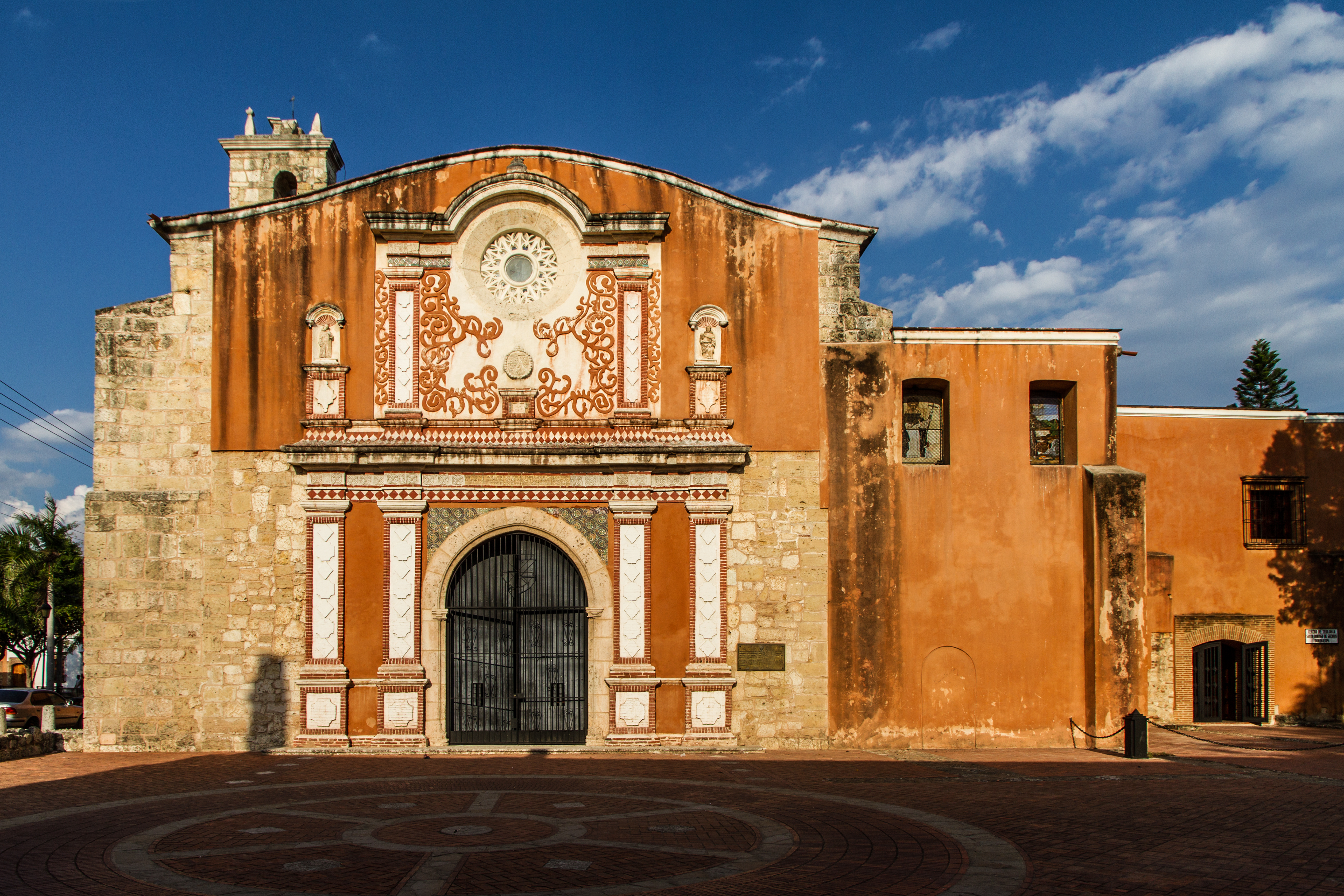
Iglesia y convento de los Dominicos, establecido en 1538.

Los historiadores aseguran que hubo tres razones por las que Colón eligió ese nombre. La primera razón fue que la ciudad se fundó el día de la festividad de Santo Domingo de Guzmán, fundador de la orden de predicadores Dominicos; la segunda, que ese día era domingo y la tercera que el padre de los hermanos Colón se llamaba Domingo.
De las tres versiones, solo la primera tiene constatación, mediante fuentes escritas, de documentos de la época, escritos por los primeros españoles que fundaron la ciudad y que aún se conservan en el Archivo General de Indias de Sevilla. En ellos se confirma que fue en honor de Santo Domingo, pues era también el santo patrón de los frailes dominicos, la primera orden de predicadores que llegó a la isla.Los dominicos establecieron en la isla una casa de estudios superiores que funcionó desde mediados del siglo XVI hasta 1822 (refundada en 1914 como Universidad Autónoma de Santo Domingo), y se dedicaron a la protección de los nativos taínos, que estaban sometidos a la esclavitud, y en general a la educación de los habitantes de la isla.
El 27 de febrero de 1844, cuando los dominicanos lograron separarse de Haití, denominaron a la nueva nación con el nombre de 'República Dominicana' en reconocimiento a la orden religiosa de los padres Dominicos por su contribución a la defensa de los derechos humanos de los indígenas y al desarrollo de la educación y la Cultura Letrada en el país, desde la llegada de los europeos.
En cuanto al nombre Domingo proviene del latín Dominicus, "del Señor" (del latín Dominus, "Señor", es decir "dueño", palabra que también procede de dominus).
En el himno nacional de la República Dominicana, el término "Dominicanos" no aparece. El autor de su letra, Emilio Prud'Homme, utiliza constantemente el término poético "Quisqueyanos". La palabra "Quisqueya" deriva del taíno y significa "Madre de las tierras".
A menudo el nombre del país es simplemente conocido como RD.

## Historia

### Período prehispánico

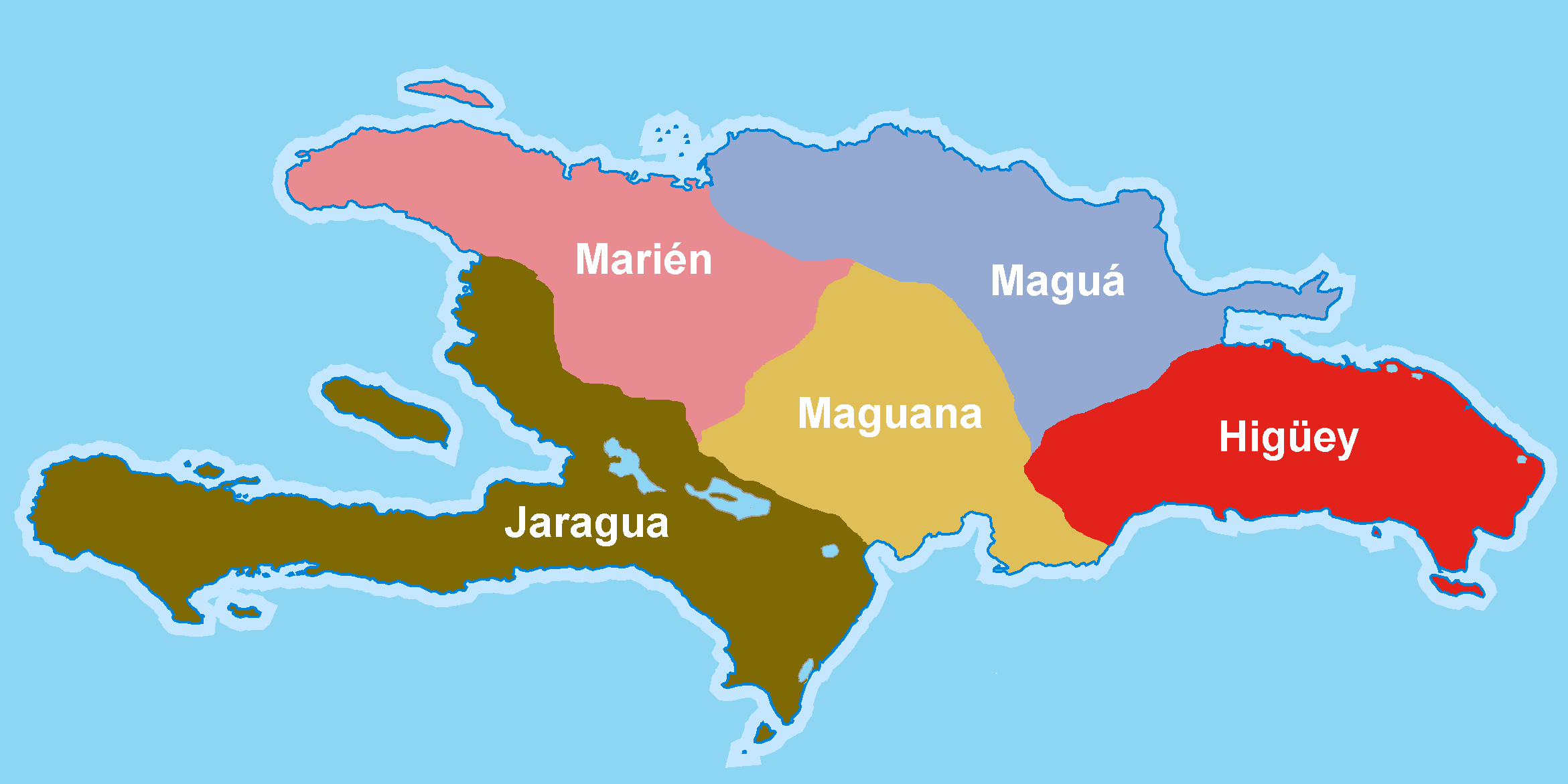
Cacicazgos de La Española a la llegada de los europeos.

La isla de la Española fue ocupada en varios  períodos migratorios antes de la llegada de los europeos. Estos pueblos provenían de América del Sur, específicamente de las cuencas de los ríos Orinoco, Xingú y Tapajós (situados en Venezuela y Colombia el primero y en Brasil los restantes), y de las Guayanas, que fueron migrando por vía marítima de isla en isla, de las Antillas Menores a las Mayores.
Los más antiguos pobladores de las Antillas tenían una cultura muy rudimentaria; fueron recolectores, pescadores, cazadores y no practicaban la agricultura. Usaban instrumentos confeccionados con conchas y huesos de algunos animales y llegaron a pulir la piedra para fabricar objetos, armas y utensilios. Este grupo es denominado Arcaico (o Pre-Cerámico, por la ausencia de alfarería) y probablemente llegaron a la isla alrededor del año 3000 a. C. Se les llamo siboneyes (también escrito ciboney), voz que significa «hombre que vive entre las piedras o las rocas.A la llegada de los europeos, los arcaicos solamente se encontraban en el extremo occidental de la península Tiburón de Haití y en el occidente de Cuba, donde también eran llamados Guanahatabeyes. 
La segunda oleada migratoria corresponde al grupo arahuaco pretaíno conocido en las Antillas como iñeris, relacionados con el estilo saladoide de las costas venezolanas. Su alfarería llegó a ser la más elaborada de todas las Antillas. Los igneris no ocuparon el interior de la isla ni llegaron a Cuba ni a Jamaica. Fueron desplazados por la tercera oleada migratoria, los taínos, que llegaron alrededor del siglo VII de nuestra era, desde la desembocadura del Orinoco.
El origen sudamericano de los indígenas de la Española se evidencia en múltiples aspectos, como las similitudes lingüísticas, el uso del tabaco, las técnicas de construcción de viviendas, el cultivo del maíz y la yuca, el uso de la hamaca y la construcción y uso de canoas, así como las múltiples similitudes entre los diferentes estilos de cerámica. Las excavaciones realizadas en los asentamientos taínos durante más de cien años han revelado una variedad de objetos que no tienen relación con las tribus sudamericanas, como las piedras tricornes o trigonolitos, utilizadas con fines religiosos, y los grandes aros de piedra de uso aún desconocido.

### Taínos
Los taínos ocuparon todas las Antillas Mayores y las Bahamas. Los nombres taínos para la isla fueron Bohío y Quisqueya, que significan "casa grande" y "madre de las tierras" respectivamente. Lograron convertirse en agricultores, pero también continuaron viviendo de la pesca y la caza. Su principal legado fue un conjunto de plantas domesticadas que ya estaban presentes en Sudamérica, que parecen haber traído consigo desde las primeras migraciones. La yuca era la planta más importante. El cazabi, que es el casabe actual, se extraía de ella mediante un método que se ha mantenido prácticamente inalterado hasta la actualidad. En taíno, las plantaciones de yuca se llamaban conuco. Los habitantes se alimentaban de casabe. Después de la llegada de los españoles, se convirtió en el "pan de las Indias", ya que los españoles se acostumbraron rápidamente a su sabor y la falta de harina de trigo de Castilla los obligó a consumir casabe en diferentes situaciones. El maíz era uno de los cultivos más importantes y más tarde se extendería por todo el continente. El maíz era consumido tierno, crudo o asado. 
Los asentamientos taínos tradicionales iban desde pequeños complejos familiares hasta grupos de hasta 3.000 personas. Las viviendas estaban hechas de hojas de palma para el techo y las paredes. Los hombres usaban taparrabos, mientras que las mujeres usaban delantales hechos de fibras de palma o algodón. Ambos sexos se pintaban en ocasiones especiales y usaban aretes, narigueras y collares de oro.
Además, los taínos producían cerámica, cestas e instrumentos hechos de piedra y madera. El juego de pelota, que se jugaba en canchas rectangulares, era una forma de recreación favorita. Las creencias y rituales religiosos de los taínos incluían la adoración de espíritus (Cemí) a través de representaciones talladas. Además, tenían un orden social complejo con clases de nobles, plebeyos y esclavos y un gobierno de jefes y subjefes hereditarios.

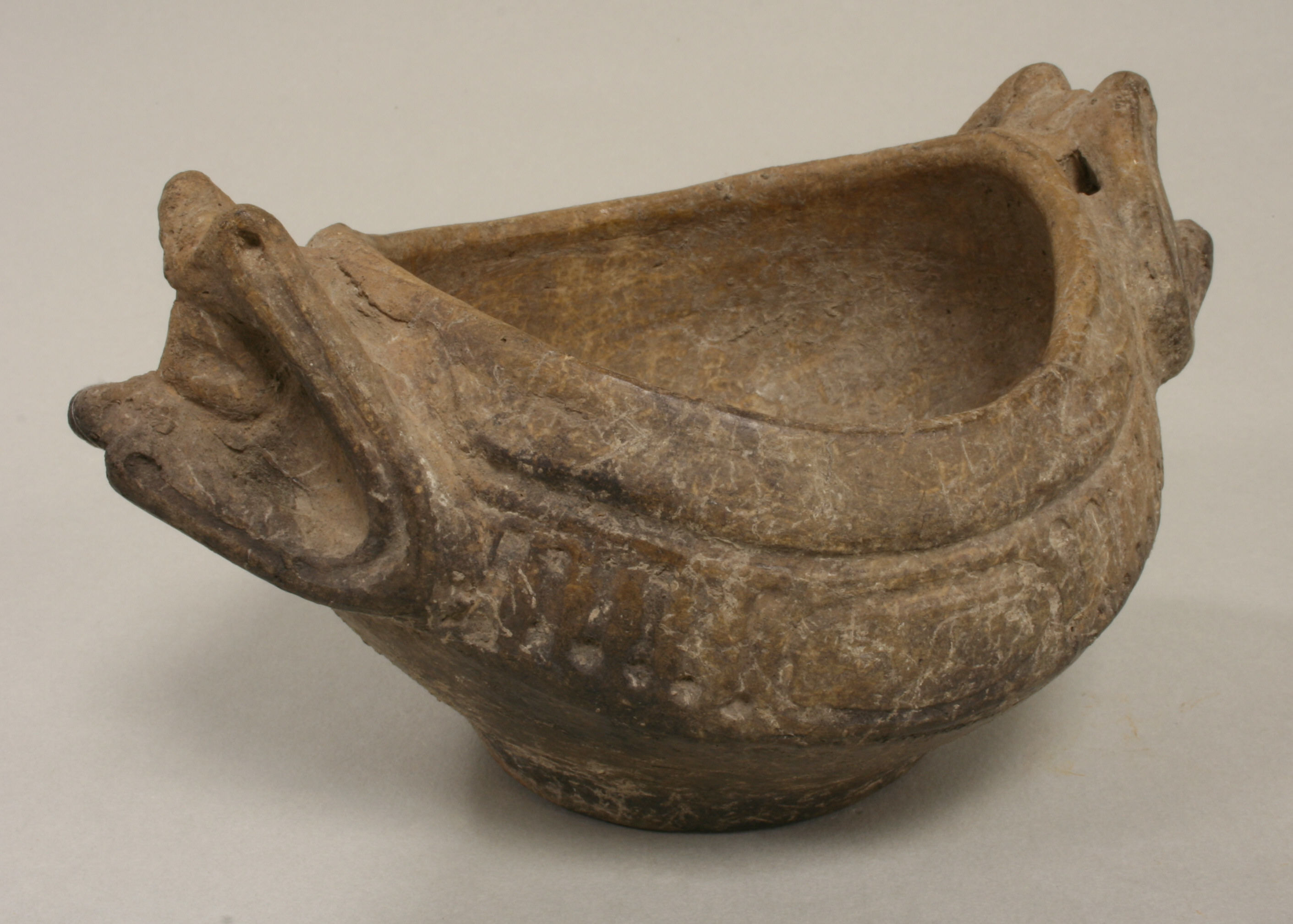
Vasija de cerámica.

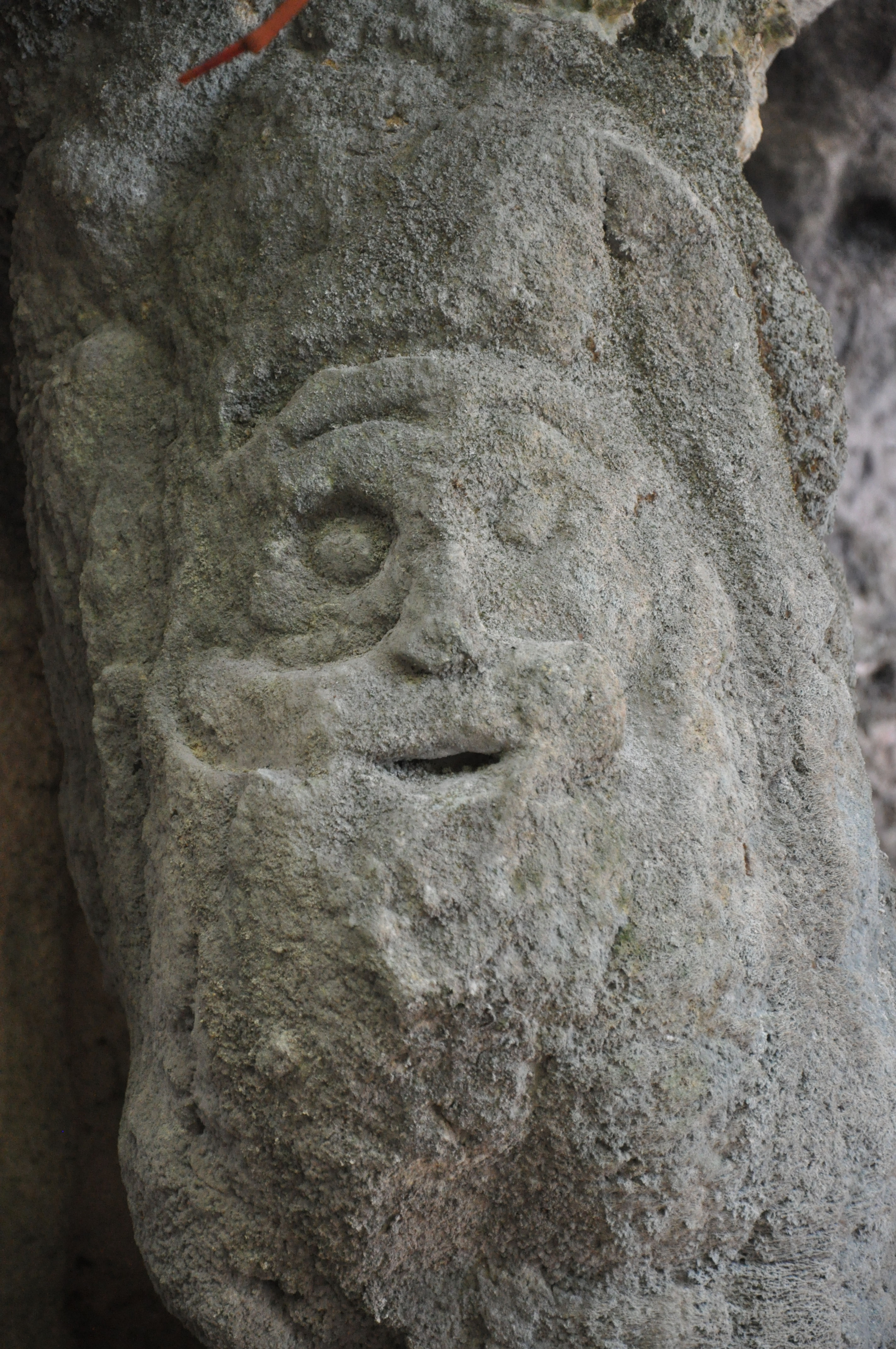
Petroglifo taíno en una cueva del Parque Los Haitises.

Las mujeres usualmente trabajaban en sus hogares fabricando utensilios de barro como ollas, vasijas, burenes, potizas, tinajas y otros utensilios para cocer alimentos. Es probable que los taínos también emplearan el fruto del higüero para la cestería y la creación de vasijas, cucharas y vasos, utilizando estos recursos. La construcción de canoas para navegar por las costas y las islas también requería tiempo y expertos. Las canoas se construían con un solo tronco, generalmente de caoban o caoba y de ceiba. Los hombres fabricaban macanas de madera de palma y hachas de piedra para varios usos, incluido el militar. El fuego se mantenía encendido, sin embargo, cuando se apagaba, se reemplazaba con un palillo pulido frotado sobre otras dos astillas, todas ellas extraídas del árbol de guásimo. 
La familia taína era monógama entre la gente común, pero la poligamia era común entre los caciques y hombres principales, conocidos como nitaínos. Oviedo dice que "en esta isla cada uno tenía su mujer, e no más, y los caciques o reyes tres e cuatro e cuantas querían". No obstante, la sucesión y la herencia se llevaban a cabo de acuerdo con una estructura matrilineal: cuando el padre o el cacique moría, la herencia pasaba a su hijo mayor, pero en las familias importantes pasaba al hijo o hija mayores de la hermana del fallecido.
Entre las deidades y dioses de la mitología y el arte taíno, están:
- Yaya: Espíritu mayor, todopoderoso y creador.

- Atabey: Madre de Yaya, a veces también conocida como diosa de la fertilidad.

- Yayael: Hijo de Yaya. Traicionó a su padre y lo convirtieron en pez.

- Itiba Cahubaba: Diosa de la tierra y la fertilidad, madre de los cuatrillizos.

- Bayamanaco: Dios del fuego.

- Guabancex: Deidad femenina responsable de causar los huracanes.

- Yúcahu: Relacionado con la fertilidad de los machos y las yucas.

### Caribes y demás
La última oleada migratoria fue la de los caribes, que llegaron a ocupar todas las Antillas Menores, pero que todavía no se habían asentado en Puerto Rico y en la Española a la llegada de los españoles. Aparentemente, los pueblos mazorijes o mazorís (en singular, mazorí) y ciguayos, que ocupaban la península de Samaná y el norte de la isla, eran grupos arahuacos diferentes a los taínos que llegaron a la isla unos 600 años antes de la llegada de los europeos. Estos grupos eran sumamente belicosos comparados con sus antecesores lo que quedó demostrado con su encuentro con Colón en el Golfo de las Flechas (el cual se encuentra ubicado en la provincia de Samaná).

### Llegada de los españoles y comienzo de la conquista

Retrato atribuido al almirante Cristóbal Colón.

Cristóbal Colón atracó en la costa norte de la isla el 5 de diciembre del 1492, bautizándola con el nombre de La Española. Los taínos creían que los europeos eran sobrenaturales y les dieron la bienvenida con todo el honor posible. La sociedad en la que vivían los europeos era completamente diferente. El jefe anfitrión, Guacanagarix, recibió con amabilidad a Cristóbal Colón y sus hombres y les proporcionó todo lo que necesitaban. No obstante, el sistema de igualdad de los taínos se enfrentó al sistema feudal riguroso de los europeos. Esto llevó a los europeos a pensar que los taínos eran débiles y comenzaron a tratar con más violencia a las tribus. Cuando Colón y sus hombres se marcharon de Quisqueya, Colón dejó a los taínos con una buena primera impresión.
Así, Colón había establecido una sólida alianza con Guacanagarix. Después del colapso de la Santa María, Colón tomó la decisión de establecer una pequeña fortaleza con un grupo de soldados que podrían ayudarlo a reclamar la posesión. El fuerte recibió el nombre de "La Navidad", primera colonia española en el Nuevo Mundo, debido a que los eventos del naufragio y la fundación del fuerte tuvieron lugar el día de Navidad. A pesar de la riqueza y belleza de la isla, la guarnición fue sacudida por las divisiones, lo que resultó en un conflicto entre estos primeros europeos. Los miembros de las tribus taínas, ciguayos y mazorís, fueron aterrorizados por los más feroces y llegaron a intentar llevarse a sus mujeres. Al regresar a la isla durante su segundo viaje en 1493, Colón encontró que el fuerte La Navidad había sido atacado y destruido por indígenas a cargo del cacique Caonabo. Entonces decide construir La Isabela, la primera ciudad europea del Nuevo Mundo, y organizó varias expediciones al interior de la isla que resultaron en la construcción de algunas fortalezas y en el control del Cibao.
Su hermano Bartolomé Colón estableció Santo Domingo de Guzmán en la costa sur en 1496 y lo convirtió en la nueva capital. Se cree que alrededor de 400 000 taínos que vivían en la isla fueron esclavizados antes de ser empleados en las minas de oro. Como resultado de la opresión, el trabajo forzado, el hambre, las enfermedades y la mortalidad generalizada. Se cree que ese número había disminuido a alrededor de 50 000 para el año 1508. Solo 6000 estaban vivos en 1535.

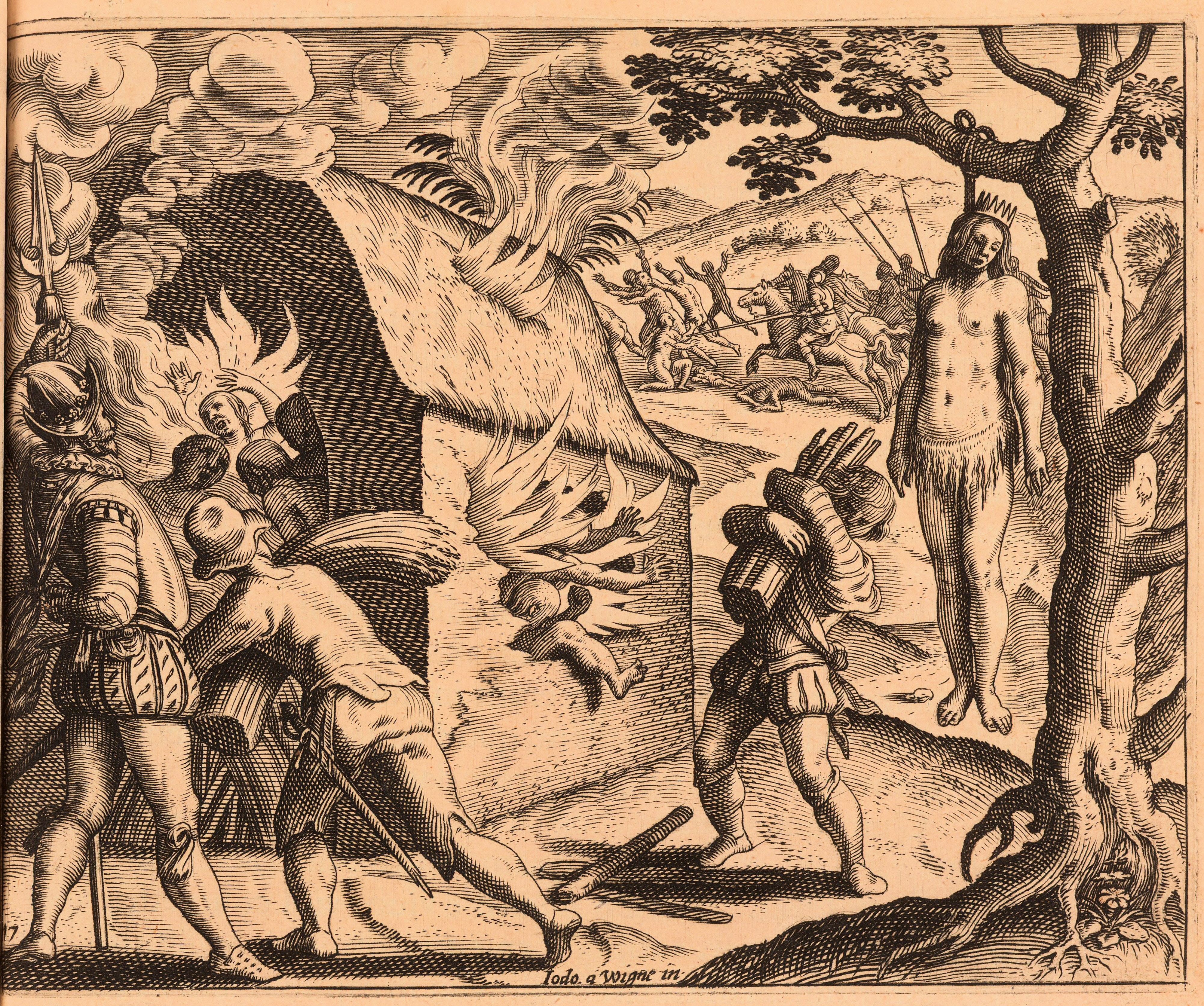
Masacre de la reina Anacaona y sus súbditos, ilustración del siglo XVI diseñada por Theodor de Bry para el libro de Bartolomé de las Casas Brevisima relación de la destrucción de las Indias.

Durante este tiempo, la administración española cambió varias veces de liderazgo. Francisco de Bobadilla se convirtió en gobernador cuando Colón partió en otra exploración. Los colonos acusaron a Colón de mala gestión, lo que empeoró la situación política. En 1502, Nicolás de Ovando toma el cargo de gobernador en lugar de Bobadilla, con la intención de aumentar la influencia española en la zona. La mayoría de los taínos fueron tratados de manera más cruel por él. 
En 1503, ocurriría uno de los episodios más cruentos de la colonización española en América. Bajo la dirección de Nicolás de Ovando, los españoles aprovecharon una celebración taína en el cacicazgo de Jaragua para traicionar y masacrar a cientos de indígenas. Entre las víctimas se encontraba la cacica Anacaona, quien fue ahorcada públicamente. Este acto de violencia sistemática, que incluyó la quema de caciques y el asesinato indiscriminado de mujeres y niños, marcó un antes y un después en las relaciones entre españoles y taínos. La matanza de Jaragua no representó un hecho aislado, sino una muestra de varios acontecimientos turbios que sufrieron los pueblos originarios mediante el proceso de colonización. Este trágico suceso ha dejado una profunda huella en la historia de la República Dominicana y Haití, y continúa siendo objeto de estudio y reflexión sobre los costos humanos de la conquista.
Durante catorce años, un grupo de rebeldes liderado por Enriquillo atacó repetidamente a los españoles. Los españoles finalmente le ofrecieron un acuerdo de paz. En 1534, también se le concedió a Enriquillo y sus partidarios una ciudad independiente. La ciudad no duró mucho después de que una rebelión de esclavos la quemó, matando a todos sus habitantes.

### Colonización
Durante la conquista y colonización se estableció el primer Obispado (1504), la primera Capitanía General, el primer Virreinato y la primera Real Audiencia (1511) de toda América; se construyó la primera iglesia (Ermita del Rosario, 1496), el Hospital de San Nicolás (1503) y la primera catedral (1530), entre otras edificaciones.
A través del siglo XVI, La Española gozó de buena posición económica y social; las primeras expediciones conquistadoras partían desde la isla. Pero desde finales de ese siglo y después de la conquista de México y Perú, la isla fue quedando relegada a un segundo plano, hundiéndose cada vez más en la pobreza y el olvido.

#### Esclavitud

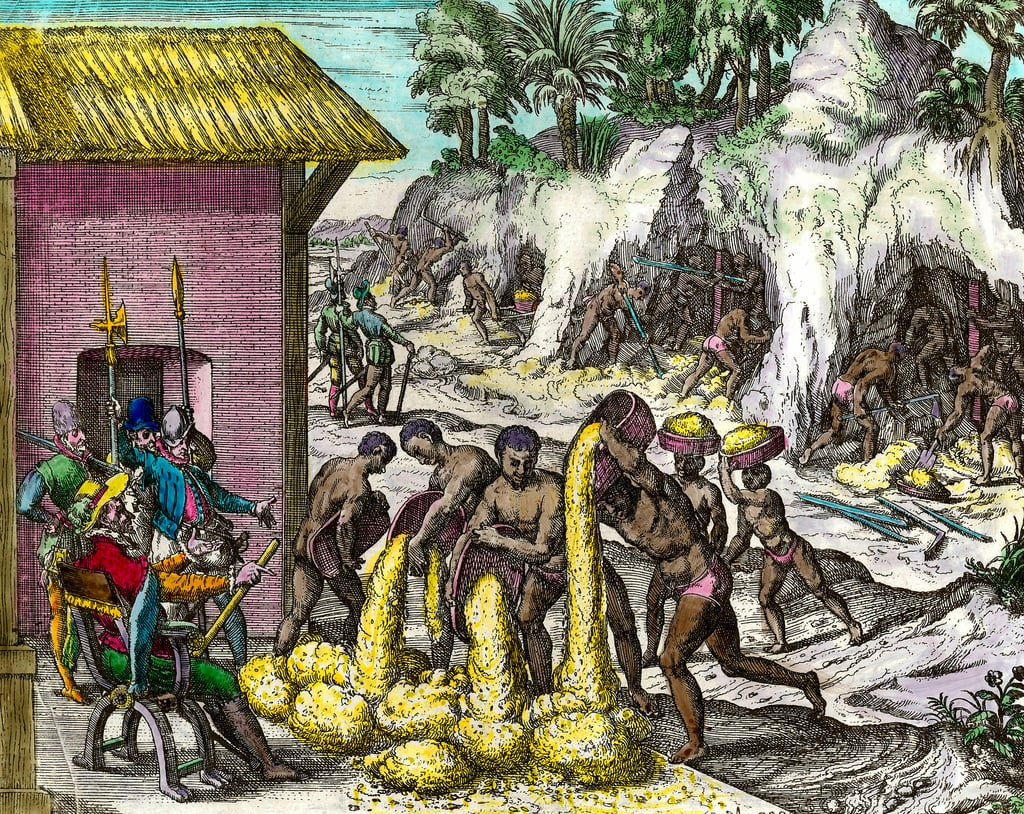
Esclavos de Guinea recolectando oro para los colonos españoles (grabado del de Theodor de Bry).

Con la conquista y colonización de la isla, los españoles empezaron a importar pequeños contingentes de africanos esclavizados para sustituir a la mano de obra nativa, muy mermada por las guerras, brutales condiciones de trabajo y epidemias letales. Aproximadamente se cree que un 80 o 90 % de la población nativa murió en el primer siglo de la conquista pese a que las últimas investigaciones genéticas demuestran que en torno al 33% de la población tiene raíces indígenas lo que contradice las cifras de muertes de nativos durante la conquista y apunta a un mestizaje. Por su parte, entre 1492 y 1870 se importaron unos 30 000 africanos al territorio dominicano, aunque antes de los 1530s hubo un declive en el número de esclavos africanos importados, porque la competencia con otras colonias hizo que el comercio esclavista no fuera rentable.

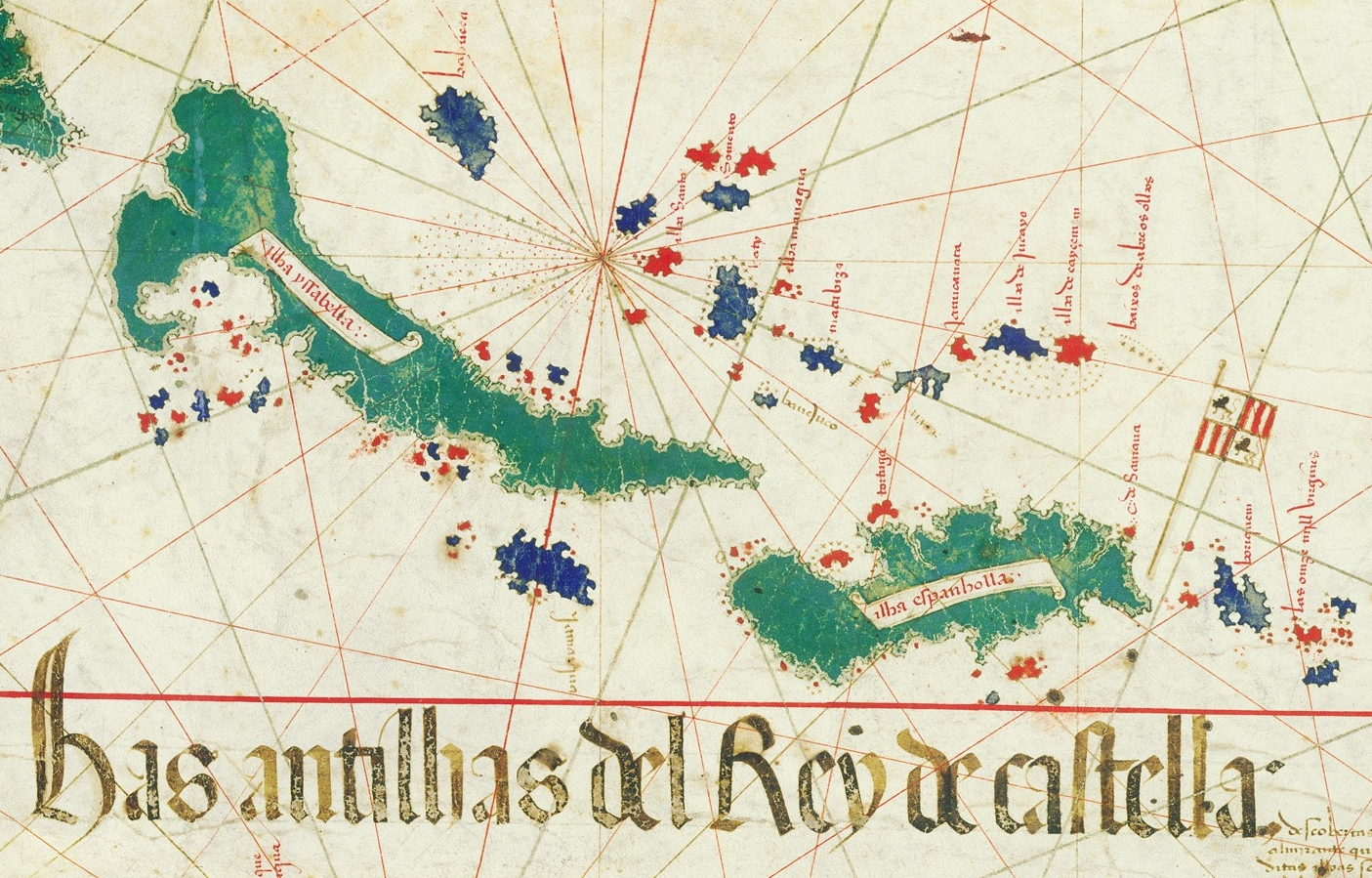
Mapa portugués de 1502 que muestra a Cuba, la Isla de La Española, Jamaica, Puerto Rico y Bahamas, donde se presenta a República Dominicana como parte de

Los españoles solo tenían un control permanente de la zona sureste de la isla, dejando un amplio sector del centro y el norte de la isla, regiones muy montañosas, como lugares donde africanos y taínos, esclavos en las plantaciones, pudieran fugarse.
Tanto en las plantaciones como en los pueblos aislados de fugados se producirá un fuerte mestizaje entre autóctonos y africanos y también europeos. De este mestizaje junto al dominio social, cultural y económico del elemento europeo se constituirá la base de la identidad nacional de los dominicanos. Se estima que la población insular en 1777 era de 400 000 personas, de los cuales 100 000 eran europeos y criollos, 60 000 africanos, 100 000 mestizos, 60 000 zambos y 100 000 mulatos. En la provincia española de Santo Domingo, 2 de cada 10 personas eran esclavas y de los 8 restantes, 4 eran blancos y 4 eran taínos algunas veces y mayormente gente libre, de color, en esencia mulatos. Es así como en 1785 la población rondaba los 150 000 y solo 30 000 eran esclavos.[cita requerida]
La abolición definitiva de la esclavitud se efectuó en 1822, durante la ocupación haitiana del territorio dominicano.

### División de la isla
Entre 1605 y 1606 se llevó a cabo un proceso de despoblamiento de la parte oeste de la isla, en lo que se conoció como las Devastaciones de Osorio. Recibió ese nombre porque el proceso fue implementado por Antonio de Osorio, entonces gobernador español de la isla, lo cual dio inicio al proceso de poblamiento gradual de la parte oeste de la isla por parte de bucaneros y filibusteros franceses.
Hacia 1630, franceses, holandeses e ingleses se apoderaron de la isla de la Tortuga. Desde allí los franceses comenzaron la penetración en la parte occidental de La Española. A partir del 1697, luego del Tratado de Ryswick, Francia asumió que le pertenecía la parte occidental de la isla e incrementó los esfuerzos de colonización, ya de manera oficial. A la parte oriental de la isla, para ser diferenciada de la colonia francesa de Saint Domingue, se la llamó Santo Domingo Español o Santo Domingo Oriental.
En 1777, con el tratado de Aranjuez, España reconoce por primera vez de manera oficial la existencia de la colonia francesa de Santo Domingo, y fijan los límites entre la parte francesa y la española, al igual que establecen medidas de deportación de fugitivos, retorno de esclavos, entre otros.

#### Dominio francés
El 16 de agosto de 1791, se extendió una sublevación de esclavos en la parte francesa de la isla que rápidamente fue sofocada por la marina y los efectivos franceses. El 22 de julio de 1795, al final de la guerra del Rosellón contra la Primera Coalición, la Francia Revolucionaria consiguió, con el Tratado de Basilea, que España se viese obligada a renunciar a su soberanía en toda la isla, pasando así a manos francesas.
En 1801 se reanudó la insurgencia de los esclavos. Toussaint Louverture avanzó sobre la parte oriental de la isla y llegó a la capital, Santo Domingo, acompañado por un numeroso ejército, pero fue rechazado. Ese mismo año, capturaron Santo Domingo, tomando el control de toda la isla, y aplicó la abolición de la esclavitud a la parte española.
Pero, en 1802, un ejército enviado por Napoleón restableció la esclavitud en la parte oriental de la isla, capturó a Louverture y lo envió a Francia como prisionero. Sin embargo, los lugartenientes de Toussaint Louverture, y la fiebre amarilla, lograron expulsar a los franceses de nuevo de Saint-Domingue. El 1 de enero de 1804, mientras Jean-Jacques Dessalines proclamaba la independencia de Haití, comenzó en Santo Domingo el periodo francés, bajo la administración del general Jean-Louis Ferrand. Desde que había restablecido la esclavitud a petición de Napoleón en 1802, muchos colonos españoles regresaron. El general Jean-Louis Ferrand también decidió fundar grandes plantaciones de azúcar con amos franceses, a quienes autorizó a ir a capturar negros en la parte occidental, lo que desencadenó una expedición punitiva de Dessalines

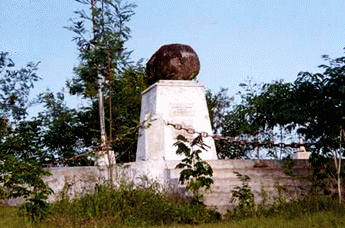
Monumento a la batalla de Palo Hincado.

En 1805, Henri Christophe y Dessalines tomaron la ciudad de Santiago y después se dirigieron a Santo Domingo con un numeroso ejército, pero ante la resistencia de Ferrand se vieron obligados a retirarse. Durante la retirada, numerosos pueblos de las bandas sur y norte se vieron reducidos a cenizas, y los habitantes que no pudieron huir a tiempo fueron masacrados.
En 1808, tras la invasión napoleónica de España, los criollos de Santo Domingo encabezados por el soldado Juan Sánchez Ramírez se rebelaron contra el dominio francés con la ayuda de Gran Bretaña (aliado de España) en la denominada batalla de Palo Hincado.
El 11 de julio de 1809, los administradores franceses capitularon. Las tropas inglesas ocuparon la ciudad de Santo Domingo, hasta que en agosto del mismo año abandonaron el sector y la parte oriental volvió a ser nominalmente colonia de España. Así se inició el período conocido como la España Boba, es decir, de escasa o nula intervención metropolitana en los asuntos de la colonia, lo que duró hasta 1821.

### Independencia Efímera y posterior ocupación haitiana
Inspirado por las ideas liberales, José Núñez de Cáceres conspira contra España en la parte oriental, y el 1 de diciembre de 1821 proclama la independencia de esta parte de la isla, creando así el Estado Independiente del Haití Español. Esto se recoge en la historia como Independencia Efímera, pues tan solo en tres meses el general haitiano Boyer consolida su dominación sobre toda la isla.
El nuevo sistema contó con amplia oposición de los agricultores dominicanos, aunque se produjo un auge en la producción de azúcar y café. 
Todos los niveles de la educación se desplomaron, la universidad fue cerrada, ya que los hombres jóvenes dominicanos de 16 a 25 años de edad fueron reclutados por el ejército haitiano, además fueron privados de alimentos. Durante la ocupación de las tropas de Boyer, que eran en gran parte dominicanos, quienes no recibían paga se dedicaron a saquear a los civiles dominicanos. Haití impuso un tributo al pueblo dominicano. Este tributo ayudó a Haití a costear ante Francia su negociada independencia. Muchos huyeron de Santo Domingo a Puerto Rico y Cuba (ambos aún bajo el dominio español), Venezuela, la región Caribe de Colombia y otros países. Al final, la economía y la fiscalidad se hicieron más onerosas.

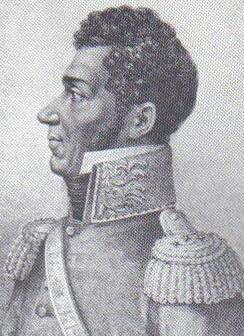
Jean-Pierre Boyer.

Con la llegada de Boyer a la parte oriental de la isla se abolió la esclavitud una segunda y última vez, y se planteó una profunda reforma agraria. También se impuso el Código Rural, el cual prohibía que los antiguos esclavos salieran de las propiedades de sus amos sin el permiso del dueño y de las autoridades haitianas, efectuando así la nulidad de la liberación de los esclavos.
Además que el Código Rural de Boyer tenía implicaciones para la población de color dominicana que era libre, la cual era la mayoría de la gente de color, por lo que aumentó el descontento del régimen boyerista entre los dominicanos de todos los colores y clases. Con esto se da inicio a la Dominación Haitiana, el 9 de febrero de 1822. En la parte oeste de la isla se inician conspiraciones contra Boyer a partir de 1827, las que obligan a que salga al exilio en enero de 1843.

### Independencia

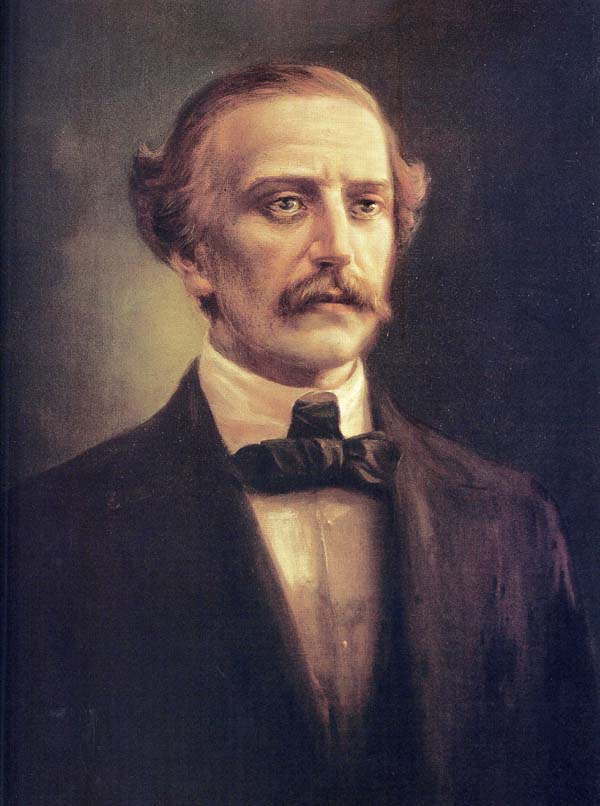
Juan Pablo Duarte, guía y líder de los trinitarios y propulsor de la guerra por la independencia dominicana.

En el este también se inicia un proceso revolucionario contra el dominio haitiano encabezado por liberales, entre ellos por Juan Pablo Duarte, Francisco del Rosario Sánchez y Matías Ramón Mella. Se funda el movimiento clandestino La Trinitaria el 16 de julio de 1838 y cuando Charles Hérard llega al poder, comienza su persecución. Para esta época había grupos que querían la anexión a Inglaterra, Francia o España, todos lo cuales se anteponen a las ideas independentistas de los trinitarios.
Incluso con Juan Pablo Duarte ausente, en 1843 los trinitarios no cejaron en sus acciones y en continuar luchando por la causa de la libertad del país. Rosario Sánchez, Mella y Vicente Celestino Duarte dirigían a los trinitarios, quienes casi sin recursos hacían circular las ideas en hojas manuscritas, para organizarse y sumar adherentes a las ideas separatistas.

Bandera usada por los trinitarios para declarar la independencia en 1844.

El 16 de enero de 1844, Tomás Bobadilla y Briones redactó la Manifestación de los pueblos de la Parte Este de la Isla antes Española o de Santo Domingo, sobre las causas de su separación de la República Haitiana, en la que se enunciaban las causas de su separación de Haití. Este documento sería la ley que regiría la república recién proclamada hasta que se promulgara su constitución el 6 de noviembre.

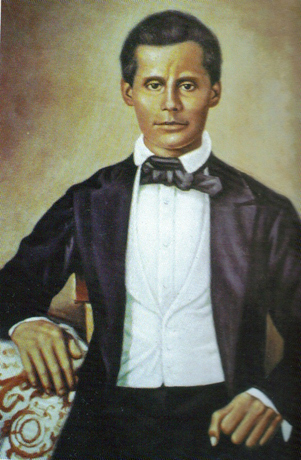
Francisco del Rosario Sánchez tomó el liderazgo en la guerra por la independencia dominicana tras la ausencia de Juan Pablo Duarte.

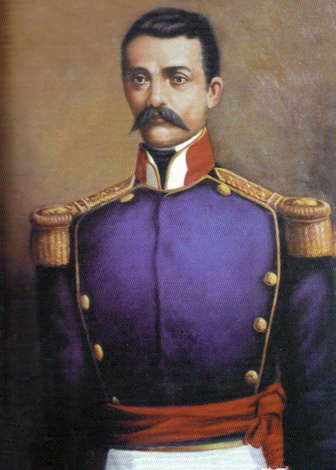
Matías Ramón Mella, encargado de dar el trabucazo de libertad la noche del 27 de febrero de 1844 en la Puerta de la Misericordia.

La noche del 27 de febrero de 1844, se congregaron poco a poco pequeños grupos de patriotas que provenían de las distintas zonas de Santo Domingo. El comienzo de la acción separatista radical fue indicado por un "trabucazo" disparado por Mella en la Puerta de La Misericordia, y que fue oído por una gran parte de los habitantes de la ciudad.
La noche del martes 27 de febrero de 1844, en la Puerta del Conde, la República Dominicana fue proclamada por Francisco del Rosario Sánchez, jefe del movimiento tras la ausencia de Juan Pablo Duarte, Tomás Bobadilla y Briones, representante de los conservadores, Matías Ramón Mella, Manuel Jimenes, Vicente Celestino Duarte, José Joaquín Puello, Gabino Puello, Eusebio Puello, Eduardo Abreu, Juan Alejandro Acosta, Remigio del Castillo, Jacinto de la Concha, Tomás de la Concha, Cayetano Rodríguez, Félix María del Monte, y otros.
Ese 27 de febrero, se izó la bandera dominicana en la Puerta del Conde y, bordada por Concepción Bona y María Trinidad Sánchez, ondeó en la ciudad de Santo Domingo. La bandera había surgido de un proyecto presentado por Juan Pablo Duarte, aprobado el 16 de julio de 1838 en La Trinitaria, donde se definieron los colores y la forma de la enseña que representaría al nuevo Estado.
La naciente república quedó dirigida por una Junta Central Gubernativa bajo el poder de los conservadores hasta el 14 de noviembre de 1844, cuando Pedro Santana fue elegido primer presidente de la República Dominicana.
Las décadas que siguieron estuvieron llenas de tiranía, el partidismo, las dificultades económicas, los rápidos cambios de gobierno, y exilio político. Durante varios años los haitianos realizaron varias invasiones (1844, 1845-49, 1849-55, y 1855-56), pero fueron frustradas por las fuerzas dominicanas. Mientras tanto, los archirrivales Santana y Báez se alternaron el poder la mayor parte del tiempo, gobernando el país de manera arbitraria. Ambos promovieron planes para anexar la nueva república a otra potencia: el primero favorecía a España, y el segundo a los Estados Unidos.
| Batalla                             | Fecha                    | Lugar           |
| Primera Campaña                     | Primera Campaña          | Primera Campaña |
| ----------------------------------- | ------------------------ | --------------- |
| Fuente del Rodeo                    | 13 de marzo de 1844      | Bahoruco        |
| Cabeza de Las Marías y Las Hicoteas | 18 de marzo de 1844      | Neiba Azua      |
| Batalla del 19 de marzo             | 19 de marzo de 1844      | Azua            |
| Batalla del 30 de marzo             | 30 de marzo de 1844      | Santiago        |
| El Memiso                           | 13 de abril de 1844      | Azua            |
| Puerto Tortuguero                   | 15 de abril de 1844      | Azua            |
| Segunda Campaña                     |                          |                 |
| Cachimán                            | 17 de junio de 1845      | Haití           |
| La Estrelleta                       | 17 de septiembre de 1845 | Elías Piña      |
| Beller                              | 27 de octubre de 1845    | Dajabón         |
| Tercera Campaña                     |                          |                 |
| El Número                           | 17 de abril de 1849      | Azua            |
| Las Carreras                        | 21 de abril de 1849      | Azua            |
| Cuarta Campaña                      |                          |                 |
| Santomé                             | 22 de diciembre de 1855  | San Juan        |
| Cambronal                           | 22 de diciembre de 1855  | Neiba           |
| Sabana Larga                        | 24 de enero de 1856      | Dajabón         |

A este período de la historia se le llamó Primera República, que comprende desde la formación de la nación, el 27 de febrero de 1844 hasta la anexión a España en 1861.
La primera potencia en reconocer formalmente la independencia dominicana fue Gran Bretaña en 1850. Tres años más tarde le siguió Francia (si bien, tuvo un cónsul en el país desde 1844), y España en 1855; Haití no aceptó la independencia dominicana hasta 1874, y los Estados Unidos lo hizo en 1882.

### Anexión a España y Restauración
En 1861, después de encarcelar, silenciar, exiliar, y ejecutar a muchos de sus oponentes y por motivos políticos y económicos, Pedro Santana firmó un pacto con la Corona Española y revirtió la nación dominicana al estado colonial, el único país americano en hacerlo. Su propósito ostensible era proteger a la nación de otra anexión de Haití. Pero los opositores lanzaron la Guerra de la Restauración en 1863, dirigida por José Antonio Salcedo. Haití, por temor de que España volviera como potencia colonial en su frontera, dio refugio y suministros a los revolucionarios. 
Poco a poco, los españoles se vieron obligados a abandonar la costa norte. En septiembre de 1863, la guarnición de Santiago de 2000 efectivos abandonó la ciudad y marchó hacia Puerto Plata, el principal puerto del norte, atacado por los dominicanos durante todo el camino. Allí se unieron a la guarnición del fuerte, dejando que la ciudad fuera saqueada por los rebeldes. Finalmente, 600 españoles salieron y expulsaron a los rebeldes, con la ayuda del cañón del fuerte, pero para entonces la ciudad había sido saqueada y quemada casi hasta desaparecer. El daño a Santiago y Puerto Plata se estimó en 5 000 000 $.

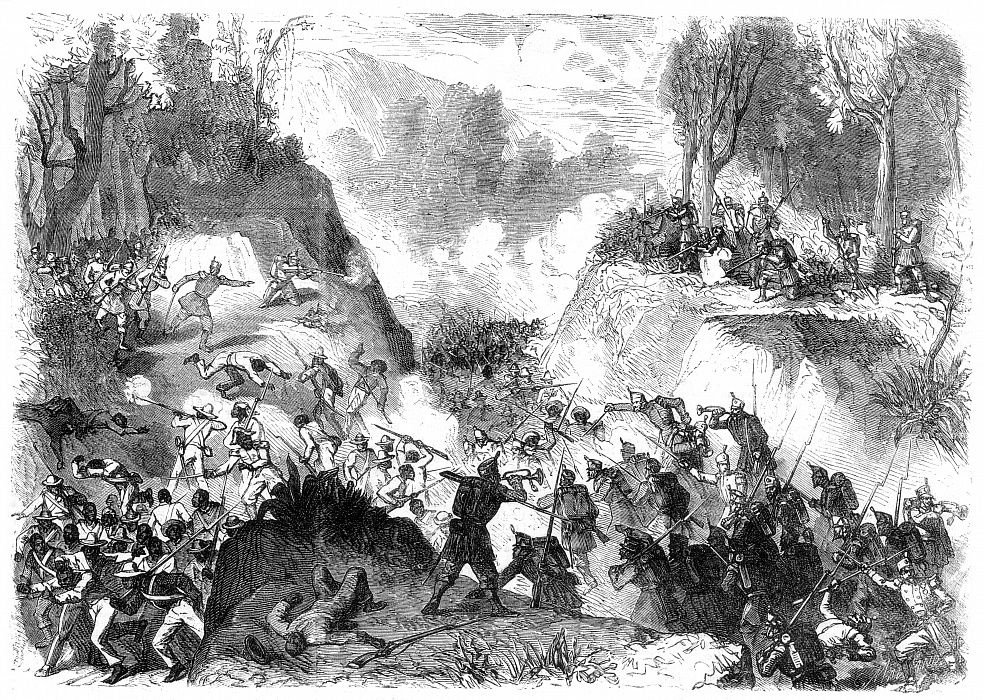
Batalla de Monte Cristi.

Los españoles habían preparado una línea de telégrafo desde Cuba a Santo Domingo en junio de 1864, solo para que casi la primera noticia fuera la muerte de Pedro Santana, su mejor general. No obstante, la marea había cambiado una vez más, con los españoles empujando a lo largo de la costa norte y capturando Monte Cristi, cerca de la frontera con Haití. Esto parece haber causado una pérdida de ánimo entre muchos de los rebeldes y muchos desertaron. Durante este tiempo, el liderazgo dominicano había cambiado con frecuencia, solo para ser depuesto en golpes de Estado por corrupción, política o en el caso de Polanco (que duró 3 meses) liderando un desastroso ataque directo contra los españoles en Monte Cristi en diciembre de 1864.
Después de dos años de lucha, España abandonó la isla en 1865. Los conflictos políticos reinaron de nuevo en los años siguientes; regía un estado de guerra, las revueltas militares eran muy comunes, y la nación acumulaba más y más deuda. Tras tomar Báez posesión, tramaba su plan de anexión del país a los Estados Unidos, donde el gobierno de ese entonces, encabezado por el presidente Ulysses S. Grant, le dio su apoyo. Grant pidió una base naval en Samaná y también un lugar para el asentamiento de los negros recién liberados. El trato, que incluía el pago por Estados Unidos de 1.5 millones de dólares para la amortización de la deuda dominicana, fue rechazada en el Senado de ese país en 1870.
Báez fue derrocado en 1874, regresó y de nuevo fue derrocado en 1878, esta vez para siempre. Con la eliminación de Santana (que murió en 1864) y Báez de la escena política, una nueva generación de políticos surgió. Una relativa paz llegó al país en la década de 1880, que vio la llegada al poder del general Ulises Heureaux.
Lilís, como fue apodado el nuevo presidente, disfrutó de un breve período de popularidad. Fue, sin embargo, "un simulador", que metió a la nación en una deuda profunda, mientras utilizaba la mayor parte de las ganancias para su uso personal y para mantener su estado policial. Heureaux fue un dictador déspota e impopular y terminó asesinado en 1899. Sin embargo, la relativa calma después de su muerte permitió una mejoría en la economía dominicana. La industria azucarera se modernizó, y el país atrajo a trabajadores extranjeros y los inmigrantes, tanto desde del Viejo Mundo como del Nuevo.

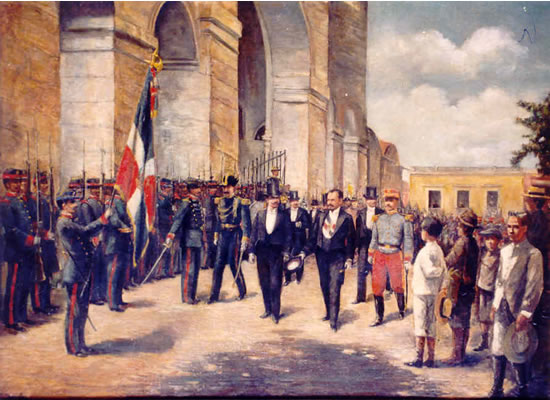
El presidente Alejandro Woss y Gil tomando posesión en 1903.

A partir de 1902, los gobiernos de periodos cortos volvieron, el poder era usurpado por caudillos en las regiones del país. Por otra parte, el gobierno dominicano estaba en bancarrota y sin poder pagar las deudas que dejó Heureaux, ante la amenaza de una intervención militar de Francia y otras potencias acreedoras de Europa.

### Ocupación estadounidense
El presidente Theodore Roosevelt, de los Estados Unidos, trató de impedir la intervención europea, en gran parte para proteger las rutas del futuro Canal de Panamá, el cual ya estaba en construcción. Hizo una pequeña intervención militar para protegerse de las potencias europeas, proclamó su famoso Corolario Roosevelt a la Doctrina Monroe, y en 1905 obtuvo el acuerdo dominicano para que su gobierno tomara la administración de las aduanas dominicanas, que para ese entonces era la principal fuente de ingresos para la República Dominicana. Un acuerdo de 1906 preveía una duración de 50 años. Los Estados Unidos acordaron utilizar parte de los ingresos de aduanas para reducir la inmensa deuda exterior de la República Dominicana, y asumieron la responsabilidad de dicha deuda.

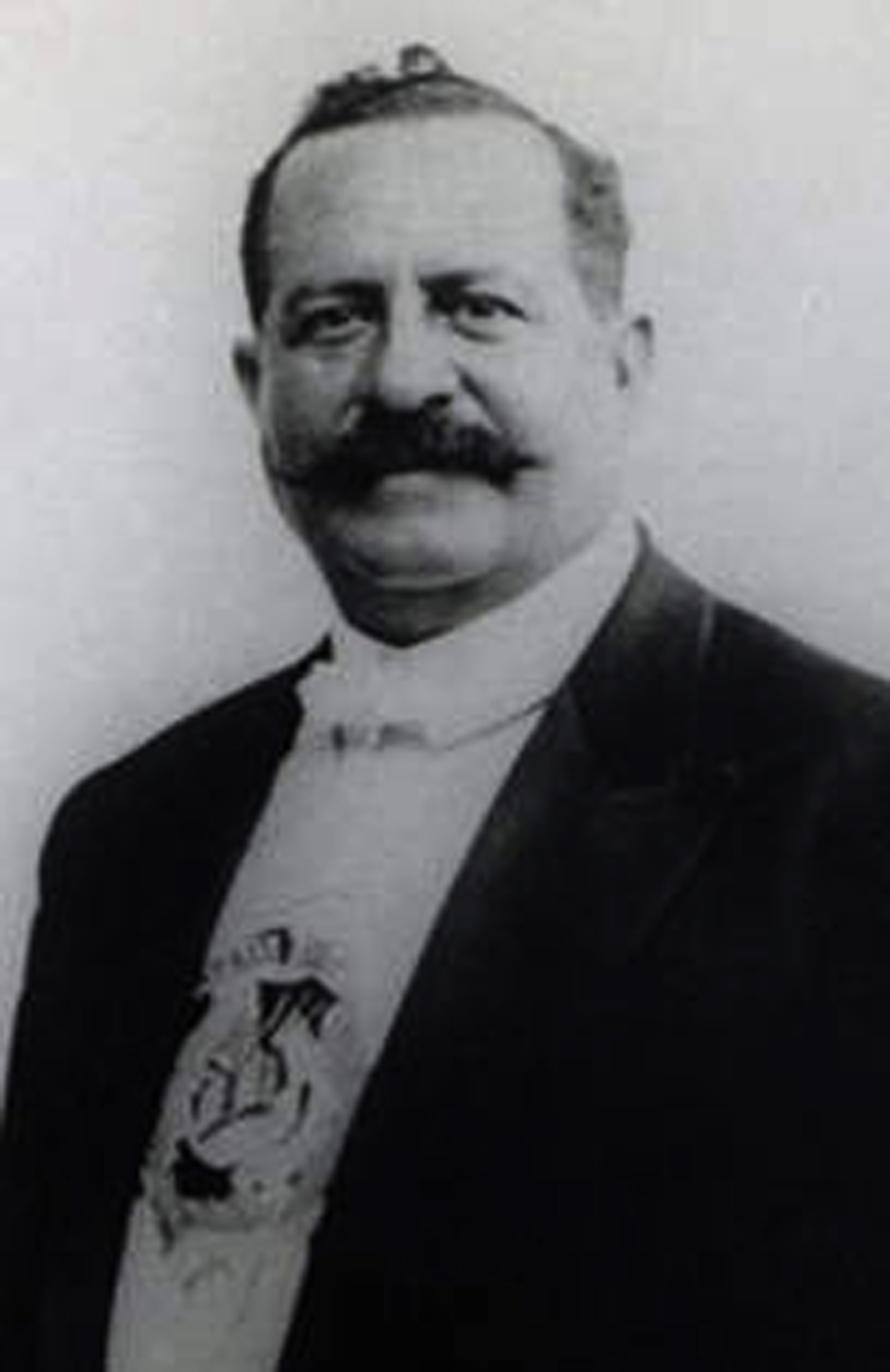
Ramón Cáceres.

Después de seis años en el poder, el presidente Ramón Cáceres, que había asesinado a Heureaux, fue asesinado a su vez en 1911. El resultado fue varios años de gran inestabilidad política y una guerra civil. Con la mediación de Estados Unidos bajo las administraciones de William Howard Taft y Woodrow Wilson respectivamente, se logró un breve respiro. El estancamiento político que hubo en 1914 se rompió después del ultimátum que le dio Wilson a los dominicanos para que eligieran un presidente o los Estados Unidos impondrían uno. Fue elegido un presidente provisional, y más tarde el mismo año en elecciones relativamente libres fue elegido el expresidente Juan Isidro Jimenes Pereyra. A fin de lograr un gobierno con más apoyo, con personas identificables Jimenes nombró varios opositores en su gabinete. Pero esto no trajo la paz, además con su exsecretario de Guerra Desiderio Arias maniobrando para deponerlo y pese a una oferta de Estados Unidos para ayudarlo militarmente en contra de Arias, Jimenes, renunció el 7 de mayo de 1916. Pero unas negociaciones entre los seguidores de Juan Isidro Jimenes (Jimenistas) y los seguidores de Horacio Vásquez (Horacistas) fue designado en la presidencia Francisco Henríquez y Carvajal. No obstante, el nuevo presidente estaba en desacuerdo con la intervención.
Wilson ordenó la ocupación de República Dominicana. El Cuerpo de Marines de los Estados Unidos desembarcó el 16 de mayo de 1916, y tomaron el control del país dos meses después. El gobierno militar establecido por los Estados Unidos, encabezado por el contralmirante Harry Shepard Knapp, fue repudiado ampliamente por los dominicanos. Algunos puestos en el gabinete tenían que ser cubiertos por funcionarios de la Armada de los Estados Unidos. Los dominicanos se negaron a servir en la administración. Se impuso censura y límite al discurso público. Pero el régimen de ocupación mantuvo la mayoría de las leyes e instituciones dominicanas, reactivó la economía, redujo la deuda dominicana, construyó una red de carreteras que por fin interconectaban todas las regiones del país, y creó una profesional Guardia Nacional.

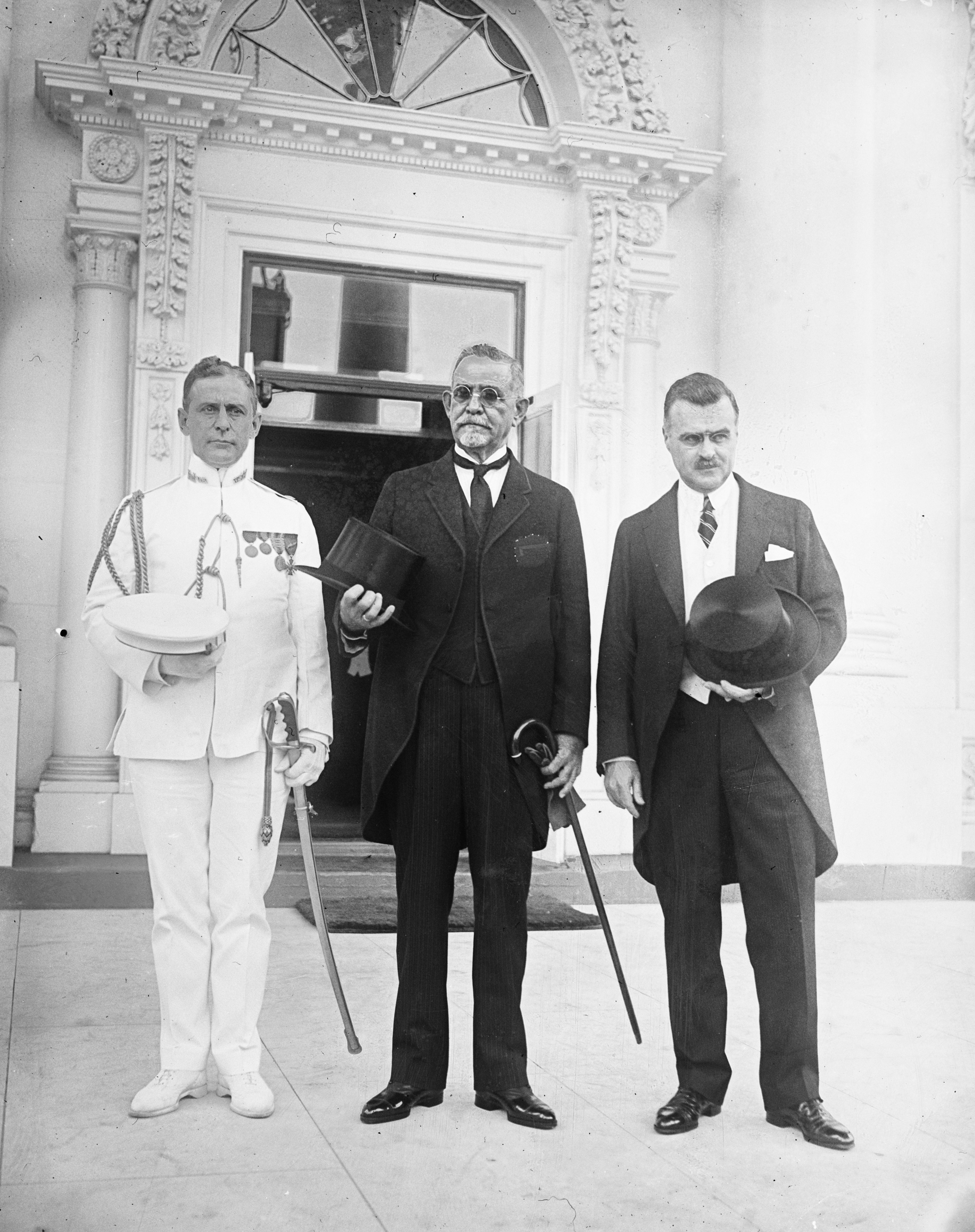
El presidente electo de la República Dominicana, Horacio Vásquez, se reúne con funcionarios de Estados Unidos.

La oposición más intensa a la ocupación se produjo en las provincias orientales de El Seibo y San Pedro de Macorís. De 1917 a 1921, las fuerzas estadounidenses combatieron un movimiento guerrillero en esa zona conocido como los gavilleros. El movimiento sobrevivió a la captura y ejecución de su líder, Vicente Evangelista, y a algunos enfrentamientos inicialmente feroces con los marines. Sin embargo, los gavilleros finalmente cedieron ante la potencia de fuego superior de las fuerzas de ocupación, el poder aéreo (un escuadrón de seis Curtis Jenny) y métodos contrainsurgentes determinados (a menudo brutales).
En el valle de San Juan, cerca de la frontera con Haití, los seguidores de un curandero vudú llamado Liborio, resistieron a la ocupación hasta su muerte en 1922. Sin embargo, la persecución de sus seguidores continuó y resultó en la masacre de Palma Sola en 1962. Alrededor de 600 personas murieron como resultado de un ataque con napalm llevado a cabo por el gobierno dominicano.
Después de la Primera Guerra Mundial, la opinión pública de Estados Unidos comenzó a oponerse a la ocupación. Allí, el presidente Warren G. Harding (1921-1923), sucesor de Wilson, trabajaba para poner fin a la ocupación, como había prometido hacer durante su campaña, y se convocaron elecciones presidenciales en marzo de 1924.
El vencedor de dichas elecciones fue el expresidente Horacio Vásquez, que había cooperado con los Estados Unidos para poner fin a la ocupación. Vásquez dio al país seis años de buen gobierno, en el que los derechos políticos y civiles se respetaron y la economía creció fuertemente, en un ambiente tranquilo.

### Gobierno de Trujillo

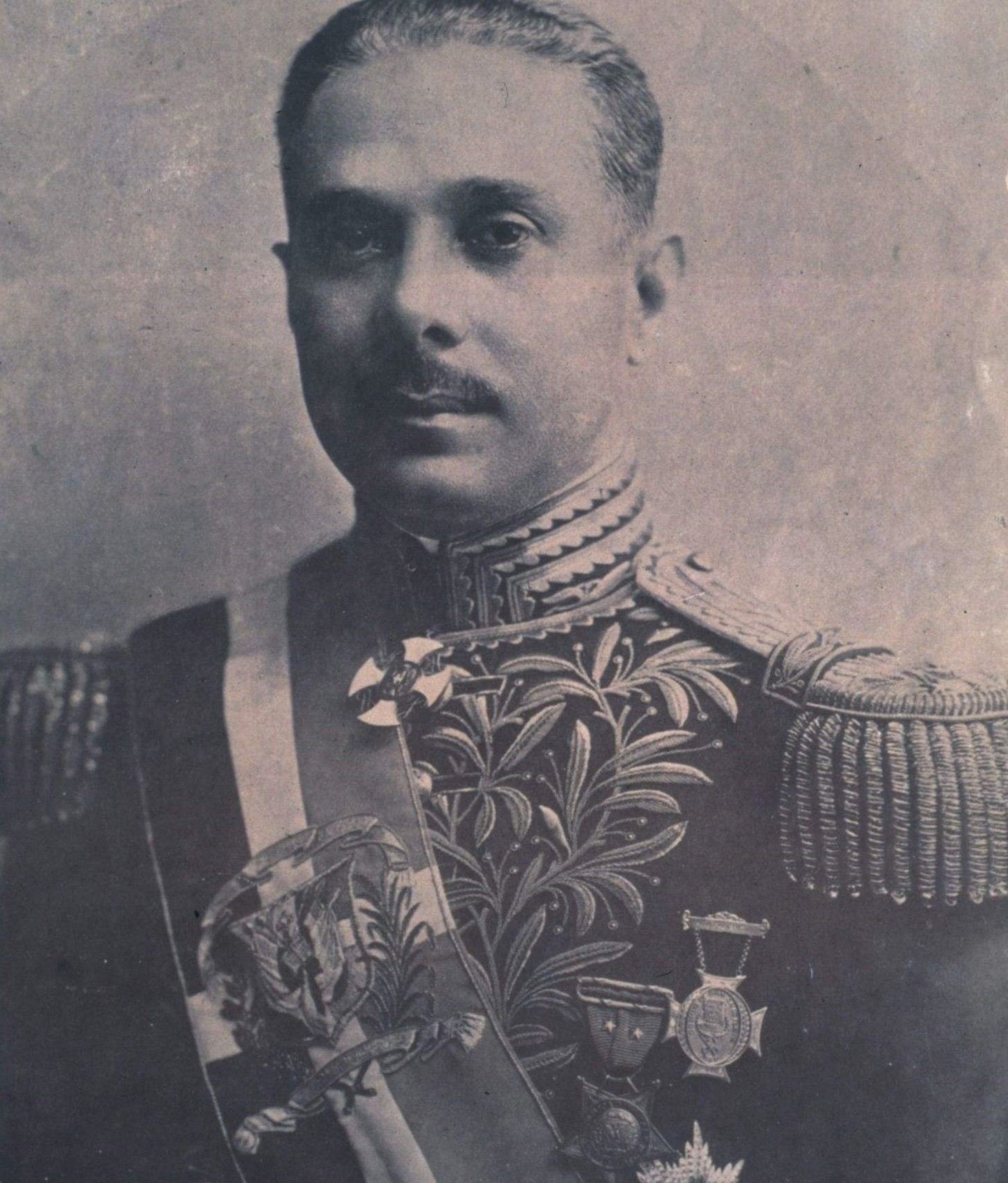
Rafael Trujillo impuso una dictadura de 31 años en el país (1930-1961).

Horacio Vásquez confiaba ciegamente en Trujillo y por eso nunca supo sus verdaderas intenciones, incluso lo nombró como su militar de confianza. También le encargó que luchara contra Estrella Ureña, que era secretario de Estado y había abandonado las filas horacistas, ya que este se oponía a la reelección de Vásquez; pero este desconocía que Trujillo ya había tramado un plan para derrocarlo junto a Estrella Ureña.
Durante el gobierno de Horacio Vásquez, Trujillo ostentaba el rango de teniente coronel y era jefe de la Policía. Este cargo le ayudó a poner en marcha sus planes de derrocar el gobierno de Vásquez. Trujillo contó con el apoyo de Carlos Rosario Peña, que formó el Movimiento Cívico, el cual tenía como objetivo principal derrocar el gobierno de Vásquez.
Cuando Vásquez intentó ganar un nuevo mandato, los opositores se rebelaron en febrero de 1930, en alianza secreta con el comandante del Ejército Nacional (la antigua Guardia Nacional), el general Rafael Leónidas Trujillo Molina, por el cual este último se mantuvo "neutral" frente a la rebelión, mientras que Vásquez renunció y se va al exilio; entonces es juramentado como presidente provisional Estrella Ureña el día 3 de marzo de 1930. Durante los 5 meses de presidente, fueron derogadas todas las leyes que impedían que Trujillo aspirase a la presidencia; de esa manera Trujillo pudo aspirar a las elecciones presidenciales de ese entonces y no solo eso, sino que a todo esto se unió el acoso y represión de todos los candidatos que aspiraban, así como a los seguidores de estos.
Durante la campaña electoral, Trujillo utilizó el ejército para desatar todo tipo de represión, obligando así a sus contrincantes a retirarse de la contienda electoral. Trujillo se puso de pie para elegirse a sí mismo, y en mayo fue elegido presidente prácticamente sin oposición, después de una violenta campaña contra sus oponentes.
Rafael Leónidas Trujillo Molina asciende el poder el 16 de agosto de 1930, tras las manipulaciones que hizo en complicidad con Rafael Estrella Ureña, que fue elegido su vicepresidente y acataba todas sus directrices.
Durante la Segunda Guerra Mundial, siendo Trujillo presidente, el país se puso al lado de los aliados y le declaró la guerra a Japón, Alemania e Italia. Como resultado, varios buques mercantes dominicanos fueron hundidos por submarinos alemanes, y 27 tripulantes murieron.
Hubo un crecimiento económico considerable durante el largo régimen de Trujillo, aunque una gran parte de la riqueza fue tomada por el dictador para sus vanidades personales. Se avanzó en la atención sanitaria, educación y transporte, con la construcción de hospitales y clínicas, escuelas, caminos y puertos. Trujillo también llevó a cabo un programa de construcción de viviendas e inició un importante plan de pensiones. Por último, puso fin al préstamo que había con los Estados Unidos de 50 años de administración de la aduana en 1941, el cual estaba pautado terminar en 1956. Hizo que el país quedara libre de deudas en 1947.
Esto estuvo acompañado por la represión absoluta y abundantes asesinatos, tortura y métodos terroristas contra la oposición. Por otra parte, la megalomanía de Trujillo se vio en el cambio de nombre de la capital, Santo Domingo a Ciudad Trujillo, también la montaña más alta del país y del Caribe la renombró de pico Duarte a pico Trujillo, además de varios pueblos y una provincia. Algunos otros lugares los rebautizó con nombre de miembros de su familia. Al final de su primer mandato en 1934 era la persona más rica del país, uno de los más ricos del mundo en la década de 1950, y casi en el final de su régimen su fortuna estaba estimada en $800 millones.
En octubre de 1937, Trujillo, en un evento conocido como la masacre del perejil, ordenó al Ejército matar a los haitianos que vivían en la frontera noroeste de la República Dominicana y en ciertas partes de la región contigua del Cibao. El Ejército mató a unos 20 000 haitianos en cinco días. Las tropas dominicanas, que venían en su mayoría de otras áreas del país, interrogaban a cualquier persona con piel oscura, utilizando el shibboleth "perejil" para diferenciar a los haitianos de los dominicanos cuando era necesario, la "r" de perejil era de difícil pronunciación para los haitianos. Como resultado de la masacre, la República Dominicana acordó pagar como indemnización a Haití la cantidad de 750 000 dólares, luego reducida a 525 000 dólares. Posteriormente, durante la primera mitad de 1938, miles más de haitianos fueron deportados por la fuerza y cientos fueron masacrados en la región sur de la frontera.
Trujillo extendió su tiranía a los Estados Unidos. En 1956, en Nueva York, sus secuaces secuestraron y asesinaron a Jesús Galíndez. Los secuaces de Trujillo luego ejecutaron a Charles Murphy, un aviador de Oregón que había pilotado el avión que llevó a Galíndez de Nueva York a la República Dominicana.

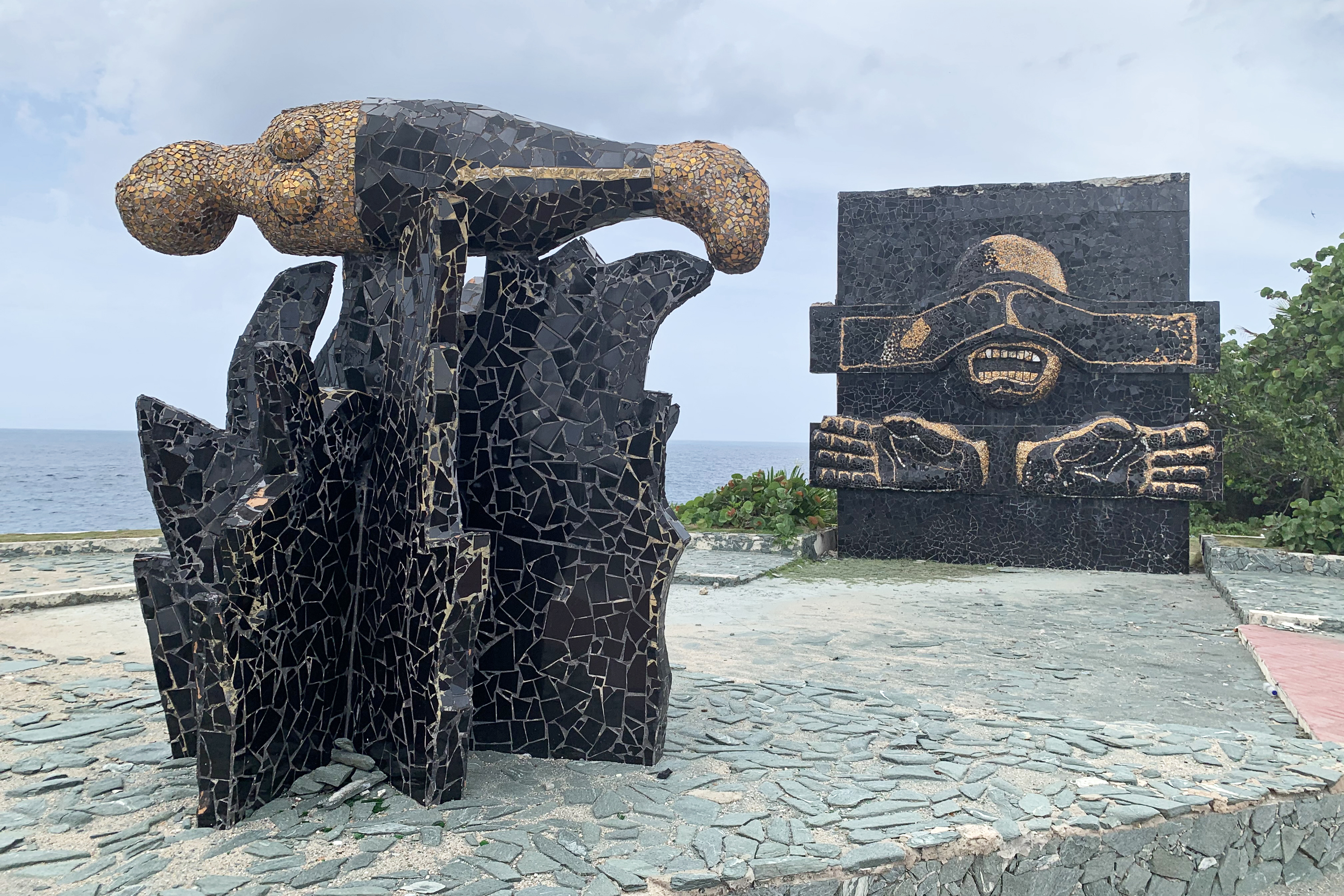
Monumentos a los Héroes del 30 de mayo de 1961, en conmemoración de los dominicanos que murieron para acabar con la dictadura de Trujillo

El 14 de junio de 1959, aproximadamente doscientos exiliados dominicanos y revolucionarios cubanos lanzaron una invasión de la República Dominicana desde Cuba con la esperanza de derrocar al régimen de Trujillo. Los invasores fueron masacrados apenas unas horas después de haber desembarcado.
El 25 de noviembre de 1960 Trujillo mandó asesinar a tres de las cuatro hermanas Mirabal, apodadas Las Mariposas. Minerva, la segunda de las hermanas, que fue abogada, estaba opuesta a la dictadura, pero Trujillo le negó el derecho a ejercer su profesión. Las hermanas han recibido muchos honores a título póstumo, y tienen muchos recuerdos en varias ciudades de la República Dominicana. Salcedo, su provincia natal, cambió su nombre a la provincia Hermanas Mirabal. El Día Internacional de la Eliminación de la Violencia contra la Mujer se celebran actos en su honor el día de su muerte.
Durante mucho tiempo, los Estados Unidos apoyaron el gobierno de Trujillo, al igual que la Iglesia católica y la élite dominicana. Este apoyo persistió a pesar de los asesinatos de políticos de la oposición, la masacre de los haitianos, y de las conspiraciones de Trujillo contra otros países. Los Estados Unidos finalmente rompieron con Trujillo en 1960, después de que agentes de Trujillo trataran de asesinar al presidente venezolano, Rómulo Betancourt, un crítico feroz de Trujillo. El gobierno de Venezuela oponía resistencia a la dictadura de Trujillo, y recibía a los migrantes dominicanos que buscaban refugio de la dictadura. Trujillo fue asesinado el 30 de mayo de 1961. Los conspiradores fueron ejecutados sumariamente, algunos de ellos sirviendo de alimento a los tiburones.

### Inestabilidad post-Trujillo (1962-1964) y guerra civil dominicana (1965)

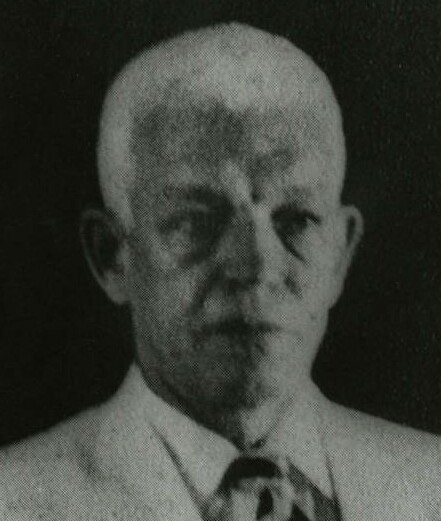
Juan Bosch, primer presidente electo democráticamente después del fin del régimen trujillista.

Después de la muerte de Trujillo, el país pasó por varias direcciones políticas entre las que se encuentran la del profesor Juan Bosch, que fue elegido presidente en diciembre de 1962, y asumió el cargo en febrero de 1963, pero fue derrocado a los 7 meses en septiembre, debido a sus intenciones de reformas sociales y su supuesta inclinación marxista. Un Triunvirato representante de la oligarquía neotrujillista, sustituiría a la primera experiencia democrática dominicana después de 31 años de dictadura.
Después de diecinueve meses de gobierno militar, una rebelión en favor de Bosch estalló en abril de 1965. Los militares sublevados estaban armados con el fusil de asalto San Cristóbal, ametralladora ligera Browning M1919A4, ametralladora media Browing M-2HB, cañón antitanque M3, obús Kurk de 75mm, jeep Willy con ametralladoras, carros de asalto Lanverk Lynx, tanques ligeros Panhard AMX-13 y Lanverk L-60. Los militares del alto mando de la Fuerza Aérea Dominicana y del CEFA estaban en desacuerdo con admitir a Bosch. El 26 de abril, 2 aviones Vampire FB50 y 2 aviones Mustang F-51 bombardearon posiciones rebeldes. Uno de los tanques AMX-13 que estaban en el Palacio Nacional en poder de los rebeldes atacó un puesto policial. Sus cañonazos demolieron el cuartel causando la muerte a todos los policías dentro del edificio. Dos aviones Mustang F-51 atacaron la posición de la artillería y emplazamientos de ametralladoras de los rebeldes usando cohetes y dejando caer 4 bombas de 500 libras. Luego hicieron acto de presencia dos aviones Vampire FB50 repitiendo los ataques de los Mustangs. Los ataques de los aviones Vampire fueron más desastrosos porque estos estaban armados con cañones de 20mm. Fue una masacre donde partes de cuerpos, cabezas, manos, brazos y piernas estaban repartidas por todo el lugar.
El presidente de Estados Unidos Lyndon Johnson, preocupado por una supuesta revuelta por comunistas, que podrían crear una "segunda Cuba", envió marines día más tarde, seguido inmediatamente por la 82.ª División Aerotransportada y otros elementos del XVIII Cuerpo Aerotransportado en la Operación Powerpack. "No nos proponemos quedarnos aquí sentados en una mecedora de brazos cruzados y dejar que los comunistas implementen cualquier gobierno en el hemisferio occidental" dijo Johnson. Prontamente, se les unieron comparativamente, pequeños contingentes de la Organización de los Estados Americanos. Todos ellos permanecieron en el país durante más de un año y se fueron después de supervisar las elecciones del año 1966 ganadas por Joaquín Balaguer, quien había sido el último presidente títere de Trujillo.
Sin colaboradores, una invasión de Estados Unidos contra un ejército unido con el pueblo hubiera sido difícil y costosa en vidas. En una estimación optimista, el Pentágono creía que se requerían al menos dos divisiones estadounidenses completas para superar el extenso armamento que la República Dominicana había adquirido como protección contra una invasión haitiana.

### Los doce años de Balaguer (1966-1978)

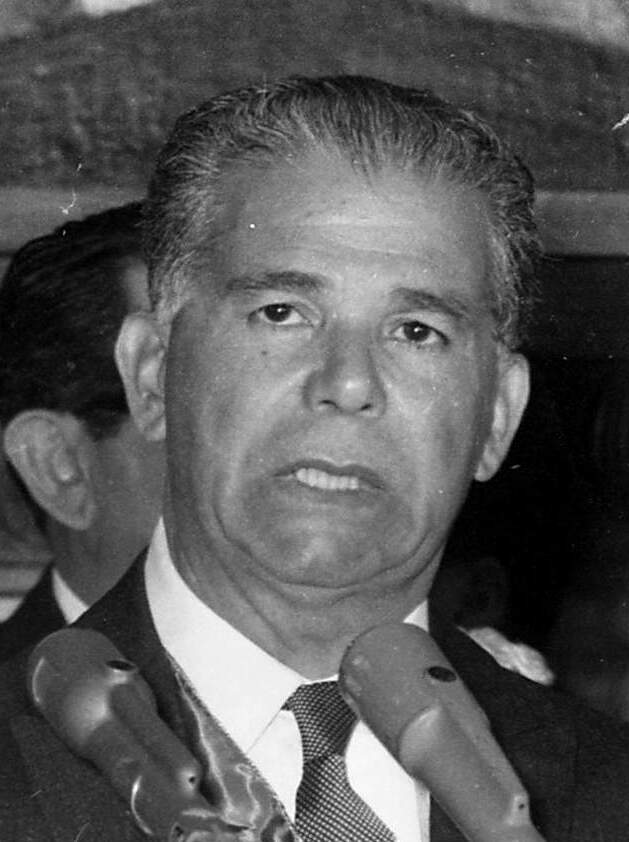
Joaquín Balaguer, presidente títere de Rafael Leónidas Trujillo (1960-1962) y Presidente constitucional por 22 años (1966-1978 & 1986-1996).

En 1966 Joaquín Balaguer ascendió al poder y se mantuvo en él durante un periodo de 12 años, en un gobierno autoritario que utilizaba la represión sobre sus opositores políticos, para que la competencia fuera prácticamente nula y legitimar su reelección "democráticamente". Su gestión fue un período de represión de los derechos humanos y las libertades civiles, en la cual se produjo 11000 víctimas por desapariciones forzadas y asesinatos políticos. Su gobierno fue muy criticado por una creciente disparidad entre ricos y pobres. Fue, sin embargo, elogiado por un ambicioso programa de infraestructura, que incluye grandes proyectos de viviendas, complejos deportivos, teatros, museos, acueductos, caminos vecinales, carreteras, y el monumento Faro a Colón.
Para las elecciones del año 1970, se suscitó una crisis política cuando el vicepresidente de la República de ese entonces, el Lic. Francisco Augusto Lora disgustado con el presidente Balaguer, ya que entendía le tocaba su turno para encabezar la boleta electoral como candidato presidencial por el Partido Reformista, se da cuenta de que el Dr. Balaguer quiere repostularse y optar por un nuevo mandato y no daría marcha atrás en sus aspiraciones, y eso lo lleva a fundar otro partido político, el Movimiento de Integración Democrática, MIDA, dejando de asistir al Palacio Nacional.
Ante esa situación, y agravada además por la presión política de los partidos de oposición, el Dr. Balaguer expuso que dejaría temporalmente la presidencia de la República en manos del Presidente de la Suprema Corte de Justicia, el Dr. Manuel Ramón Ruiz Tejada.
Rápidamente, Ruiz Tejada discrepó públicamente los criterios del presidente Balaguer y afirmó que solo lo asumiría como encargado del Poder Ejecutivo, si se producía la ausencia temporal del presidente y el vicepresidente de la República, tal y como lo disponía el artículo 58 de la Constitución dominicana.
Los acontecimientos se sucedieron rápidamente y el 17 de abril de 1970, Ruiz Tejada después del presidente Balaguer firmar un acuerdo con los partidos políticos de la oposición, asumió como Presidente Interino e inmediatamente dispuso la "neutralización política absoluta y efectiva de la administración pública para garantizar la imparcialidad necesaria en el proceso electoral".
Manuel Ramón Ruiz Tejada, presidente de la Suprema Corte de Justicia en Ejercicio del Poder Ejecutivo, desempeñó sus funciones a plenitud y sin limitaciones en su ejercicio, sin que se produjeran presiones del presidente en licencia y realizando una gestión alabada por todos los sectores y fuerzas vivas de la nación. Al cabo de 36 días entregó el mando a Joaquín Balaguer y reasumió sus funciones judiciales (1966-1974).
El 12 de enero de 1972, tuvo lugar el enfrentamiento armado del grupo revolucionario conocido como Los Palmeros o Comandos de la Resistencia, contra las intenciones del presidente Joaquín Balaguer de re-instaurar un gobierno similar al recién derrocado régimen de gobierno trujillista en el cual se formó, violando el derecho del pueblo al ejercicio político democrático. El enfrentamiento tuvo lugar en el kilómetro 14 de la autopista Las Américas, Santo Domingo.
Los Palmeros fueron: Amaury Germán Aristy, Bienvenido Leal Prandy, también conocido como La Chuta, Ulises Cerón Polanco y Virgilio Perdomo Pérez. Este grupo formaba parte de la estrategia de apoyo militar al General Francisco Alberto Caamaño Deñó, líder de las fuerzas opositoras a la intervención militar estadounidense, en sus intenciones de derrocar a Joaquín Balaguer y llevar a cabo una revolución social en el país, también contaba con la membresía a nivel directivo de Miguel Cocco Guerrero.

### Periodo 1978-1996
Durante las elecciones del año 1978, resultó elegido Antonio Guzmán Fernández por el Partido Revolucionario Dominicano. Su mandato se caracterizó por ser uno de los más liberales que había tenido el país en décadas y desde el gobierno de Juan Bosch. Su mandato culmina cuando Guzmán se suicida inesperadamente el día 4 de julio de 1982. Fue sucedido por el vicepresidente de turno, Jacobo Majluta, que gobernó por 43 días de manera interina. La elección presidencial de ese año fue ganada por su compañero de partido Salvador Jorge Blanco.
En 1986 retomó el poder Joaquín Balaguer, que tenía cerca de 80 años. En 1990 resultó reelegido Joaquín Balaguer en unas elecciones empañadas por denuncias de fraude. En 1994, Joaquín Balaguer resultó nuevamente vencedor en las elecciones contra José Francisco Peña Gómez y Juan Bosch, variando el panorama electoral solamente desde el punto de vista de los partidos opositores. Como resultado de las denuncias de fraude, se hizo una Reforma constitucional recortando el período presidencial a dos años y acordando la celebración de elecciones en 1996.

### Periodo 1996-presente

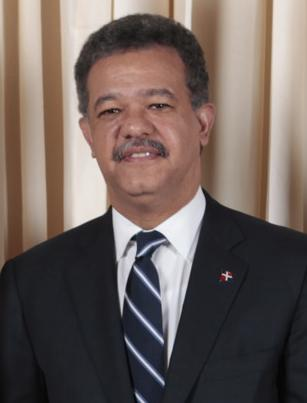
Leonel Fernández fue presidente del país por dos periodos no consecutivos (1996-2000 y 2004-2012).

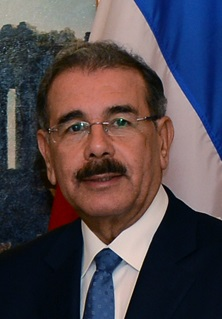
Danilo Medina fue presidente del país entre 2012-2020.

En 1996, con el apoyo de Joaquín Balaguer y el Partido Reformista Social Cristiano en una coalición llamada Frente Patriótico, resultó elegido Leonel Fernández del Partido de la Liberación Dominicana (PLD). Este gobierno se caracterizó por el crecimiento macroeconómico y la privatización de las empresas del Estado a través de la inversión extranjera. Esta administración respaldo el proceso de modernización del sistema judicial, transparentando la conformación de una Suprema Corte de Justicia independiente. Asimismo se realizaron esfuerzos por la reforma y modernización de los demás estamentos del Estado. Además, se restablecieron las relaciones con Cuba y se firmó el Acuerdo de Libre Comercio con Centroamérica, el cual fue la génesis para la firma de DR-CAFTA.
En 2000, Hipólito Mejía ascendió al Poder Ejecutivo por el Partido Revolucionario Dominicano. Su gobierno estuvo marcado por grandes reformas económicas y sociales, aparte de una descentralización del presupuesto nacional. Entre las leyes creadas en este período se destacan la de Seguridad Social, el Código Monetario y Financiero, Mercado de valores, Electricidad, Comercio electrónico, Ley de Policía, Medio Ambiente, Salud pública, Cámara de Cuentas, Ley de Seguros, Independencia Administrativa y Presupuestaria del Poder Legislativo y Poder Judicial; además, creación de la provincia Santo Domingo y sus municipios, mayor partida presupuestaria para los ayuntamientos, así como otras leyes. Esto le significó en las elecciones del año 2002, obtener una mayoría congresional y municipal. En este período se levantaron grandes estructuras deportivas para los Juegos Panamericanos de 2003.
Bajo Mejía, la República Dominicana participó en la coalición liderada por Estados Unidos, como parte de la Brigada Multinacional Plus Ultra, durante la invasión de Irak de 2003. Las tropas dominicanas estaban bajo constantes ataques de mortero pero no sufrieron bajas. En 2004, el país retiró a sus aproximadamente 300 soldados de Irak.
Al gobierno del presidente Mejía le tocó negociar el Tratado de Libre Comercio con los Estados Unidos, principal socio comercial. También promovió diversas medidas comerciales, llamada popularmente "Paquetazo Económico". Este "paquetazo" estuvo acompañado de una serie de medidas sociales, como ayudas a productores agrícolas, subsidios a la tarifa eléctrica, construcción de calles, aceras, caminos vecinales, etc., así como subsidios a familias pobres cuyos hijos asistían a las escuelas, así como creación de nuevos impuestos y aumentos de los ya existentes.
En 2003 los efectos de la quiebra de tres entidades bancarias cuyos ahorrantes fueron protegidos por el gobierno, que financió esta situación creando inflación. Esto provocó una fuerte crisis económica acompañada de la devaluación de la moneda y salida de capitales, inestabilidad que llevó a la quiebra muchas empresas. Con la mayoría congresional obtenida en el año 2002, el presidente Mejía impulso una reforma constitucional que restableció la posibilidad de la reelección presidencial la cual había sido abolida en el año 1994 a solicitud de su propio partido. Esta reforma le ocasionó problemas al interno de su partido provocando una división dentro de sus principales dirigentes.
En 2004, Leonel Fernández ganó con un 57.11 % de los votos las elecciones presidenciales al presidente Hipólito Mejía. Al iniciar su segundo mandato presidencial, se esforzó en combatir la crisis económica logrando restablecer la estabilidad macroeconómica manifestándose entre otras cosas a través de la reducción de la tasa de cambio del dólar y retorno de la confianza en la economía. Por otro lado, sus administraciones han sido acusadas de corrupción.
La gestión del presidente Fernández consistió en mejorar el sistema de transporte colectivo de Santo Domingo, se construyó la primera línea del Metro; la terminación de las principales vías de comunicación hacia los polos turísticos del país; la construcción de nuevas escuelas o la construcción de más aulas, así como la dotación de centros de informática con computadoras modernas e Internet a las comunidades en coordinación con las escuelas, las iglesias o los clubes. Continuó su programa de modernización del estado fortaleciendo la formulación y ejecución de presupuesto e impulsando leyes para transparentar la adquisición pública de bienes y servicios.

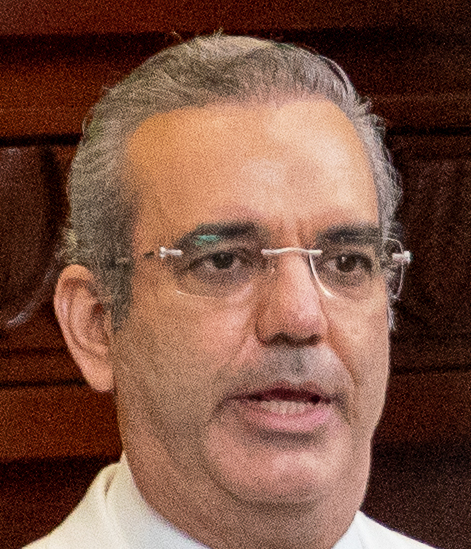
Luis Abinader, presidente del país.

En 2008, Leonel Fernández es reelecto como presidente, venciendo a su más destacado contendor, Miguel Vargas Maldonado candidato por el Partido Revolucionario Dominicano, logrando así su tercer período de gobierno (segundo consecutivo) 2008-2012. En las elecciones municipales y congresuales del año 2010, el Partido de la Liberación Dominicana logró 31 de 32 senadurías y 92 de 155 ayuntamientos. Danilo Medina, del mismo partido PLD fue elegido presidente en 2012 bajo la promesa de invertir más en programas sociales y educación, además de enfrentar la corrupción.
Danilo Medina al asumir la presidencia de la República declara ante los medios de comunicación que la reelección es un déficit para el Estado Dominicano; algo que no cumple posteriormente, pues modifica la constitución para reelegirse como candidato a la presidencia. Los años de gobierno de Danilo Medina se han destacado por la estabilidad de la moneda, el crecimiento económico sostenido, grandes inversiones en la educación, la salud, servicios sociales, transporte público, energía eléctrica e infraestructura vial. Por otro lado, un aumento significativo en la delincuencia, corrupción gubernamental y un sistema de justicia débil, amenazan con ensombrecer su período administrativo.
El 15 de mayo de 2016 se celebran las elecciones donde sale reelecto el presidente Danilo Medina, candidato del PLD, donde se dan resultados preliminares a 5 minutos de las elecciones cerrar formalmente. Muchos partidos de la oposición se quejaron de esto, dando a resaltar que esto no fue lo acordado por la Junta Central Electoral.
El 5 de julio de 2020 con el 53,05 % de los votos Luis Abinader, del Partido Revolucionario Moderno (PRM), ganó las elecciones presidenciales, convirtiéndose en el primer presidente no nacido durante la época de la dictadura de Trujillo.

## Literatura

### SigloXX
Durante el siglo XX, la literatura en la República Dominicana contó con escritores como Juan Bosch (uno de los cuentistas más importantes de América Latina), Pedro Mir (poeta nacional de República Dominicana), Aída Cartagena Portalatín (poetisa por excelencia que habló en la Era de Trujillo), Emilio Rodríguez Demorizi (el más importante historiador dominicano, con más mil obras escritas), Manuel del Cabral (principal poeta dominicano destacado en la poesía negroide), Héctor Incháustegui Cabral (considerado una de las voces más destacadas de la poesía social antillana del siglo XX), Miguel Alfonseca (poeta perteneciente a la Generación del 60), René del Risco (poeta aclamado que fue partícipe del Movimiento 14 de Junio), Mateo Morrison (poeta y escritor con numerosos premios), entre otros autores.
|  |  |  |  |
|  |  |  |  |

## Evolución geológica

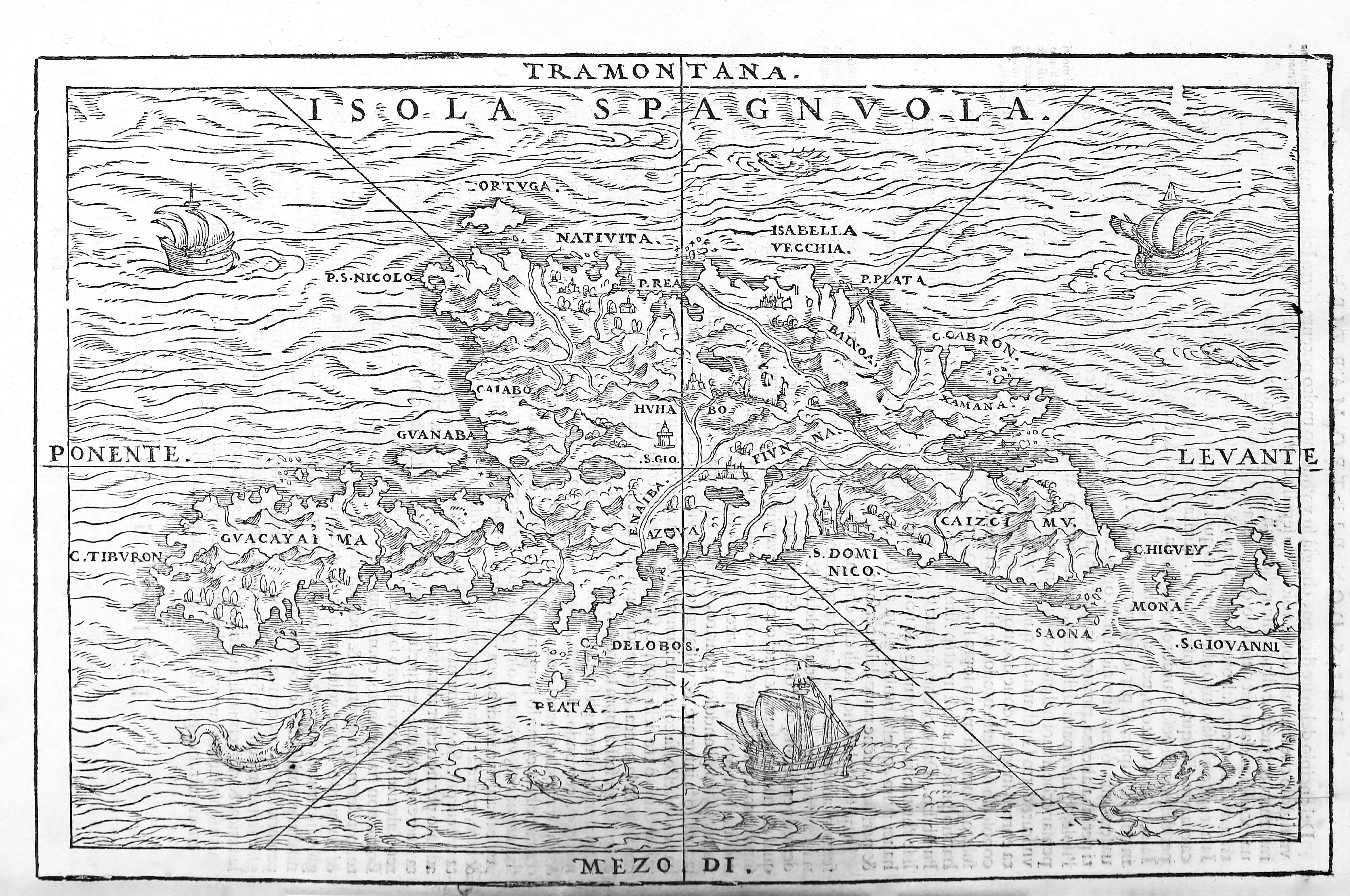
Mapa de La Española del.

El origen geológico de La Española se remonta a la segunda etapa del período Cretáceo de la Era Secundaria, cuando comenzó el proceso de ascenso de la isla debido al fenómeno de subducción de la placa norteamericana que se incrusta por debajo de la placa caribeña, avistando los primeros vestigios representados por los sistemas montañosos más antiguos.
Al cabo de las épocas Paleoceno, Eoceno, Oligoceno, Mioceno y Plioceno de la Era Terciaria se formaron los demás sistemas montañosos de la isla, formándose un archipiélago compuesto por tres islas alargadas y separadas por dos canales marinos.
En la medida en que seguía el levantamiento de la isla, entre los últimos períodos de la Era Terciaria y el período Pleistoceno de la Era Cuaternaria, surgen los valles y las llanuras costeras de toda la isla y desaparece el canal marino que se extendía entre las actuales bahías de Neyba y de Puerto Príncipe, producto del permanente levantamiento de la isla y al tiempo de surgir todos sus valles y llanuras, ocurre la fusión de las tres islas originales.
En este período desaparece el otro canal marino, dando paso al Valle del Cibao, retirándose también las aguas que ocupaban los espacios de los antiguos lagos, convirtiéndose los valles, lo que permitió la deposición de materiales aluviales apostados por los ríos y arroyos más grandes, y por la misma acción gravitatoria contribuyendo con la formación de abanicos y terrazas aluviales al pie de los sistemas montañosos, dando origen a suelos aluviales, sedimentarios y lacustres de origen marino.

## Geografía

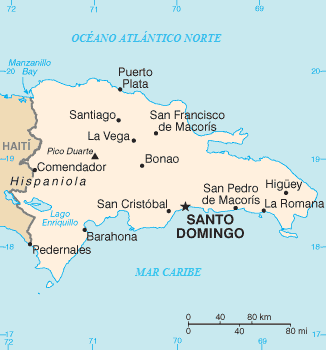
Mapa de la República Dominicana.

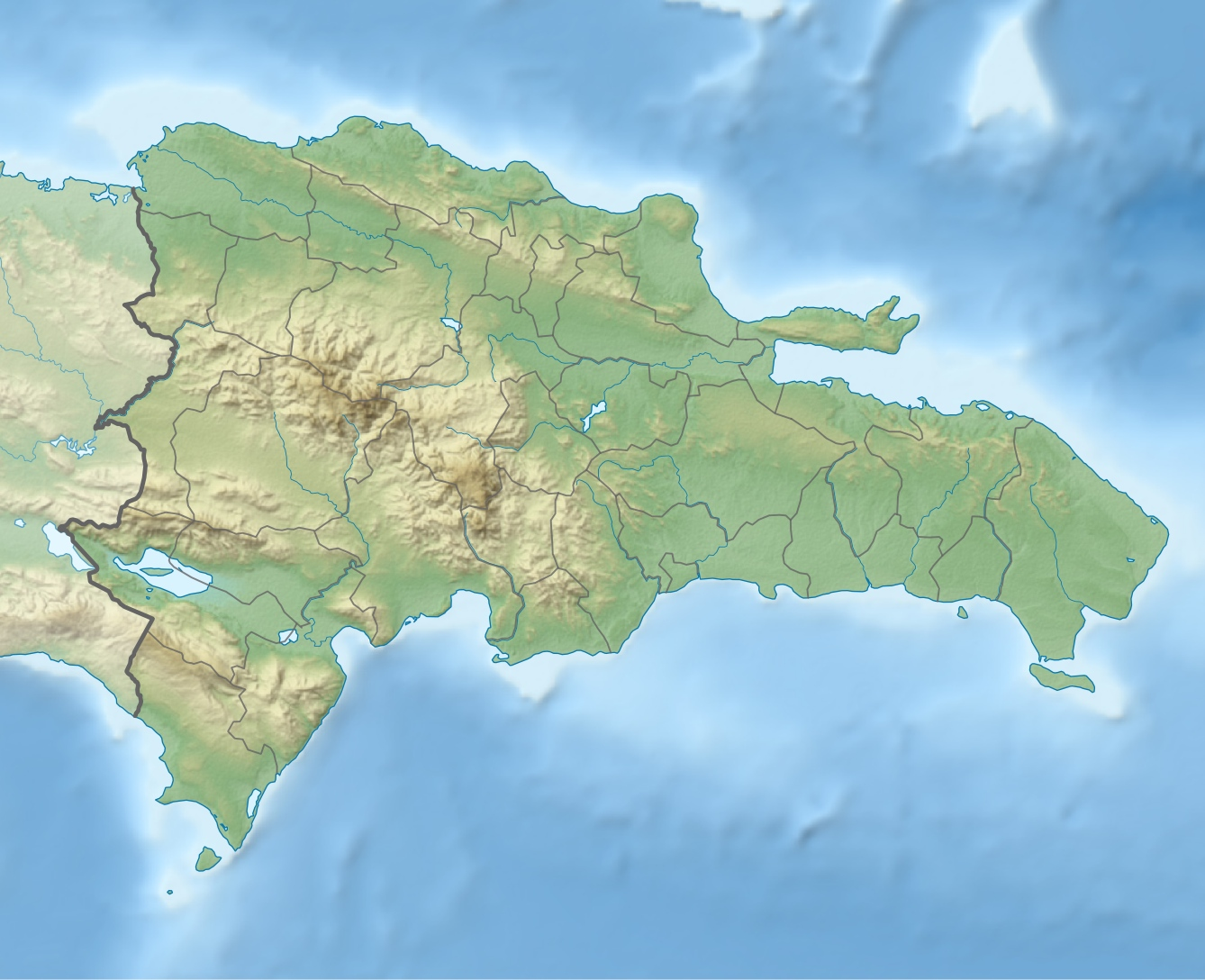
Topografía de la República Dominicana.

El territorio de la República Dominicana comprende las partes central y oriental (63 %) de la isla La Española o de Santo Domingo, situada en el mar Caribe, la cual es la segunda isla en tamaño de las Antillas. Su extensión total es de 48 670 km², de los cuales 350 km² están cubiertos por agua. Sus dimensiones máximas son:
- 390 km de este a oeste (Cabo Engaño a Las Lajas)
- 265 km de norte a sur (Cabo Isabela a Cabo Beata)

Limita al oeste con la República de Haití (376 km de frontera) y está separado al este de la isla de Puerto Rico por el canal de la Mona. Colinda al norte con el océano Atlántico a lo largo de 586 km de costa y al sur con el mar Caribe en una distancia de 545 km.
Su antípoda es el océano Índico y la costa septentrional de Australia. La mayor ciudad del país y la más metropolitana es Santo Domingo su capital, la cual se encuentra en la costa sur.
Hay muchas islas pequeñas y cayos que forman parte del territorio dominicano. Las dos islas más grandes cerca de la costa son Saona, en el sureste, y Beata, en el suroeste. Además dentro de su territorio también se encuentran las islas Cabritos, Catalina, Catalinita y Alto Velo.

### Relieve
El territorio dominicano ofrece un aspecto montañoso en su mayor parte, con cuatro ejes orográficos principales, orientados de poniente a levante, siendo la cordillera Central la más importante de la isla, donde se localiza el pico Duarte con 3087 m, la máxima elevación de las Antillas. Otros sistemas montañosos son la cordillera Septentrional, la cordillera Oriental, la sierra de Yamasá, la sierra de Samaná, la sierra de Bahoruco, la sierra de Neiba y la sierra Martín García.
Entre esos sistemas montañosos existen grandes valles como el Valle del Cibao, Valle de Bonao, Valle de Neiba, Valle de San Juan, Valle de Villa Altagracia, Valle de Constanza, Valle de Jarabacoa, Valle de Rancho Arriba, Valle de Río Limpio y Valle de Tireo.
Así como las llanuras costeras del norte que son: Llano de Bajabonico, Llano de Boba-Nagua, Llano de Puerto Plata y Llano de Yásica. Los del este, Llanos Costeros de Sabana de la Mar y de Miches y Llano Costero Suroriental; y los del sur, Llano Costero de Azua, Llano Costero de Baní o de Peravia y Llanos costeros de Oviedo y Pedernales.

### Hidrografía

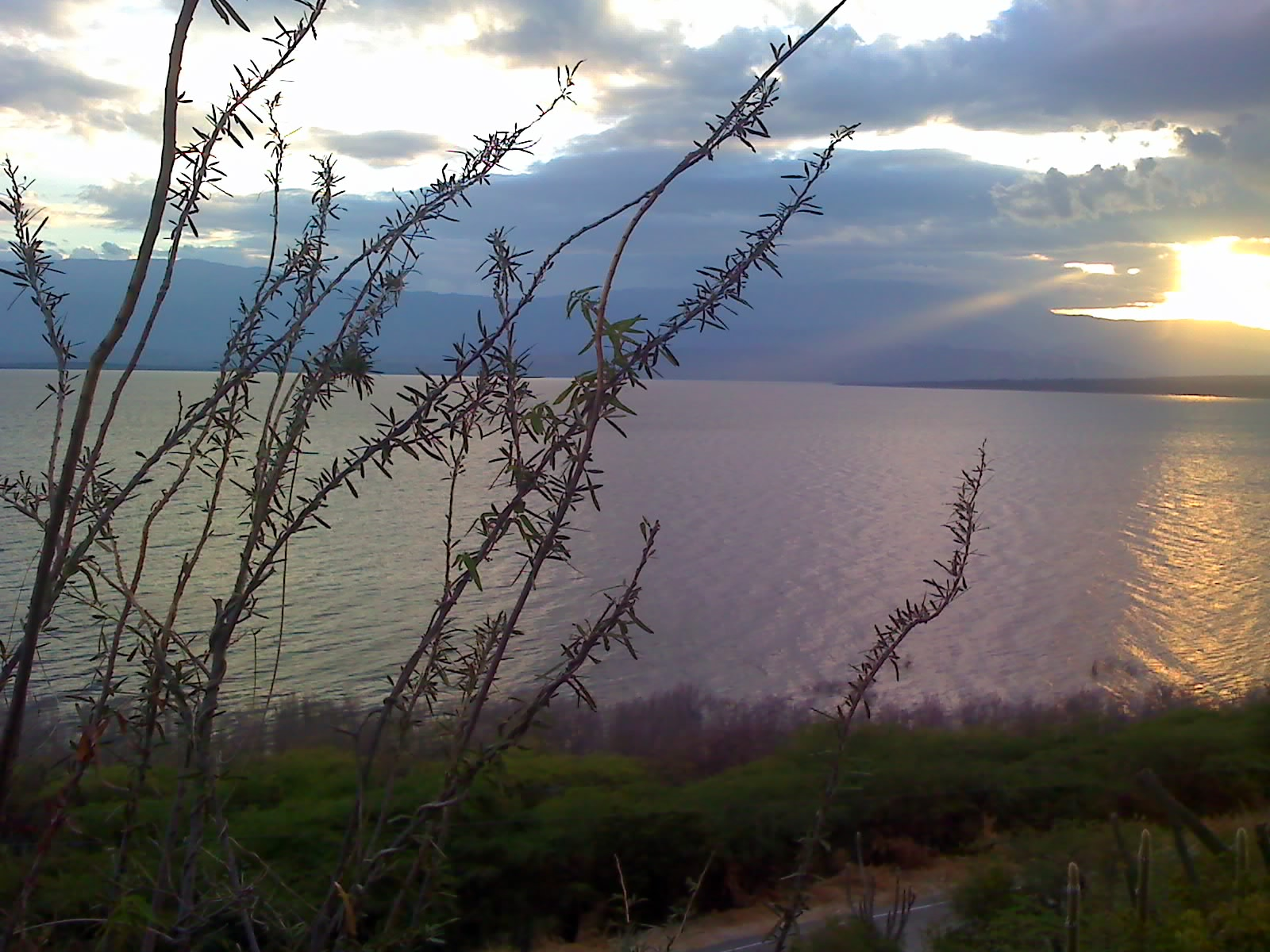
Lago Enriquillo.

Las aguas interiores (ríos y lagos) representan el 1.6 % del territorio nacional.
Hay numerosas cuencas fluviales, y entre ellas existen algunas que, por el volumen de agua que transportan, las dimensiones territoriales que abarcan y por el uso que se les da a sus aguas, se consideran las más importantes.
Las grandes cuencas fluviales dominicanas son las de los ríos Yaque del Norte, Yuna, Yaque del Sur, Ozama y Artibonito.
Los lagos y lagunas son el Lago Enriquillo, Laguna Redonda, Laguna Limón, Laguna Rincón o Cabral y Laguna de Oviedo.
Entre las principales presas o represas hidroeléctricas están la presa de Hatillo, Taveras, Bao, Valdesia, Monción, Sabana Yegua, Rincón, Sabaneta, Maguaca, Chacuey, Jigüey y Aguacate.

### Clima

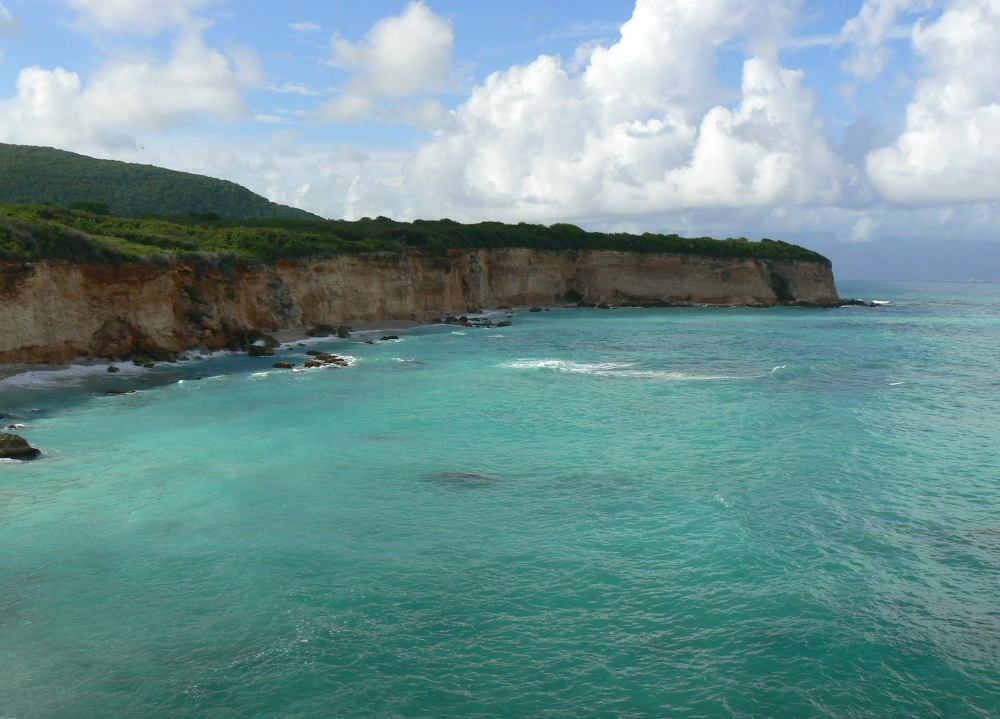
Barahona, provincia de la región Suroeste.

La República Dominicana tiene un clima predominantemente tropical donde las lluvias son abundantes, una temperatura media entre los 25 y 35 °C, con pocas excepciones en regiones con una gran altitud, como en Valle Nuevo, donde la temperatura puede descender hasta –3 °C en invierno. El día tiene una duración entre 11 y 13 horas al año, según la temporada. Algunos copos de nieve pueden caer en raras ocasiones en la parte superior del pico Duarte.
La estación lluviosa abarca desde abril hasta noviembre destacándose mayo, agosto, y septiembre, y, debido a sus lluvias torrenciales, durante esta época se sufren numerosos deslaves de tierra. La parte más seca del país se encuentra en el oeste, particularmente el noroeste; aquí se encuentra el municipio de Villa Vásquez donde muy raras veces llueve, donde suelen pasar hasta seis meses sin tener precipitación alguna. Es propensa al paso de huracanes, que en promedio ocurren 2 o 3, y una tormenta tropical cada año, trayendo en consecuencia algunas inundaciones. Los huracanes son más probables entre agosto y octubre. La última vez que un huracán de categoría 5 azotó el país fue el huracán Irma en 2017.

### Problemas medioambientales
Los Bajos de Haina, a 19 kilómetros al oeste de Santo Domingo, fue incluido en la lista del Blacksmith Institute como uno de los 10 lugares más contaminados del mundo en octubre de 2006, debido al saturnismo por plomo. En esa localidad operó una empresa de reciclaje de pilas y baterías, y que se vio forzada a cerrar en 1999. La limpieza del lugar comenzó en el año 2008, pero los niños siguen naciendo con altos niveles de plomo, causando problemas de aprendizaje, retraso del crecimiento físico e insuficiencia renal.
Sin embargo, aunque Haina ha sido ya retirada de esa lista debido al cierre de muchas fábricas y empresas, y a los intentos de construir una zona verde, los problemas han permanecido. Aunque en menor grado.
Existe una escasa educación ambiental, puesto a que en las escuelas no les enseñan maneras sustentables de vivir. El sistema de manejo de residuos es básico, y en la mayoría de las localidades se emplea la quema de basura.

## Estado y política

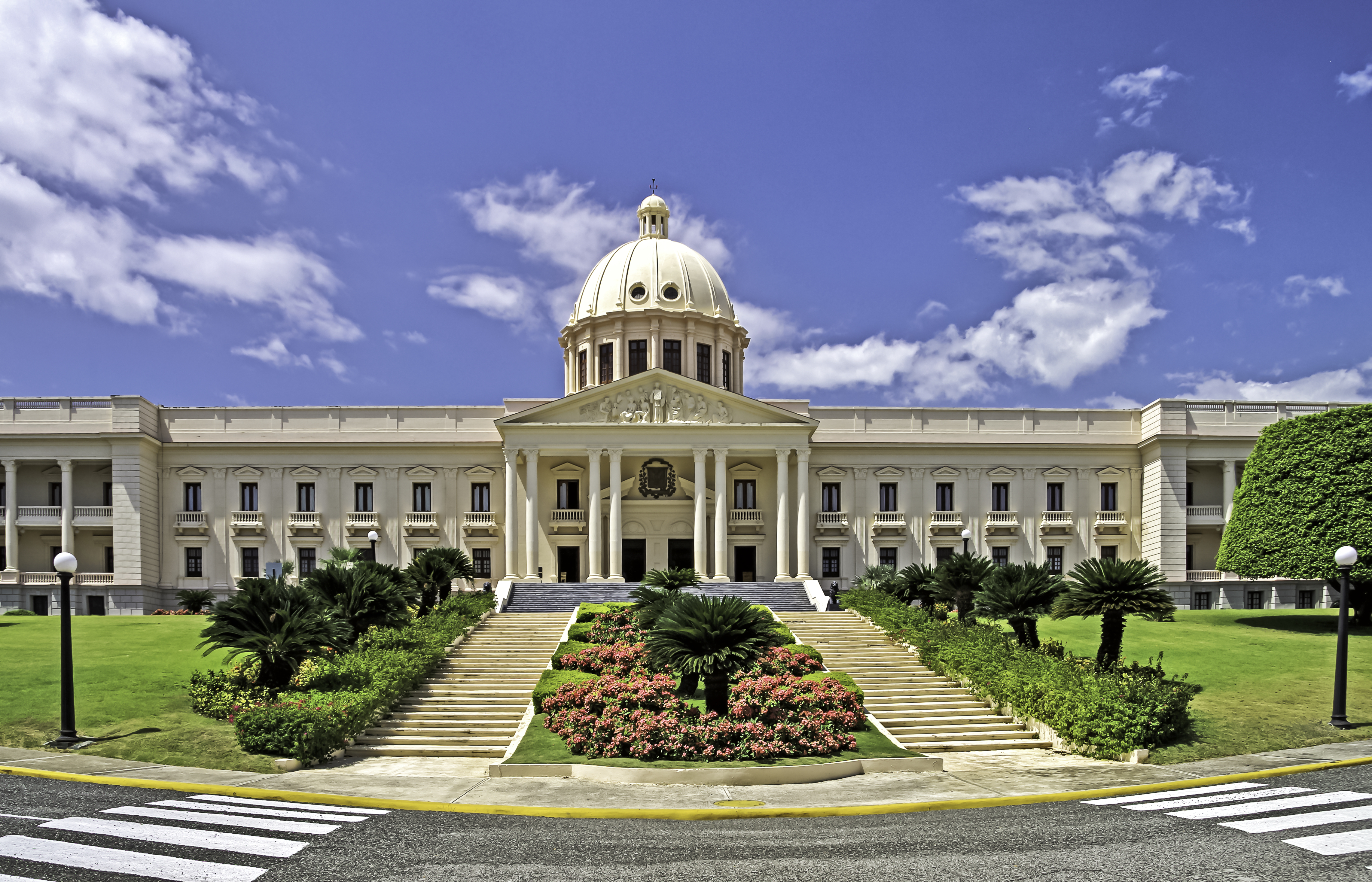
Palacio Nacional en Santo Domingo.

La República Dominicana es una democracia representativa cuyos poderes se encuentran divididos en tres: Poder Ejecutivo, Poder Legislativo y Poder Judicial. El presidente nombra al Gabinete, ejecuta las leyes provenientes del Poder Legislativo y es el Comandante en Jefe de las Fuerzas Armadas. El presidente y el vicepresidente se postulan bajo la misma candidatura y son elegidos por voto directo cada cuatro años.
El Poder Legislativo está conformado por el Congreso Nacional de la República Dominicana en dos cámaras: el Senado con 32 escaños y la Cámara de Diputados con 195 escaños.
El presidente y vicepresidente son elegidos por un período de 4 años. Las elecciones congresuales y municipales son cada cuatro años utilizando la segunda vuelta.
Las elecciones se efectúan el tercer domingo de mayo de cada cuatro años, y sufragan las personas mayores de 18 años con el documento nacional de identidad, o cédula de identidad y electoral. Anteriormente las elecciones se celebraban cada 16 de mayo.

### Derechos humanos
En materia de derechos humanos, respecto a la pertenencia a los siete organismos de la Carta Internacional de Derechos Humanos, que incluyen al Comité de Derechos Humanos (HRC), República Dominicana ha firmado o ratificado:
| República Dominicana | Tratados internacionales | Tratados internacionales  | Tratados internacionales | Tratados internacionales | Tratados internacionales | Tratados internacionales | Tratados internacionales | Tratados internacionales | Tratados internacionales | Tratados internacionales    | Tratados internacionales | Tratados internacionales | Tratados internacionales | Tratados internacionales | Tratados internacionales | Tratados internacionales | Tratados internacionales | Tratados internacionales |
| --- | ------------------------ | ------------------------- | ------------------------ | ------------------------ | ------------------------ | ------------------------ | ------------------------ | ------------------------ | ------------------------ | --------------------------- | ------------------------ | ------------------------ | ------------------------ | ------------------------ | ------------------------ | ------------------------ | ------------------------ | ------------------------ |
| República Dominicana | CESCR                    | CESCR                     | CCPR                     | CCPR                     | CCPR                     | CERD                     | CED                      | CEDAW                    | CEDAW                    | CAT                         | CAT                      | CRC                      | CRC                      | CRC                      | CRC                      | MWC                      | CRPD                     | CRPD                     |
| República Dominicana | CESCR                    | CESCR-OP                  | CCPR                     | CCPR-OP1                 | CCPR-OP2-DP              | CERD                     | CED                      | CEDAW                    | CEDAW-OP                 | CAT                         | CAT-OP                   | CRC                      | CRC-OP-AC                | CRC-OP-SC                | CRC-OP-CP                | MWC                      | CRPD                     | CRPD-OP                  |
| Pertenencia | Firmado y ratificado.    | Ni firmado ni ratificado. | Firmado y ratificado.    | Firmado y ratificado.    | Firmado y ratificado.    | Firmado y ratificado.    | Sin información.         | Firmado y ratificado.    | Firmado y ratificado.    | Firmado pero no ratificado. | Sin información.         | Firmado y ratificado.    | Firmado y ratificado.    | Firmado y ratificado.    | Sin información.         | Sin información.         | Sin información.         | Firmado y ratificado.    |
| Firmado y ratificado, firmado, pero no ratificado, ni firmado ni ratificado, sin información, ha accedido a firmar y ratificar el órgano en cuestión, pero también reconoce la competencia de recibir y procesar comunicaciones individuales por parte de los órganos competentes. |                          |                           |                          |                          |                          |                          |                          |                          |                          |                             |                          |                          |                          |                          |                          |                          |                          |                          |

### Símbolos
En la República Dominicana los principales símbolos patrios son:
- La Bandera, concebida por Juan Pablo Duarte y confeccionada por Concepción Bona y María Trinidad Sánchez durante el periodo de la independencia. Tiene una gran cruz blanca que la divide en cuatro partes. Dos de las partes son de color rojo y dos son de color azul. El rojo representa la sangre derramada por los libertadores. El azul expresa la lucha de los libertadores de legar a las generaciones futuras una nación libre. La cruz blanca simboliza la protección de Dios sobre la nación. Una interpretación alternativa es que el azul representa los ideales de progreso y la libertad, mientras que el blanco simboliza la paz y la unidad entre los dominicanos. Fue izada por primera vez el 27 de febrero de 1844 por Francisco del Rosario Sánchez.

- El Escudo, el cual fue creado en la época de la proclamación de la independencia nacional, es el único que tiene la Biblia en el centro y está rodeado por una rama de olivo (a la izquierda) y una rama de palma (a la derecha). Una cinta azul sobre el escudo dice: "Dios, Patria, Libertad" y una roja debajo dice: "República Dominicana". Desde sus inicios el escudo ha experimentado diversas modificaciones, ya que en la historia dominicana se registran más de 14 escudos. En 1913, Casimiro Nemesio de Moya fue el diseñador del actual escudo oficial del país.

- El Himno fue compuesto por José Reyes y escrito por Emilio Prud'Homme, siendo cantado por primera vez en 1897 y oficialmente desde 1934.

### Fuerzas armadas

Emblema de las Fuerzas Armadas de la República Dominicana.

El Congreso autoriza una fuerza militar combinada de 44 000 personas en servicio activo. La dotación efectiva en servicio activo es de aproximadamente 32 000. Sin embargo, más del 50 % se utilizan para actividades no militares, tales como proveer seguridad a las instalaciones y edificaciones no militares del Estado (tales como sedes de Ministerios), estaciones de autopista de peaje, prisiones, trabajo forestal, vigilancia para las empresas estatales y empresas privadas, así como seguridad personal de funcionarios. El Comandante en Jefe de las Fuerzas Armadas es el presidente del país. Las misiones principales son la defensa de la nación y proteger la integridad territorial del país. El ejército, más grande que los demás servicios combinado con unos 20 000 efectivos en servicio activo, consta de seis brigadas de infantería, una brigada de apoyo de combate y una brigada de servicio de apoyo de combate. La fuerza aérea opera dos bases principales, una en la región meridional, cerca de Santo Domingo y otra en la región norte, cerca de Puerto Plata. La marina cuenta con dos principales bases navales, una en Santo Domingo y otra en Las Calderas, en la costa suroeste, y mantiene 12 buques operativos. En el Caribe y América Central, solo Cuba y Guatemala tienen una milicia más grande.

Miembros de la Armada de República Dominicana realizando un entrenamiento táctico.

Las fuerzas armadas ha organizado el Cuerpo Especializado en Seguridad Aeroportuaria & de Aviación Civil (Cesac). el Cuerpo Especializado de Seguridad Portuaria (CESEP) para satisfacer las necesidades de la seguridad internacional en estas áreas. También existe un Cuerpo Especializado de Seguridad Fronteriza (Cesfront). Además, las fuerzas armadas proveen el 75% del personal de la Dirección Nacional de Investigaciones (DNI) y la Dirección Nacional de Control de Drogas (DNCD).
La Policía Nacional contiene 32 000 agentes. La policía no forman parte de las fuerzas armadas, pero comparten algunas funciones de seguridad.

### Territorio marítimo y espacio aéreo
La República Dominicana, al igual que los demás países del mundo, tiene plena soberanía sobre una zona del mar circundante, denominada mar territorial que es parte integrante e inseparable del territorio hasta un máximo de 12 millas mar adentro, desde la línea base de la costa, de las cuales la marina dominicana solo tiene cartografiadas apenas unas 6 millas.
La República tiene derecho a una zona de 24 millas náuticas para el control fiscal, aduanero y otros, y una zona económica y de investigación científica de hasta 200 millas mar adentro.
El país posee plena soberanía sobre la porción de aire denominada espacio aéreo que rodea el territorio nacional, el cual jurídicamente le pertenece al país a una determinada altitud con respecto al nivel del mar.
Cualquier nave o embarcación aérea o marítima debe solicitar previo aviso a las autoridades para poder penetrar o de lo contrario puede ser atacado por la fuerzas de defensa de la República Dominicana.

## Organización político-administrativa
El territorio de la República Dominicana está dividido administrativamente en 31 provincias y un distrito nacional, las cuales a su vez están subdivididas en un total de 158 municipios y 231 distritos municipales.

## Demografía

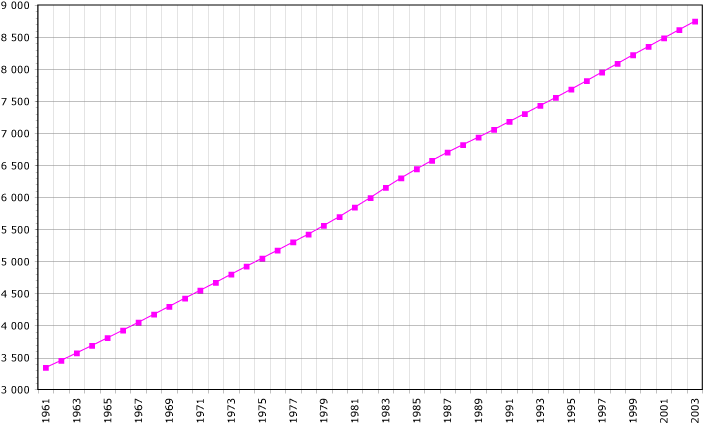
La población de la República Dominicana (1961–2003).

### Población
La población de la República Dominicana en 2016 estimada por las Naciones Unidas es de 10 650 000 personas, quedando en el puesto número 82 en población entre las 193 naciones del mundo. En ese año, aproximadamente el 5 % de la población tenía más de 65 años de edad, mientras que el 35 % de la población era menor de 15 años de edad. Había 102 hombres por cada 100 mujeres en el país en 2016. De acuerdo con el gobierno dominicano, la densidad de población en 2008 era de 192 por km², y el 64 % de la población vivía en zonas urbanas. 
Las llanuras costeras del sur y el Valle del Cibao son las zonas más densamente pobladas del país. La ciudad capital, Santo Domingo, tenía una población de 3 014 000 habitantes en 2019. Otras ciudades importantes son Santiago de los Caballeros (pobl. 756 098), La Romana (pobl. 250 000), San Felipe de Puerto Plata (pobl. 286 558), San Pedro de Macorís, San Francisco de Macorís y La Vega. Según las Naciones Unidas, la tasa de crecimiento de la población urbana para el período 2000-2005 fue de un 2,30 %.

### Etnias

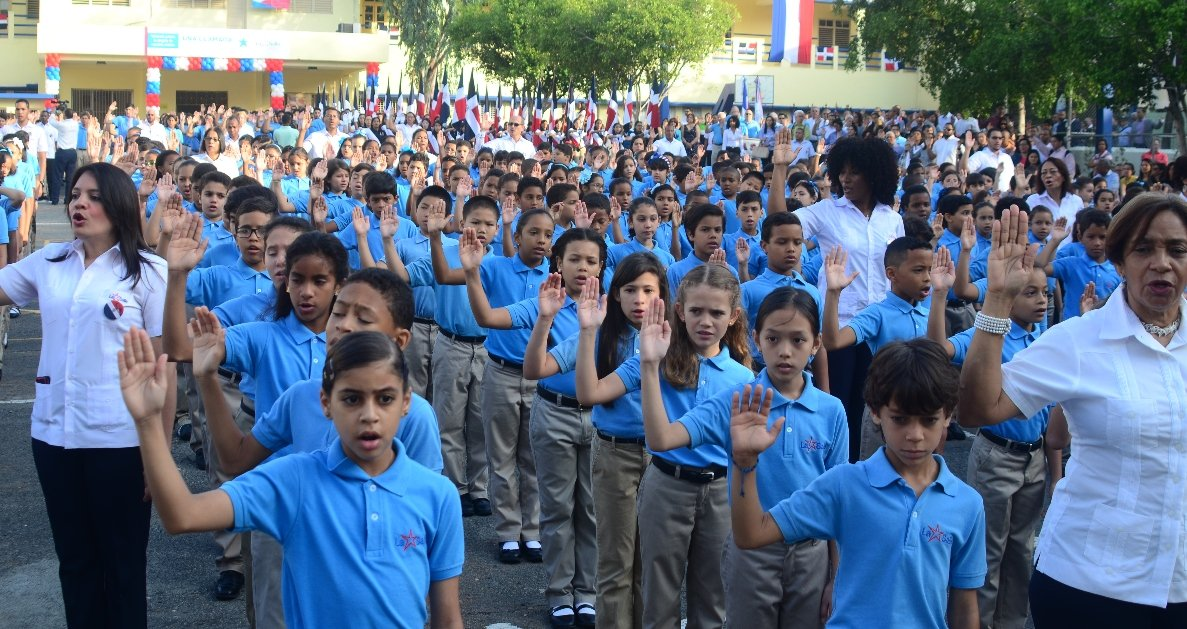
Estudiantes dominicanos.

Estudios recientes sobre la genética de la población han concluido que la población dominicana es, en promedio, de origen genético predominantemente africano y europeo, además una parte significativa deriva de la población indígena de las islas Canarias (guanches) y de los habitantes originales de la isla, los taínos. Entre los Dominicanos, se estima en 52 % el porcentaje de ADN europeo, más 40 % africano y 8 % taíno. Otros resultados arrojan un 49 % de aporte africano, un 39 % de aporte europeo y un 4 % de aporte indígena. Los componentes europeos y taínos son más altos en la región Norte (Cibao), mientras que los componentes africanos son más altos en la llanura sureste y las zonas costeras en general.
Según el Fondo de Población de las Naciones Unidas (FPNU o en inglés UNFPA), los ciudadanos dominicanos se clasifican a en estos grupos étnicos: el 74.4 % mezclado, el 7.8 % negro y el 17.8 % blanco Además hay inmigrantes ilegales (10 % del país), la mayoría son de Haití. [cita requerida] La República Dominicana es un país mayormente mixto, aunque para la mayoría de los dominicanos esta mezcla no es reciente sino distante, ya que por los años 1700s la mayoría de la población ya era mezclada.Hay una minoría blanca, y mestiza predominantemente en el Cibao. También hay una población considerable de inmigrantes/descendientes de libaneses, chinos, japoneses, húngaros, alemanes, holandeses, italianos, y franceses en la República Dominicana. Muchos de estos grupos (franceses, italianos, y alemanes), se encuentran predominantemente en el Cibao y otras regiones del país. También existe una gran descendencia de colonos provenientes de las Islas Canarias que inmigraron durante la era colonial Española. 
Otros grupos dentro del país incluyen a los descendientes de asiáticos occidentales, principalmente libaneses, sirios y palestinos; también hay presencia de asiáticos orientales, principalmente chinos y japoneses. Los dominicanos también tienen ascendencia de judíos sefardíes que fueron exiliados de España y el área del Mediterráneo en 1492 y 1497, acompañada de otras migraciones en los 1700 y la Segunda Guerra Mundial. Algunos de estos judíos aun residen en Sosua, mientras que otros están dispersos por todo el país. 
La cantidad conocida de judíos (o aquellos con prueba genética de ascendencia judía y/o prácticas, costumbres y religión por generaciones) se encuentra cerca de los 3000; sin embargo el número exacto de linaje judío es desconocido debido a la mezcla de los judíos y el resto de dominicanos con el tiempo en un periodo de más de cinco siglos. La región este del país estuvo históricamente influenciada por grandes oleadas de inmigrantes de Puerto Rico, Cuba, Haití y las Antillas Menores, que vinieron hacia 1900, a trabajar en la caña de azúcar, pero esa industria finalmente fue completamente dominada por haitianos.

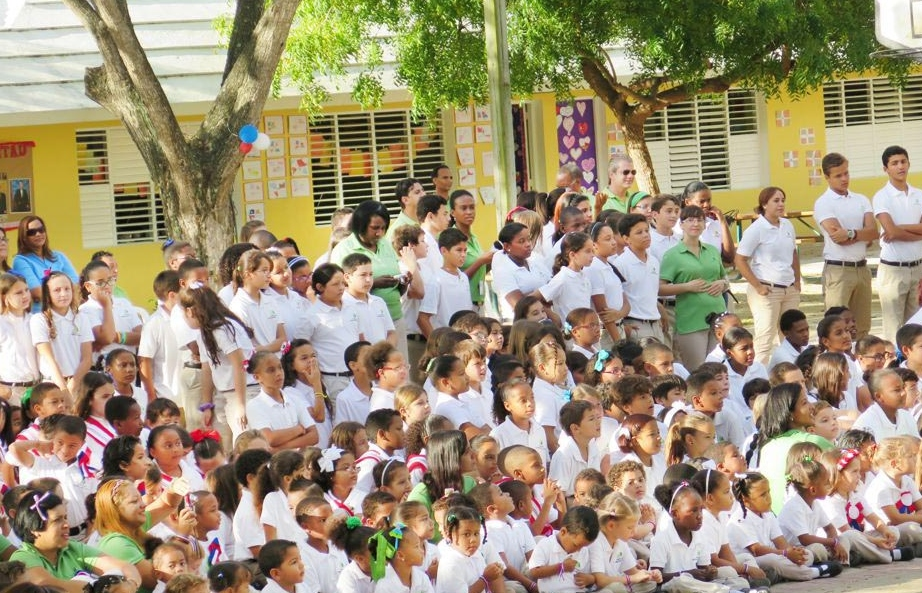
Estudiantes dominicanos. Entre la población del país predominan descendientes mestizos de europeos, africanos e indígenas.

La población multirracial es principalmente una mezcla entre europeos, taínos y africanos. Los estudios habían sido cuestionados en 2004 por lo que se volvieron a realizar dos años después en diversas áreas del país, los resultados también establecieron la existencia de diferencias entre el ADNmt (transmisible exclusivamente por vía materna) dominicano y el puertorriqueño, además de demostrar las diferencias entre las diversas áreas del país, siendo la región con mayor aporte autóctono el Cibao. Sin embargo, según declaró el mismo doctor puertorriqueño, no hay estudios sobre el aporte genético por la vía paterna de los diversos pueblos que se han instalado en el país.
Ya antes habían surgido estudios de la composición genética dominicana. Fue el doctor José de Jesús Álvarez Perelló quien en 1948 planteó que al menos el 17% de la población actual, dependiendo de las diferentes regiones del país, conserva genes indígenas. Otros estudios llevados a cabo por una empresa italiana junto con el Dr. Fernando Luna Calderón en Barahona concluyeron que de las 29 muestras todas tenían ADN africano y 10 tenían ADN taíno. La población extranjera del país también incluye una gran minoría ilegal haitiana. 
Otros grupos étnicos en el país incluyen los asiáticos, principalmente de Asia Occidental, en su mayoría libaneses, sirios y palestinos. Una importante presencia de Asia del Este, principalmente de origen chino y japonés, también se puede encontrar europeos representados en su mayoría por españoles, judíos alemanes, judíos sefardíes, italianos, portugueses, británicos, neerlandeses, daneses y húngaros. Recientemente, aparte de la gran población de haitianos, la República Dominicana ha estado recibiendo muchos inmigrantes de países latinoamericanos circundantes, incluidos venezolanos, cubanos, puertorriqueños, entre otros. La población de inmigrantes venezolanos casi está comenzando a rivalizar en número con la de haitianos. Hoy en día, los haitianos y los venezolanos son los grupos extranjeros más grandes del país. También existen decenas de ciudadanos estadounidenses, la mayoría de los que vienen de los límites de Estados Unidos son estadounidenses de ascendencia dominicana.
En otro estudio por el doctor Juan Carlos Martínez-Cruzado se ha encontrado genes guanches de las Islas Canarias en la población dominicana.

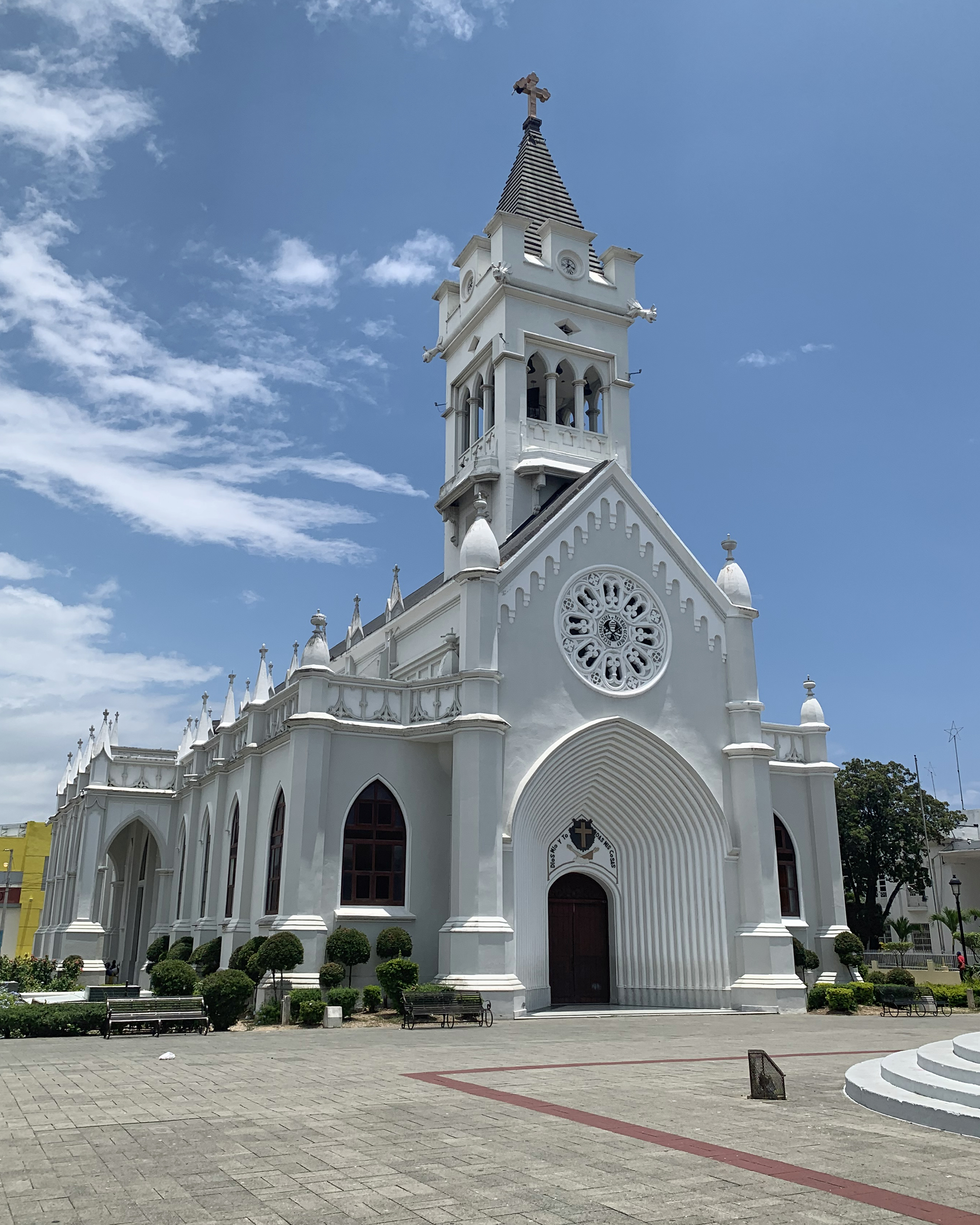
Catedral católica de San Pedro Apóstol en San Pedro de Macorís.

### Religión
| Afiliación                    | % de la Población |
| ----------------------------- | ----------------- |
| Cristianos católicos          | 52,5 %            |
| Evangélicos (sin especificar) | 18,6 %            |
| Evangélico pentecostal        | 2,5 %             |
| Ninguna                       | 21,6 %            |
| Ateo                          | 0,4 %             |
| Agnóstico                     | 0,1 %             |
| Adventista                    | 0,9 %             |
| Testigo de Jehová             | 0,4 %             |
| Mormón                        | 0,5 %             |
| Otro                          | 1,5 %             |
| No sabe                       | 0,5 %             |
| No responde                   | 0,5 %             |

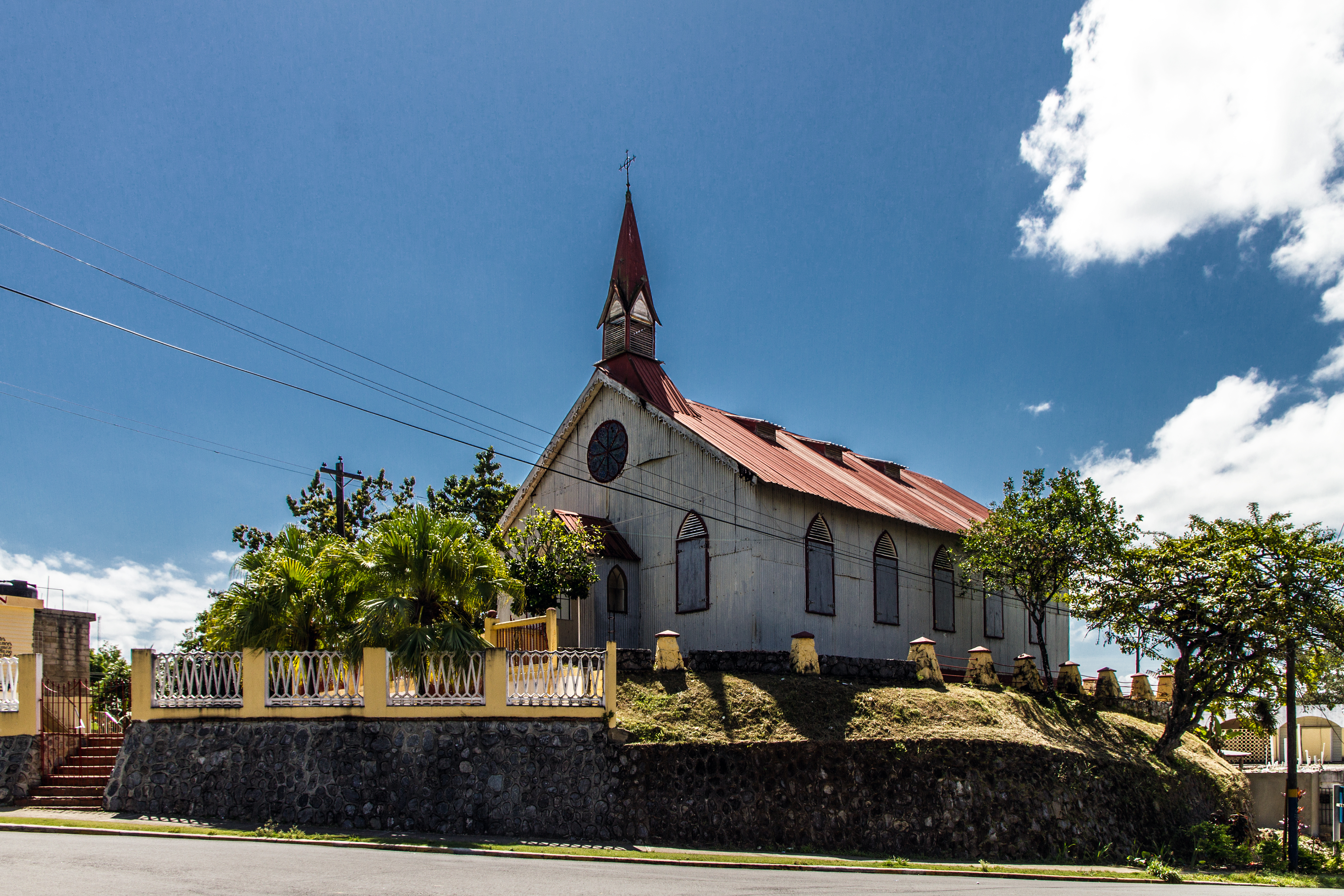
La Chorcha, templo protestante de los descendientes de inmigrantes estadounidenses que llegaron a La Española entre 1824 y 1825

La mayoría de los dominicanos son cristianos. La Iglesia católica es la denominación cristiana con más seguidores. Llegó al país con la colonización española. Le siguen diversos grupos protestantes, entre ellos evangélicos, pentecostales, bautistas, adventistas entre otros muchos de estos de origen estadounidense. La tensión religiosa entre católicos y protestantes en el país es poco frecuente. Existen además otros grupos cristianos como los testigos de Jehová y los mormones en pequeños números.
Siempre ha existido la libertad religiosa en todo el país. No fue sino hasta la década de 1950 que se dieron las restricciones impuestas a las iglesias por parte de Trujillo. Cartas de protesta fueron enviadas contra los arrestos masivos de adversarios del gobierno. Trujillo inició una campaña contra la Iglesia y previstas para arrestar a los sacerdotes y obispos que predicaban contra el gobierno.
El judaísmo, muy minoritario en la actualidad luego de permanecer en perfil bajo y oculto por miedo a las persecuciones causadas por la Inquisición desde los tiempos de la capitanía general española, reapareció en la República Dominicana a finales de 1930. Durante la Segunda Guerra Mundial, y gracias a la Conferencia de Evian (1936), un grupo de judíos escaparon de la Alemania nazi y se refugiaron en la República Dominicana, donde fundaron la ciudad de Sosúa. Se ha mantenido como el centro de población judía desde entonces. Hoy día el judaísmo está experimentado un ligero aumento, debido a que muchas familias dominicanas están redescubriendo sus raíces judías, las cuales debieron ser ocultadas por la persecución que impuso la inquisición católica en los siglos anteriores.

Escudo de la Academia Dominicana de la Lengua Española, que fue establecida en 1927

### Idioma
El idioma oficial del país es el español y en el habla corriente se emplea su forma antillana. Se utilizan palabras taínas, africanismos, neologismos y extranjerismos, especialmente provenientes del inglés, debido a la presión cultural originada desde los Estados Unidos. Otra de las características con las que cuenta el español dominicano es que utiliza cientos de arcaísmos, que lo hace ser un español moderno y a la vez antiguo. Si intentáramos comparar o buscarle la raíz al acento del español dominicano el más cercano a su forma de hablar sería el español canario. Los lingüistas están de acuerdo que el español dominicano tiene sus raíces de los dialectos de Andalucía y Canarias, con influencias de lenguas taínas y africanas.

#### Otros idiomas
Hay una comunidad de unos 8000 hablantes del inglés en la península de Samaná. Ellos son los descendientes de esclavos estadounidenses liberados que llegaron en el siglo XIX. El turismo, la cultura pop estadounidense, la influencia de los dominico-estadounidenses, y los vínculos económicos del país con los Estados Unidos motivan a los dominicanos a aprender inglés. El francés también es hablado por una buena parte de la población. En la comunidad sino-dominicana, compuesta por algo más de 60 000 miembros, muchos hablan y entienden poco o nada de español, otros tienen un limitado nivel del idioma español. La lengua más cómoda que utilizan los miembros de la comunidad chino-dominicana para comunicarse entre ellos es el idioma chino, principalmente hablan chino cantonés, ya que la mayoría de ellos proceden de Guangdong y Hong Kong; y también el chino mandarín.

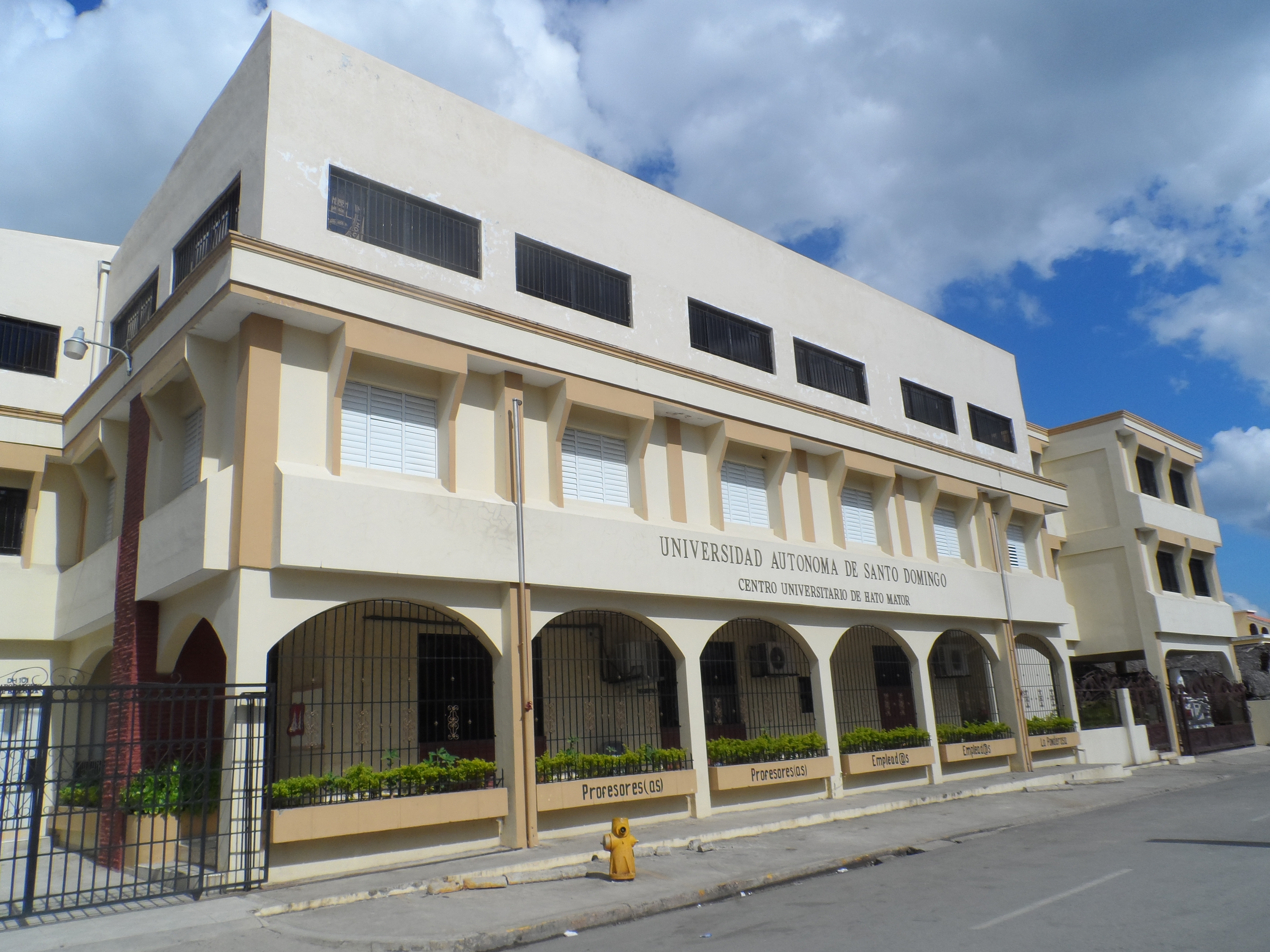
Universidad Autónoma de Santo Domingo

### Educación
El Ministerio de Educación de la República Dominicana (Minerd), según la Ley General de Educación 66-97, como órgano del Poder Ejecutivo en el ramo de la Educación, es la institución pública encargado de orientar y administrar el sistema educativo preuniversitario nacional y ejecutar las disposiciones pertinentes de la Constitución de la República.
La educación primaria es oficialmente gratuita y obligatoria para niños entre las edades de 5 y 14 años, aunque los que viven en zonas aisladas tienen un acceso limitado a la escolarización. La enseñanza primaria es seguida por la Escuela intermedia con un ciclo de estudios secundarios de seis años. Los estudiantes de bajos ingresos relativamente logran alcanzar este nivel, debido a dificultades financieras y limitaciones de su ubicación. La mayoría de los estudiantes de clase alta asisten a escuelas privadas, que suelen ser instituciones religiosas. Algunas escuelas de formación profesional públicas y privadas están disponibles, en particular en el ámbito de la agricultura, pero esto también alcanza solo un pequeño porcentaje de la población.
De 122 países analizados en el Reporte Mundial de Tecnologías de Información 2006-2007, el país se encuentra en la posición número 66. Ascendió 23 puestos respecto al año anterior y está por encima de países como Trinidad y Tobago, Perú, Guatemala, Venezuela, entre otros.

### Sanidad

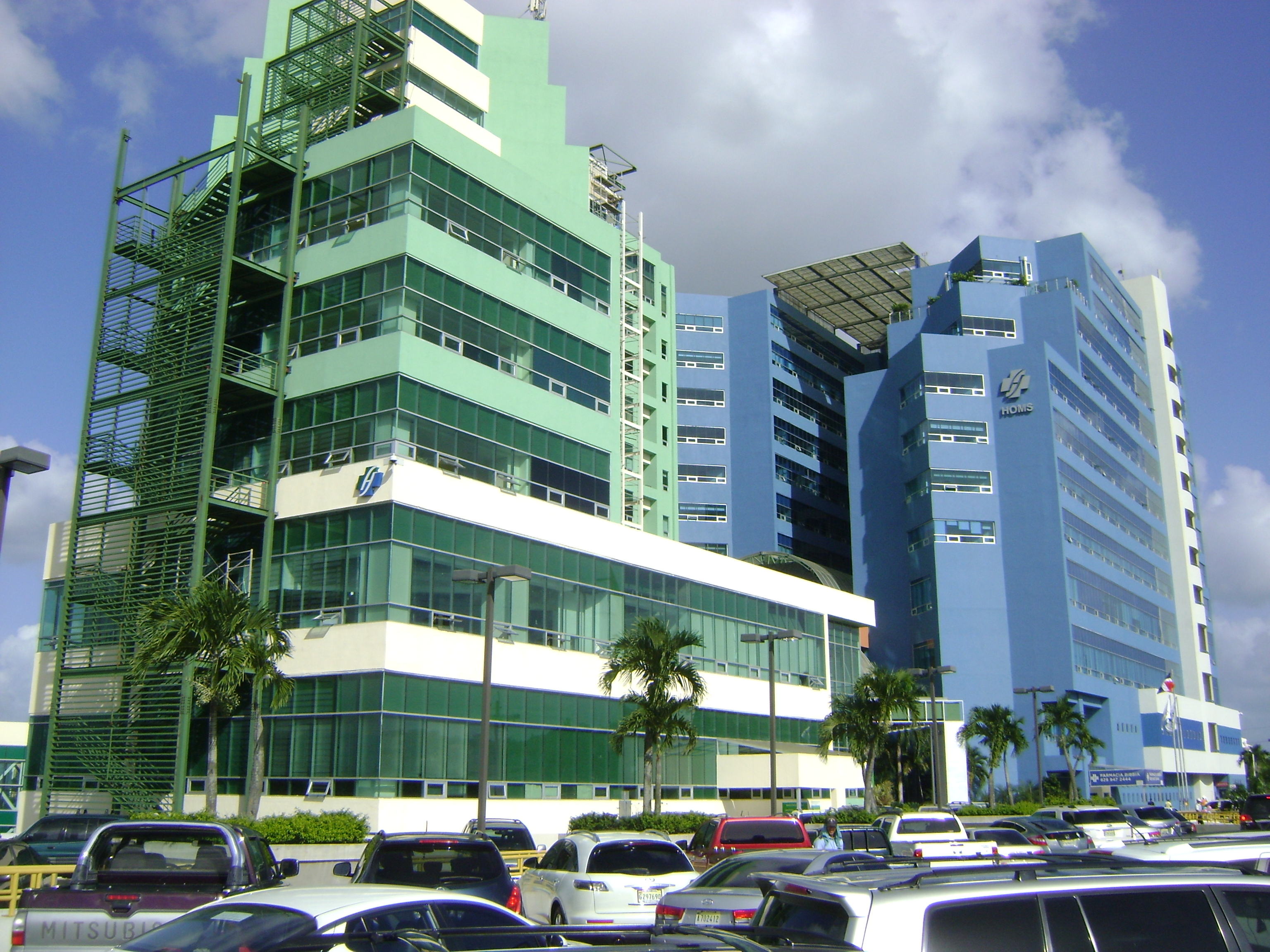
Hospital Metropolitano de Santiago, República Dominicana

En 2007, la República Dominicana tuvo una tasa de natalidad de 22,91 por 1000, y una tasa de mortalidad de 5,32 por 1000.
La prevalencia del sida en la República Dominicana en 2003 se situó en un estimado de 1,7 por ciento, con un estimado de 88 000 dominicanos seropositivos. Una misión patrocinada por los Estados Unidos está ayudando a combatir el sida en la República Dominicana. Aunque desde que en 1983 se registró el primer caso de sida en la República Dominicana, la enfermedad se ha convertido en la principal causa de muerte en mujeres entre los 15 y 49 años y en adultos en edad productiva.
El dengue es endémico en el país, y existen casos de malaria. Asimismo, ha habido casos de transmisión de zika a través de mosquitos del género aedes. Otras enfermedades comunes son la diarrea bacteriana, la hepatitis A y la fiebre tifoidea.
La práctica del aborto es ilegal en todos los aspectos en la República Dominicana, prohibición que incluye la violación, el incesto y en situaciones donde la salud de la madre está en peligro. Esta prohibición estaba contenida de manera tácita en el Art. 8.1 de la anterior constitución del 25 de julio de 2002, pero fue con la promulgación de la constitución vigente, de fecha 26 de enero de 2010 (los trabajos para esa reforma constitucional comenzaron en el año 2006, con la designación de una comisión por parte del presidente Leonel Fernández, que estuvo conformada por juristas de distintos partidos políticos), que de forma expresa el legislador dominicano se ocupó de ello. En efecto, el Art. 37 de la actual constitución establece lo siguiente:
"Derecho a la vida. El derecho a la vida es inviolable desde la concepción hasta la muerte. No podrá establecerse, pronunciarse ni aplicarse, en ningún caso, la pena de muerte."
En materia de tabaco, la Ley 48-00 "que prohíbe fumar en lugares cerrados bajo techo" contiene ciertas disposiciones, por medio de las cuales se regula la exposición al humo en determinados lugares, ciertos aspectos de publicidad, patrocinio, promoción y de menores. La República Dominicana es uno de los pocos países que no han adoptado el Convenio Marco de la Organización Mundial de la Salud para el Control del Tabaco.
La tasa de salud en una persona promedio es de un 80 % a un 60 %, producto de la mala alimentación y poca actividad física, como consecuencia de los altos precios y poca accesibilidad de consumo de alimentos y de la poca estimulación por parte del gobierno a incentivar al pueblo a practicar deportes.
En República Dominicana la esperanza de vida al nacer es de 74 años.

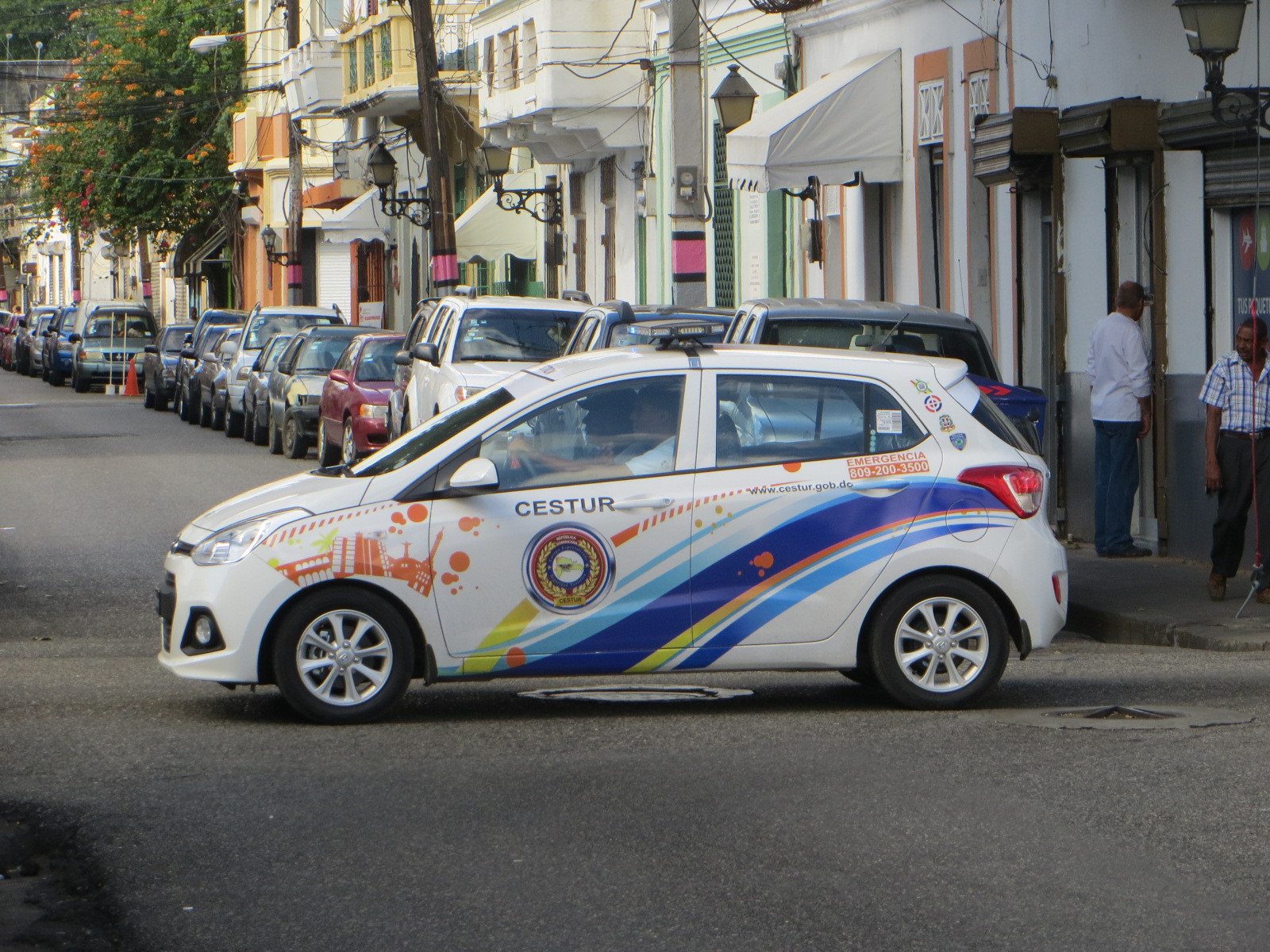
Vehículo de la Policía Turística en Santo Domingo

### Seguridad
La República Dominicana se ha convertido en un punto de tráfico de droga procedente de América del Sur y destinada a Europa, así también como a los Estados Unidos y Canadá. El blanqueo de capitales a través de la República Dominicana se ve favorecido por los carteles colombianos y por la facilidad de las transacciones financieras ilícitas. También es muy frecuente que los líderes de carteles utilicen personas extranjeras para pasar drogas a Estados Unidos usando el engaño prometedor de matrimonios con mujeres habitantes del país. En 2004 se estimó que el 8 % de toda la cocaína que entraba de contrabando a los Estados Unidos había llegado a través de la República Dominicana. El país respondió con nuevos esfuerzos para evitar el envío de drogas, el arresto y extradición de los implicados, y combatir el blanqueo de dinero.
El tratamiento suave hacia los criminales violentos ha sido una fuente continua de controversia en el país. En abril de 2010, cinco adolescentes de 15 a 17 años de edad (incluyendo 2 mujeres) le dispararon y mataron a dos conductores de taxi y torturaron a otros cinco, obligándoles a beber ácido para limpiar drenaje. El 24 de septiembre de 2010, los adolescentes fueron sentenciados solo a entre 3 y 5 años de prisión, a pesar de las protestas de los familiares de los taxistas.

### Inmigración
En el siglo XX, muchos árabes (principalmente del Líbano y Siria), italianos, japoneses, y, en menor medida coreanos se establecieron en el país como trabajadores agrícolas y comerciantes. Los chinos, que huían de las crisis finales de la dinastía Qing, las crisis alimentarias, económicas y políticas de la República de China, las guerras civiles entre nacionalistas y comunistas, la primera guerra sino-japonesa, la segunda guerra sino-japonesa y del Ejército Popular de Liberación (EPL), encontraron trabajo en las minas. La actual población dominico-china asciende a algo más de 60 000. La Inmigración Árabe a República Dominicana creció a un ritmo bastante acelerado, se estiman unos 3400. Los inmigrantes japoneses, que trabajan principalmente en los distritos de negocios y mercados, se estiman que 2000 viven en el país. Entre los inmigrantes de habla hispana, la presencia española es muy evidente así como la inmigración de puertorriqueños, cubanos, mexicanos y venezolanos que también han formado comunidades numerosas. La presencia de coreanos es menor, pero evidente, con una estimación de 510.
Además, hay descendientes de inmigrantes que llegaron de otras islas del Caribe, incluyendo San Cristóbal y Nieves, Dominica, Antigua, San Vicente, Montserrat, Tórtola, Saint Croix, Saint Thomas, Martinica y Guadalupe. Ellos trabajaron en las plantaciones de caña de azúcar y muelles, y se establecieron principalmente en las ciudades de San Pedro de Macorís y Puerto Plata. Hay un número creciente de inmigrantes de Haití especialmente en los alrededores de Santo Domingo, se cree que son alrededor de un millón. Antes y durante la Segunda Guerra Mundial 800 refugiados judíos se establecieron en la República Dominicana.
Mediante una sentencia emitida el 25 de septiembre de 2013 por el Tribunal Constitucional, se decidió anular la ciudadanía a los descendientes de inmigrantes ilegales nacidos en territorio dominicano. Ese mes, el tribunal declaró que a tales ciudadanos no les correspondía la nacionalidad dominicana. Entre las partes afectadas incluye a los hijos de padres extranjeros nacidos en la República Dominicana a partir de 1929 y que se encuentren ilegales dentro del país. A raíz de esta sentencia más de 500 000 ciudadanos se hicieron apátridas con carácter retroactivo.

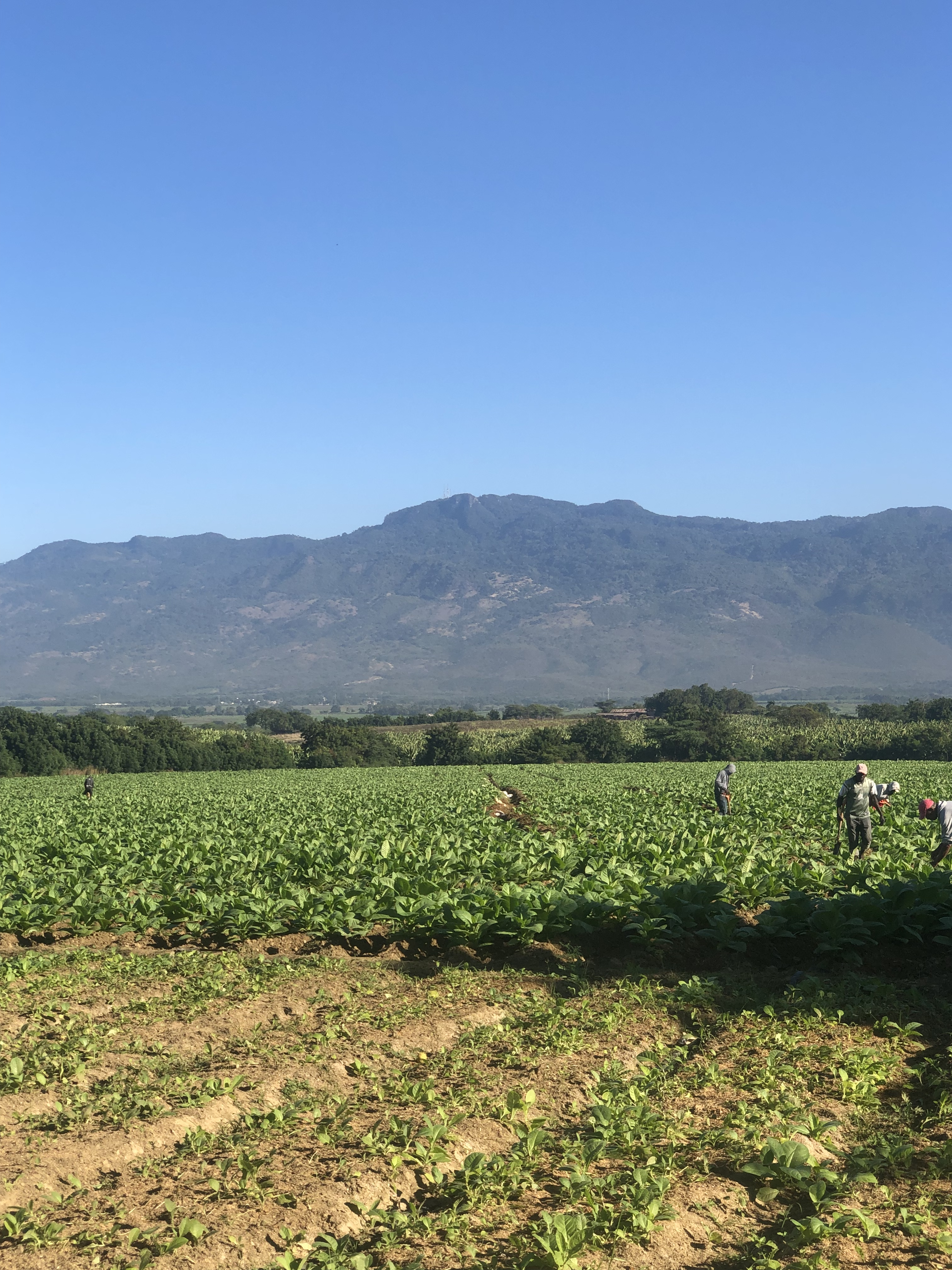
Inmigrantes haitianos trabajando en una plantación de tabaco en República Dominicana.

#### Inmigración haitiana
En 2003, el 80 % de todos los haitianos eran pobres (54 % en extrema pobreza) y 47,1 % eran analfabetos. El PIB de Haití per cápita era de 1300 dólares en 2008, o menos de una sexta parte de la cifra dominicana. Como resultado, cientos de miles de haitianos han emigrado a la República Dominicana, con algunas estimaciones de 800 000 haitianos en el país, mientras que otros estiman que son más de un millón. Por lo general trabajan en empleos mal remunerados y no calificados en la construcción de edificios, limpieza del hogar, y en las plantaciones de azúcar, la mayoría de ellos son contratados sin documentos ni beneficios laborales, siendo víctimas de explotación laboral por parte de sectores privados que los contrata por mano de obra muy barata.
Los hijos de inmigrantes haitianos ilegales a menudo poseen un estatus migratorio dudoso (algunas organizaciones no gubernamentales extranjeras afirman incluso apatridía), ya que a sus padres se les niega la nacionalidad dominicana, y por ende se les consideran residentes transitorios, debido a su condición de ilegales e indocumentados, y los niños, a menudo, tienen que optar solo por la nacionalidad haitiana.
Un gran número de mujeres haitianas, a menudo llegan con varios problemas de salud, cruzan la frontera hacia territorio dominicano durante sus últimas semanas de embarazo para obtener atención médica necesaria para el parto, ya que los hospitales públicos dominicanos no les niegan los servicios médicos por motivos de nacionalidad o estatus legal. Las estadísticas de un hospital en Santo Domingo informa que más del 22 % de los partos son de madres haitianas.
En 2005 el presidente dominicano Leonel Fernández criticó que las expulsiones colectivas de haitianos fueron "de forma abusiva e inhumana". Después de que una delegación de la ONU emitiera un informe preliminar que indica que se encontró un problema profundo de racismo y discriminación contra las personas de origen haitiano, el canciller dominicano Carlos Morales Troncoso dio una declaración formal diciendo "Nuestra frontera con Haití tiene sus problemas, esto es nuestra realidad, y esto se debe entender. Es importante no confundir soberanía nacional con indiferencia, y tampoco confundir la seguridad con la xenofobia".
Después del terremoto que azotó a Haití en el 2010, el número de haitianos se duplicó a 700 000, la mayoría de ellos cruzaron ilegalmente, después de que se abrió la frontera para la ayuda internacional, lo que provocó un brote de cólera en el país.
Debido a los bajos sueldos pagados, los haitianos han ido suplantando la mano de obra dominicana a través de los tiempos. Esta tendencia ha ido desapareciendo; hoy en día en sectores de la economía como el de la construcción, los obreros dominicanos y haitianos perciben prácticamente los mismos jornales.
En 2012 el gobierno dominicano invirtió el 10 % del presupuesto de salud en los haitianos. Esta cifra aumentó en 2013 hasta llegar a los RD$5300 millones. En 2012 el gobierno dominicano invirtió RD$762 millones en educación para los haitianos.
Muchos haitianos ilegales son víctimas de trata por parte de mafias domínico-haitianas que se dedican a cruzarlos a territorio dominicano, mediante la falsificación de actas y documentos dominicanos.[cita requerida]
El fallo del Tribunal Constitucional Dominicano del 23 de septiembre de 2013 que niega retroactivamente la nacionalidad dominicana a cualquier persona nacida después de 1929 que no tenga al menos un padre de sangre dominicana o residencia legal en el país, afecta de forma significativa a los haitianos ilegales por ser estos mayoría dentro del mismo. Muchos de los haitianos ilegales que inician los trámites del Plan de Regularización no cuentan con documentos de identidad.

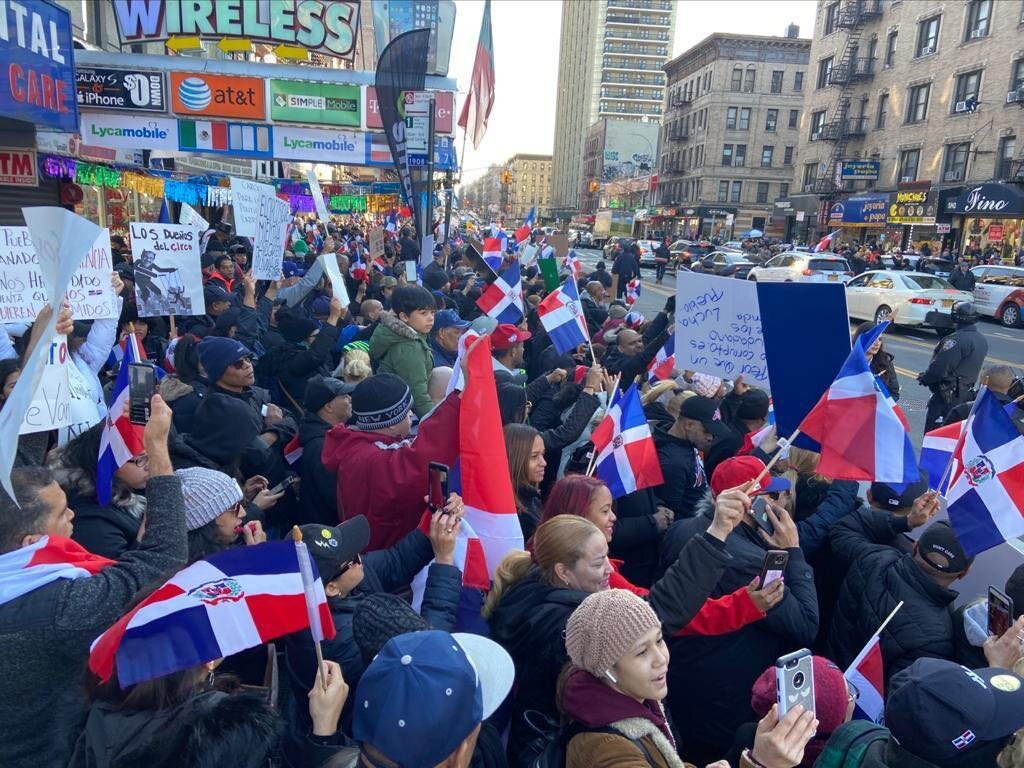
Inmigrantes dominicanos en Nueva York, Estados Unidos.

### Emigración
La primera de las tres olas emigratoria de finales del siglo XX comenzó en 1961, tras el asesinato del dictador Trujillo, por temor a represalias por parte de los aliados de Trujillo, y la incertidumbre política en general. En 1965, los Estados Unidos ocupó militarmente la República Dominicana para poner fin a una guerra civil. Por esto, los Estados Unidos quitó las restricciones de viaje, haciendo más fácil para los dominicanos obtener visas de Estados Unidos.
De 1966 a 1978, el éxodo continuó, impulsado por el elevado desempleo y la represión política. Comunidades establecidas por la primera ola de inmigrantes a los Estados Unidos crearon una red que ayudó a los futuros inmigrantes. En la década de 1980, el subempleo, la inflación y el aumento de valor del dólar, contribuyeron a una tercera oleada de la emigración de la isla. No obstante, por entonces empezó a llegar la primera oleada de emigrantes que se instaló en Europa, siendo España el principal destino. Hoy en día, la emigración desde la República Dominicana sigue siendo alta. En 2006, había aproximadamente 1,3 millones de personas de ascendencia dominicana en los Estados Unidos y en más de 300 mil en Puerto Rico contando tanto los nativos y los inmigrantes.

## Economía

Evolución histórica del PIB per cápita de República Dominicana y Haití

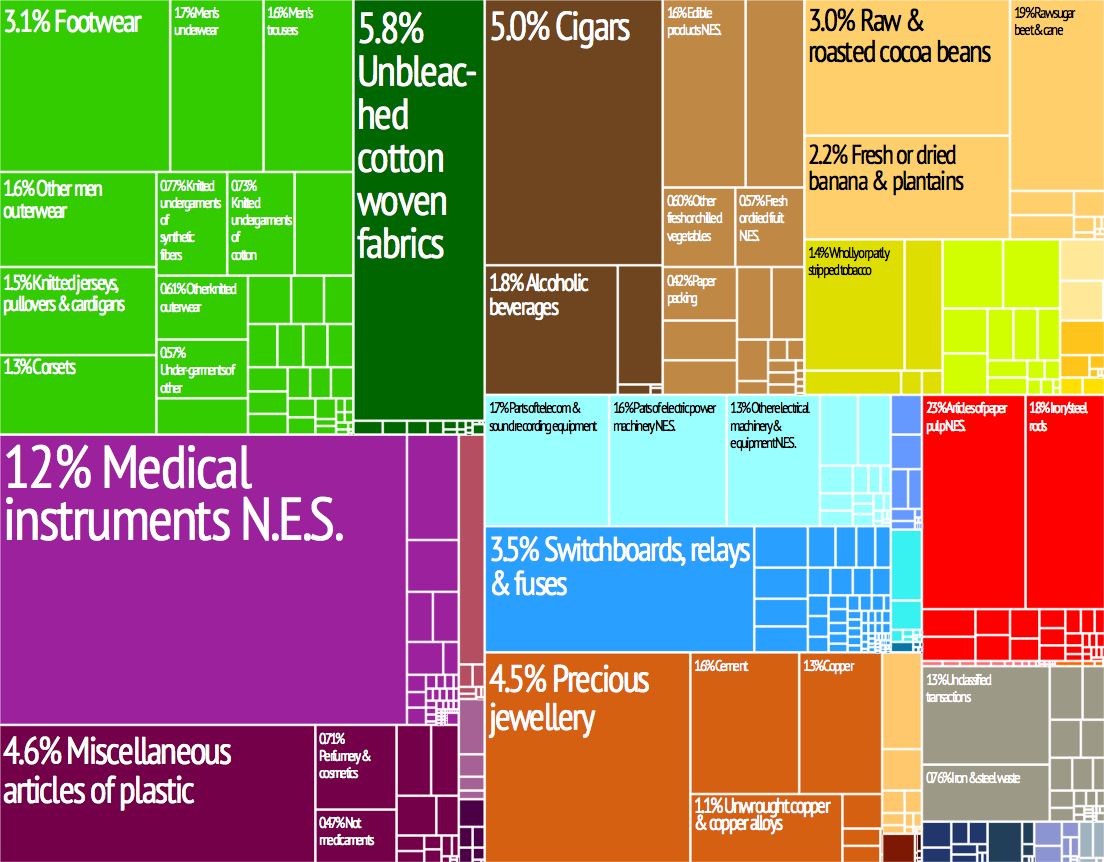
Representación proporcional de las exportaciones de la República Dominicana.

La República Dominicana tiene la primera economía de América Central y el Caribe. Con un PIB (PPA) per cápita de 7116 dólares (2018), que lo colocan en el lugar 100 entre 182 naciones de las que se tiene datos al respecto. Ha disfrutado de un fuerte crecimiento económico en los últimos años, con un promedio del 5,3 por ciento anual entre 2000 y 2018, una de las tasas más rápidas de la región de América Latina y el Caribe (ALC) pero la corrupción gubernamental no ha logrado reducir el nivel de pobreza de los dominicanos. Entre el 2014 y 2018, el ritmo se aceleró a un promedio de 6,3 por ciento anual y de 7 por ciento en 2018, impulsado por una sólida demanda interna. En ese periodo de cinco años, fue la economía de más rápido crecimiento de América Latina y el Caribe. impulsado principalmente por el turismo y remesas, desempeño que se ha mostrado bajo un escenario de baja inflación.
La República Dominicana depende principalmente del turismo, el consumo interno y las zonas francas. El sector servicios recientemente ha superado a la agricultura como el principal empleador (debido principalmente al crecimiento en el turismo y las zonas francas), la agricultura sigue siendo el sector más importante en términos del consumo interno y se encuentra en segundo lugar, detrás de la minería, en términos de los ingresos de exportación. El sector servicios en general ha experimentado un crecimiento en los últimos años, como la construcción. Las Zonas de Libre Comercio y el turismo son los sectores de exportación de más rápido crecimiento. El turismo inmobiliario representó 1500 millones de dólares en ganancias para el 2007. Las remesas de los dominicanos que viven en el extranjero ascendieron a casi 3200 millones de dólares en 2007.
De acuerdo con el gobierno la tasa de pobreza monetaria en el 2019 se situó en un 22 %.
Entre las ciudades con el índice más bajo de pobreza están Santo Domingo, Santiago y La Vega.
De acuerdo con el Informe Nacional de Desarrollo Humano del Programa de Naciones Unidas para el Desarrollo (PNUD) de 2005, el país ocupa el puesto n.º 71 en el mundo en disponibilidad de recursos, el n.º 79 para el desarrollo humano, y el n.º 14 en el mundo por la mala administración de los recursos. Estas estadísticas enfatizan en la corrupción del gobierno, la injerencia extranjera en la económica del país, y la brecha entre ricos y pobres. Sin embargo, el carácter excluyente del modelo económico que se ha impuesto, no ha revertido este crecimiento en el bienestar de la población.
Según el Índice mundial de innovación, a cargo de la Organización Mundial de la Propiedad Intelectual, en 2024, República Dominicana se ubicó en lugar 97 en innovación entre 133 países del mundo;mientras que en 2023 ocupó el lugar 94 y el lugar 90 en 2022.
En cuanto al desarrollo inmobiliario la República Dominicana ha experimentado un crecimiento notable en el valor de las propiedades en los últimos años, como por ejemplo, las ciudades de Bonao, Mao y La Vega han tenido un crecimiento entre el año 2023 y 2024 entre un 29 y 35% respectivamente.

### Moneda

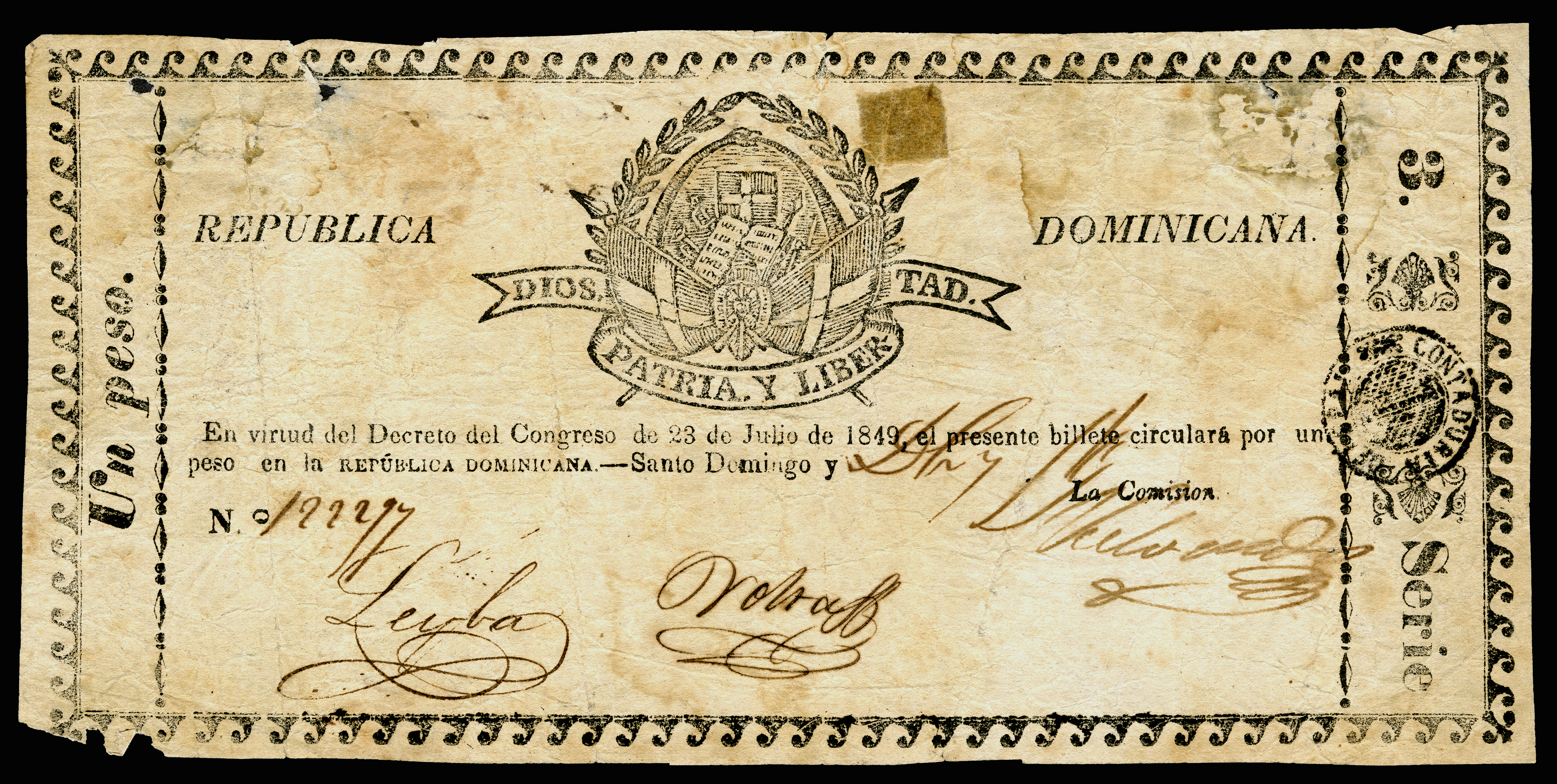
Billete de un peso dominicano en 1849

La moneda nacional de la República Dominicana es el peso dominicano. Su símbolo es RD$ y se divide en cien partes iguales denominadas centavos. De acuerdo con la Constitución del país, la emisión de la moneda nacional es responsabilidad de una entidad emisora única y autónoma, el Banco Central de la República Dominicana, cuyo capital corresponde exclusivamente al Estado dominicano. A pesar de que el dólar estadounidense (USD) y el euro (EUR) también son aceptados en los sitios más turísticos, el dólar de Estados Unidos está implicado en casi todas las transacciones comerciales de la República Dominicana. 
El tipo de cambio en 1993 era de 14 pesos por dólar y 16 pesos en 2000, pero se incrementó a 53 pesos por dólar en 2003. En 2004, el tipo de cambio volvió a bajar a 31 pesos por dólar. En febrero de 2009, el tipo de cambio era de unos 35.65 pesos por dólar. Hasta 2011, la tasa se mantenía alrededor de los 38.55 pesos por dólar Hasta 2013 el precio del dólar se encontraba a 42'32 pesos dominicanos para la compra y a 42'57 para la venta.[cita requerida]. Al 15 de septiembre del 2017, el dólar estadounidense se cotizaba a 47'64 pesos dominicanos para la compra y a 47'72 para la venta, según datos del Banco Central de la República Dominicana, en octubre de 2020, el tipo de cambio era de unos 57'63 para la compra y 58'50 pesos dominicanos para la venta equivalente a 1 US$, siendo este el punto más alto del dólar por peso hasta la fecha.  Sin embargo, ya para año 2025 se experimentaron nuevos máximos históricos al venderse en 63.50 x 1

### Exportaciones e importaciones
| Exportaciones a | Exportaciones a | Importaciones de | Importaciones de |
| País            | Porcentaje      | País             | Porcentaje       |
| --------------- | --------------- | ---------------- | ---------------- |
| Estados Unidos  | 48,6 %          | Estados Unidos   | 42,3%            |
| Suiza           | 11,1 %          | China            | 17,5 %           |
| Haití           | 6,83%           | México           | 3,61 %           |
| Canadá          | 4,34 %          | España           | 3,52 %           |
| Países Bajos    | 3,82 %          | Brasil           | 2,78 %           |
| Otros           | 25,31 %         | Otros            | 30,29 %          |

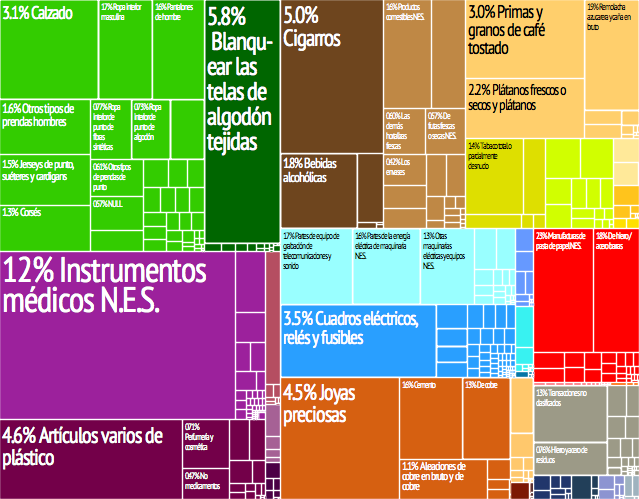
Representación gráfica de los productos de exportación del país en 28 categorías codificadas por color.

La economía dominicana es particularmente dependiente de los flujos de capital desde Estados Unidos, representando este el primer rubro de intercambio comercial (87,5 % en las exportaciones hacia el 2000, y cerca de un 61 % en las importaciones). Con la firma del DR-CAFTA se prevé que ambos índices se incrementen aún más entre ambos (98 % en exportaciones y cerca de un 75 % en las importaciones), expresando así una cifra de aproximadamente 32 millones de dólares.
La Cámara de Representantes del Congreso de los Estados Unidos aprobó el 28 de julio de 2005 el DR-CAFTA, firmado luego por el presidente de Estados Unidos el 2 de agosto de 2005. Este acuerdo ha generado opiniones divididas en la población con respecto a si beneficiará o perjudicará a productores locales y a la población en general.

### Turismo

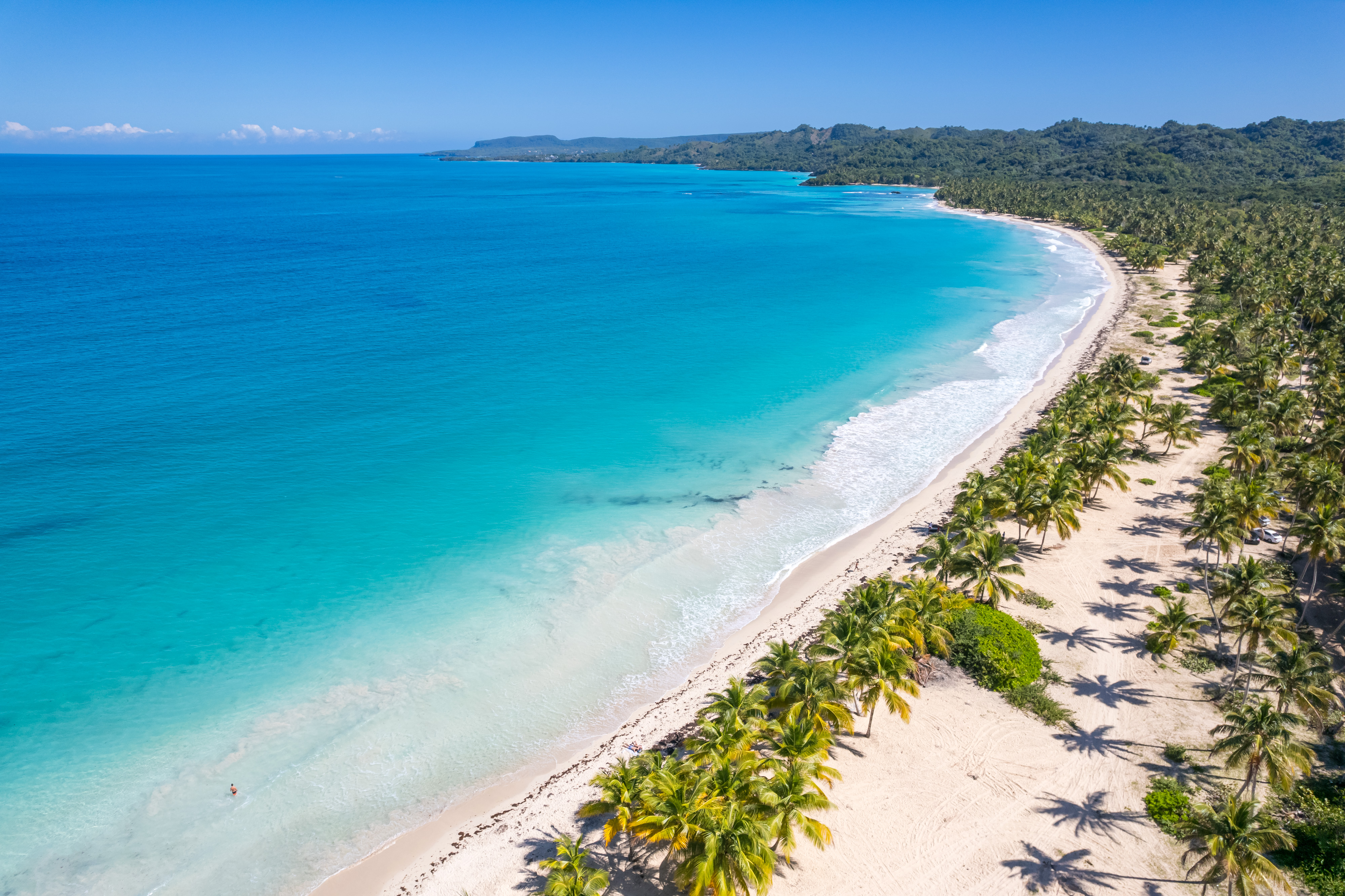
Playa Rincón, República Dominicana.

República Dominicana posee numerosos lugares de interés turístico que son visitados por millones de turistas al año provenientes de Estados Unidos, Canadá, Europa, Iberoamérica y otras partes del mundo.
La República Dominicana se ha convertido en una importante atracción turística en las últimas décadas, preferida por celebridades, deportistas y viajeros; por su exuberante belleza, ambiente de paraíso debido a su clima tropical, su localización, la hospitalidad de su gente, entre otras cosas. Entre sus principales zonas turísticas están Puerto Plata, Punta Cana, Bávaro, Uvero Alto, Bayahíbe, La Romana, Sosúa, Cabarete, Nagua, Río San Juan, Las Terrenas, Samaná, Santiago de los Caballeros, Santo Domingo, Juan Dolio, Boca Chica, Jarabacoa, Constanza, Bahía de las Águilas (Pedernales) y Barahona.
Cuenta con 1600 kilómetros de costa y posee 400 kilómetros de playas, montañas, ríos, lagunas y un lago; con interesantes proyecto turísticos Casa de Campo, Cap Cana, Puerto Sans Souci en Santo Domingo, y Hard Rock Hotel en Punta Cana. Es el destino número de golf del Caribe e Hispanoamérica con veinticinco campos de golf de renombrados diseñadores.
El ecoturismo también es muy activo en el país, sus parques nacionales y reservas científicas representan el 25 % del territorio nacional, esto facilita la exploración de cuevas, observación de aves, ballenas jorobadas, el senderismo, safaris, la práctica de tirolina o canopy, rafting y tubing, cuenta con hermosos destinos como las Dunas de Baní, la isla de Cayo Levantado, el Salto del Limón, el Lago Enriquillo, el teleférico de Puerto Plata, y muchos más igual de increíbles. También cuenta con ciudades como Jarabacoa y Constanza las más elevadas del nivel del mar en la región del Caribe, la primera alberga el pico Duarte el punto más alto de las Antillas y entre las provincias Independencia y Bahoruco se encuentra el punto más bajo ubicado en el Lago Enriquillo.

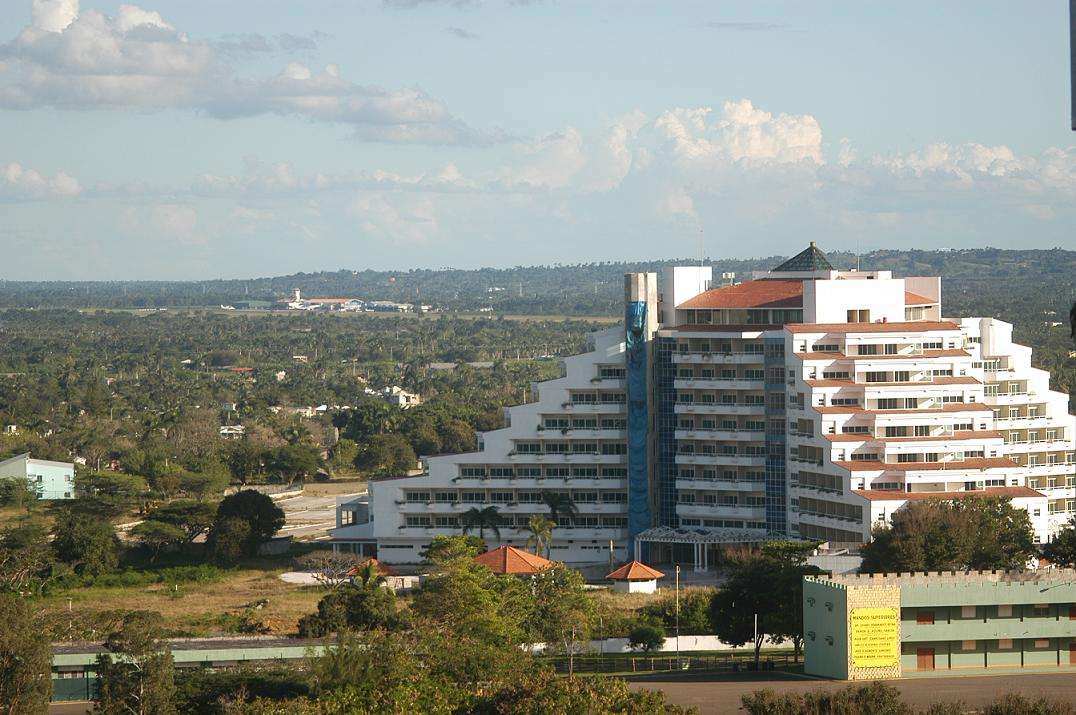
Complejo turístico en Santiago.

Para la protección del turista que visita el país cuenta con el Cuerpo Especializado de Seguridad Turística (CESTUR), una dependencia del Ministerio de Defensa. Su objetivo es ejecutar las medidas de seguridad que planifica el Ministerio de Turismo.
La República Dominicana cuenta con 537 hoteles y 75 030 habitaciones disponibles a diciembre de 2016. Ostenta la cuarta posición como el país con más llegadas de turistas en Hispanoamérica. El número de visitantes extranjeros por vía aérea para el 2001 se duplicó con respecto a 1994. La llegada de turistas por vía área se ha incrementando de manera paulatina, en el 2013 llegó a 5 163 682. En 2015, en la República Dominicana ingresaron la cifra de 5,5 millones de turistas, en el 2016 aumentó a 5.9 millones y en 2017 se prevé que la cantidad de turistas supere los 6 millones. El gobierno actual posee la propuesta de elevar la cantidad de turistas a 10 millones en 2022.

### Minería e hidrocarburos
Actualmente la República Dominicana cuenta con la mina de oro y plata Pueblo Viejo, que es la 4.ª mina de oro más grande del mundo y la mayor de América Latina y el Caribe, ubicada en la Provincia Sánchez Ramírez. Considerada como una mina de clase mundial, Pueblo Viejo en 2017 había alcanzado la producción de unas 4 179 417 onzas de oro, logrando también la producción de unas 12 334 405 onzas de plata.
La República Dominicana firmó su primer contrato en 2020 para explotación de un bloque petrolero (SP2) en la ciudad de San Pedro de Macorís a manos de la empresa estadounidense Apache Corporation, que hará la exploración y explotación petrolera en dicho sector. El bloque SP2 de San Pedro de Macorís está situado en la costa de la misma, al sur de la ciudad. Posee un área determinada de 2535 km² y las reservas de petróleo y gas se encuentran a una profundidad de 800 a 1000 m. Se espera que de este contrato el país obtenga un 40 % de los beneficios de la explotación, además contempla que un 15 % del crudo y gas extraído se venda en la República Dominicana y el 85 % sobrante al extranjero.

## Infraestructura
La República Dominicana cuenta con cinco principales autopistas, que llevan a los viajeros a todas las ciudades importantes del país. Entre las tres principales carreteras están RD-1, RD-2 y RD-3, las cuales conectan con la parte norte, suroeste y este del país, respectivamente. Hay una nueva carretera, la Santo Domingo-Samaná de 106 kilómetros que conecta a Santo Domingo con la península de Samaná. Todas las rutas de interconexión de las pequeñas ciudades del país están muchas sin pavimentar especialmente en los campos.
Carreteras

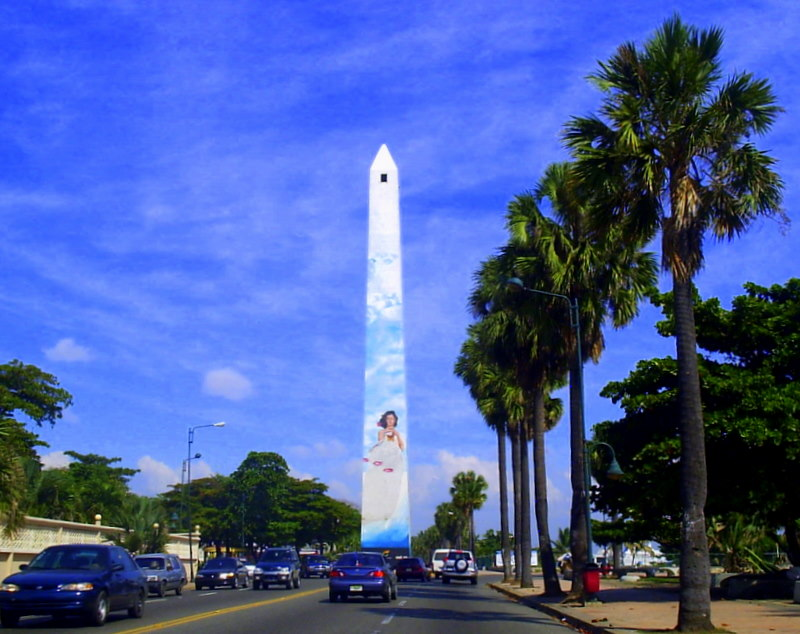
Avenida el Malecón, Santo Domingo.

El Estado, consciente de que es imposible el desarrollo de la industria turística sin buenas vías de acceso, considera prioritaria la construcción de carreteras, tanto regionales como interregionales, que comuniquen a las zonas turísticas con los centros urbanos y áreas de servicios más próximos.
Puertos
Para que el país pueda beneficiarse de la actividad turística generada por los cruceros marítimos, el Estado ha construido puertos turísticos y ha habilitado zonas dentro de los ya existentes. Además, ha permitido la inversión privada como es el caso de la terminal de cruceros de la Carnival Cruise Lines Amber Cove en Puerto Plata. De igual manera ha autorizado a embarcaciones turísticas a que atraquen en lugares antes no permitidos, como es el caso de la Isla Catalina.
Aeropuertos
La labor del Estado se ha orientado a la construcción de aeropuertos internacionales, tales como los de Puerto Plata y Barahona; así como al otorgamiento de una función internacional a aeropuertos nacionales existentes.
Para la construcción de los nuevos aeropuertos, el Estado ha recurrido a la declaración de interés público de determinadas parcelas. Tal es el caso del aeropuerto de Barahona que por Decreto 649 del año 1986 se construyó sobre terrenos declarados de utilidad pública. La República Dominicana actualmente cuenta con 8 aeropuertos internacionales, 2 en su principal ciudad (Santo Domingo)
Aeropuerto Internacional Las Américas, Aeropuerto Internacional La Isabela.
Los otros se encuentran en Santiago de los caballeros, Punta Cana, Samaná, Puerto Plata, Barahona y La Romana.
Servicios Públicos
En la elaboración de los planes reguladores de los polos turísticos también se señala las obras eléctricas, de alcantarillado, acueductos y demás servicios públicos que serán realizadas por el sector público.

### Transporte

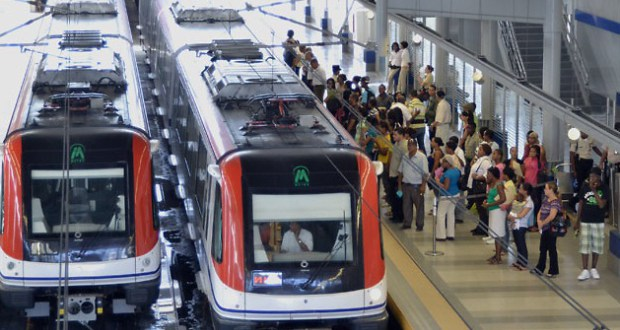
Metro de Santo Domingo.

Casi todo el transporte interno se hace por carretera. No existen ferrocarriles en la República Dominicana, excepto los que usan los ingenios azucareros para llevar la caña de azúcar a los lugares de molienda, aunque existe un proyecto para la construcción de una línea de ferrocarril para pasajeros entre Santo Domingo y Santiago de los Caballeros. En el transporte urbano de pasajeros, además de los autobuses de diversos tamaños, en las ciudades principales existen los carros de concho o carros públicos, que son automóviles que circulan por rutas específicas pero se detienen en cualquier punto de esas rutas para dejar y recoger pasajeros.
En la República Dominicana, el transporte de carga dentro del país se realiza por medio de camiones de todos los tamaños a través de carreteras diseminadas por todo el territorio nacional. El comercio exterior se realiza por medio del transporte marítimo (el principal) y también aéreo, excepto para Haití, donde se utiliza el transporte terrestre debido a la cercanía que existe entre ambas naciones.
Aunque hay varios puertos internacionales en el país, el principal es el Puerto de Haina, próximo a Santo Domingo, en la desembocadura del río Haina, en la provincia de San Cristóbal.

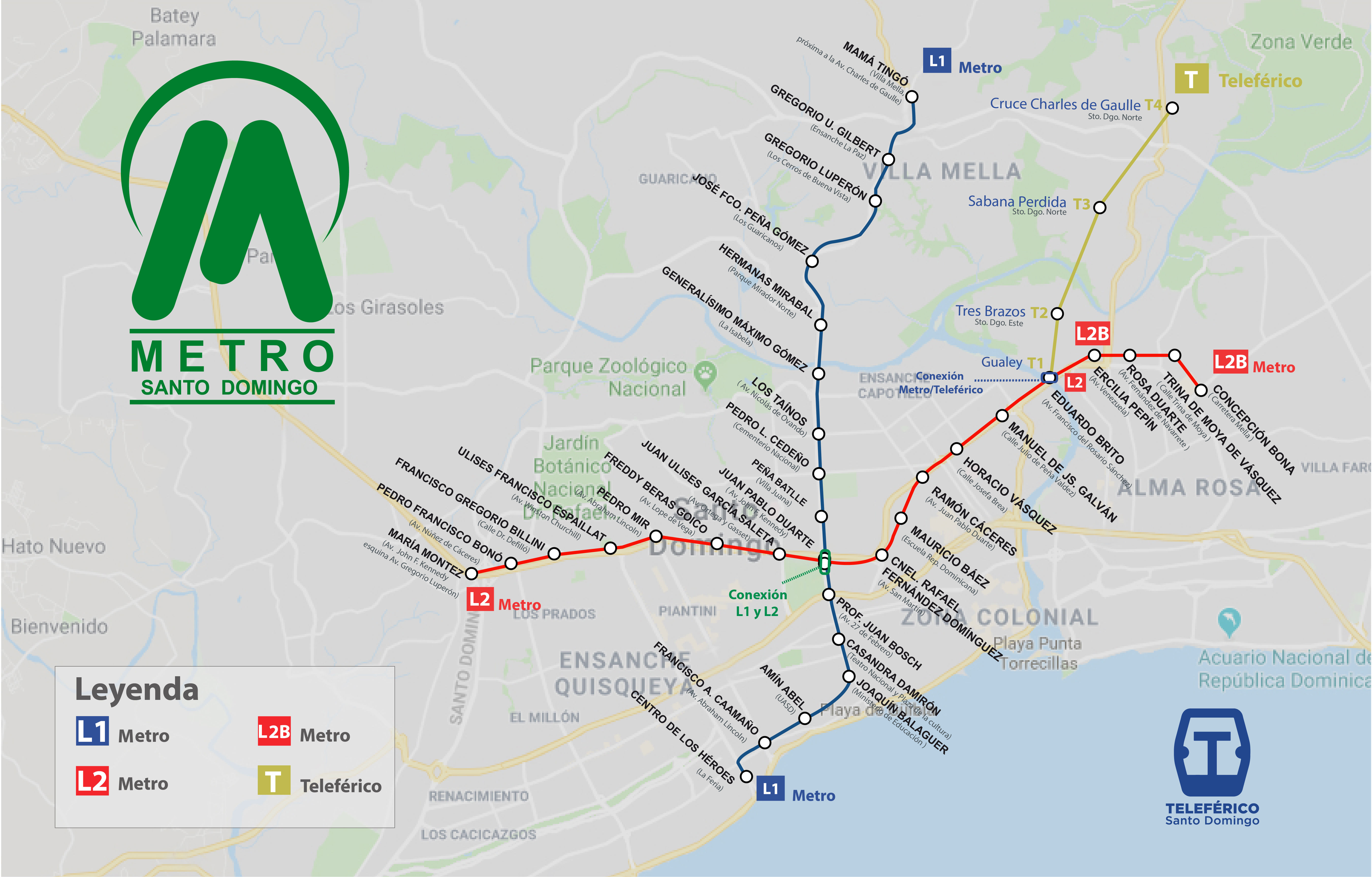
Primera y segunda líneas.

Para el transporte aéreo de carga, se usan los aeropuertos internacionales del país. Los principales, en cuanto al transporte de carga, son el Aeropuerto Internacional Las Américas, próximo a Santo Domingo, y el Aeropuerto Internacional del Cibao, próximo a la ciudad de Santiago de los Caballeros.
Prácticamente todo el transporte urbano de pasajeros en el país se hace por medio de autobuses, llamadas guaguas o "voladoras" (igual que en las Islas Canarias, Cuba y Puerto Rico). En algunas comunidades pobres se usa automóviles y camionetas en lugar de autobuses. En todo el país, especialmente en las zonas rurales, existen las motocicletas (popularmente llamados motoconchos), que transportan entre uno y tres pasajeros a una distancia relativamente corta. También existen lugares por donde normalmente no transitan ni autobuses ni "conchos".
En el país no existe el transporte nacional por el mar, excepto para cruzar la Bahía de Samaná, entre Samaná y Sabana de la Mar.
En las grandes ciudades, existen además los taxis similares a los de otros países pero sin taxímetro por lo que cobran una tarifa determinada por la compañía o por acuerdo con el pasajero, dependiendo de la distancia y el tiempo.

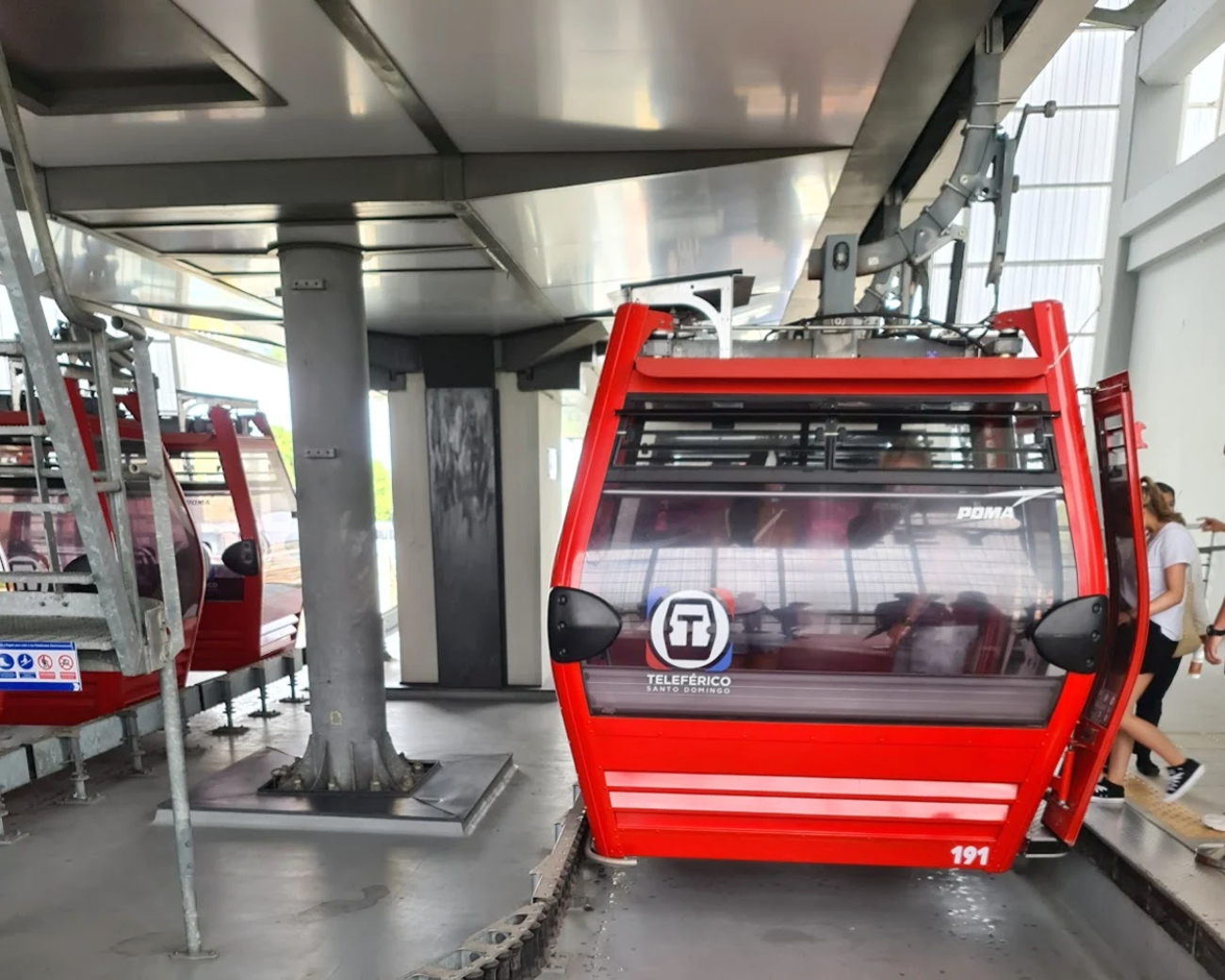
Teleférico de Santo Domingo

Existen dos servicios de transporte en la República Dominicana: una controlada por el gobierno, a través de la Oficina Técnica de Tránsito Terrestre (OTTT) y la Oficina Metropolitana de Servicios de Autobuses (OMSA), y el otro controlado por empresarios privados (sindicalistas), estos están agrupados en federaciones, entre ellas, Federación Nacional de Transporte La Nueva Opción (Fenatrano), Confederación Nacional de Transporte (CONATRA) y Central Nacional de Transportistas Unificados (CNTU). El sistema de transporte del gobierno cubre las grandes áreas metropolitanas, como la de Santo Domingo y Santiago de los Caballeros.
El 27 de febrero de 2008, el presidente Leonel Fernández hizo la prueba oficial del Metro de Santo Domingo por primera vez y se puso a disposición de manera gratuita por un tiempo limitado. En el 2013 se inauguró la segunda línea de este mismo, en el 2018 se inauguró la línea 2B que se constituye como una extensión de la línea 2 del Metro, la Línea 2B da acceso a 300 000 personas en Santo Domingo Este al Metro y al Teleférico de Santo Domingo, tiene una longitud de 3.6 km. Incluye un puente ferroviario de 645 m, el puente atirantado es uno de los más grandes del mundo en su tipo y fue construido completamente por dominicanos.[cita requerida]
El servicio comercial del metro comenzó el 30 de enero de 2009 con su primera ruta desde la comunidad de Villa Mella hasta el Centro de Los Héroes, al sur de Santo Domingo. El Metro, el cual es el sistema de transporte masivo de mayor capacidad, es el primero en el país, y el segundo en el Caribe y América Central, después del de San Juan, Puerto Rico. El 1 de junio del año 2018 se deja inaugurado el Teleférico de Santo Domingo, siendo este un recorrido de 5 kilómetros y 4 estaciones conectadas con el Metro de Santo Domingo.
Actualmente, la institución encargada del transporte terrestre en la República Dominicana, es el Instituto Nacional de Tránsito y Transporte Terrestre (INTRANT) el cual fue creado por la Ley Sobre Tránsito, Transporte y Seguridad Vial número 63-17.

### Telecomunicaciones

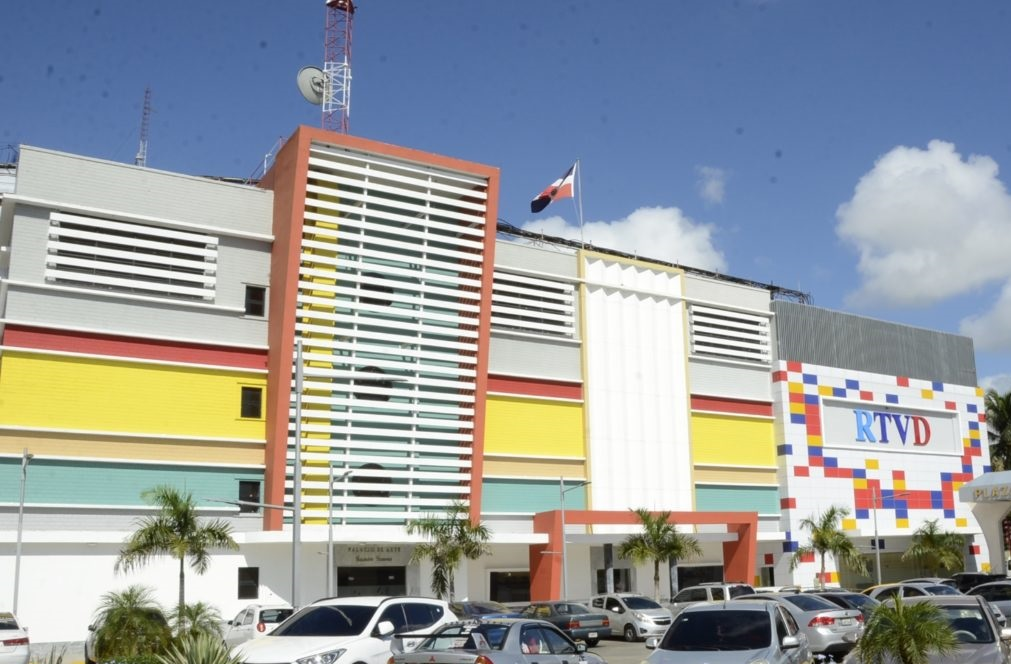
Sede de la Corporación Estatal de Radio y Televisión de la República Dominicana (CERTV)

La República Dominicana tiene una infraestructura de telecomunicaciones desarrollada pero con lentitud de conexión y interrupciones continuas. Cuenta con amplias redes de teléfonos móviles (celulares) y los servicios de línea fija. La Internet por cable y el DSL están disponibles en la mayor parte del país, y muchos proveedores de servicios de Internet ofrecen servicio de Internet Móvil EDGE, 3G, HSPA+ & LTE (comúnmente conocido como 4G-LTE). Las velocidades van desde 1Mbps/256 Kbps hasta 100Mbps/10Mbps para el servicio residencial pero hay velocidades de hasta 200Mbps/20Mbps que es exclusivo de Altice la segunda mayor empresa de telecomunicaciones. Existe un proyecto llamado (República Digital) para ampliar los puntos Wi-Fi Gratuitos en el País. Las emisoras comerciales, estaciones de radio y televisión están en proceso de transferencia al espectro digital, a través de la HD Radio y la HDTV. El regulador de las telecomunicaciones en el país es el Instituto Dominicano de las Telecomunicaciones (INDOTEL).
La mayor compañía de telefónica es Claro Codetel, que es un proveedor de servicios inalámbricos, telefonía fija, banda ancha, IPTV. Todos los servicios forman parte de América Móvil propiedad de Carlos Slim.
En el país existe el servicio de discado directo dentro del mismo, marcando los códigos de área 809, 829 y 849.
Un informe del Instituto Dominicano de las Telecomunicaciones (INDOTEL) reveló que a partir del 5 de junio de 2009 ya había más de 8 millones de abonados de línea de teléfono (usuarios de línea fija y celular) en el país, que representan el 81 % de la población del país, por lo cual hubo un aumento de cinco veces desde el 2000, que solo había 1,6 millones. 

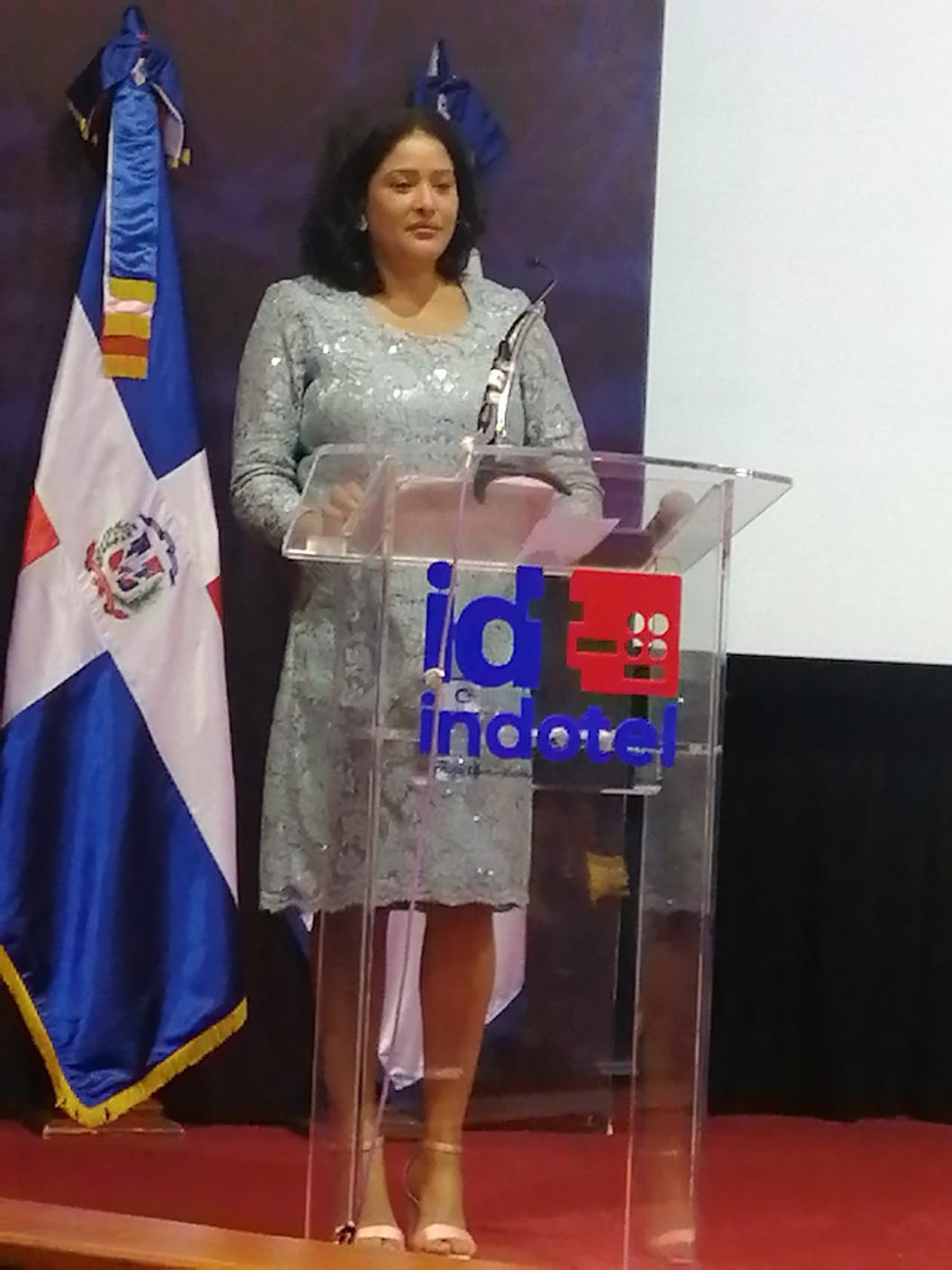
Conferencia en el Centro Cultural Indotel (Instituto Dominicano de las Telecomunicaciones)

El sector de las comunicaciones genera alrededor de 3,0 % del PIB. INDOTEL informó de que había 6 807 831 de prepago y poco menos de un millón (994 027) de pago tradicional (bajo contrato) en el servicio de celulares. Para las líneas de teléfono fijo (no celular) emitió un informe de 678 901 líneas residenciales y 266 341 para líneas de negocio. Para los teléfonos públicos el informe arrojó 13 639. A partir del segundo trimestre de 2008, no hay más líneas análogas en los servicios para proveedores locales. Indotel además informó un crecimiento de 2 439 997 usuarios de Internet en el país para finales de marzo de 2009.
La telefonía móvil beneficia al 55 % de la población (5,8 millones de personas) con un crecimiento anual de 27,1 % (2006). Este número elevado se debe en parte a que personas de bajo nivel adquisitivo pudieron en los últimos años acceder a los planes prepagados y postpago.
En noviembre de 2009, la República Dominicana se convirtió en el primer país de América Latina que se compromete a incluir una "perspectiva de género" en todas las tecnologías de informaciones y comunicaciones (TIC).
El servicio postal, que cubre todo el país, es de propiedad mixta (privada y estatal). El principal exponente del sector es el oficial Instituto Postal Dominicano (INPOSDOM).
La prensa juega un papel importante en el desarrollo de la comunicación dominicana. Existen más de 100 emisoras de televisión en el país y aproximadamente 50 canales locales, aunque los más conocidos son: Tele Antillas, CERTV, el cual es actualmente el canal oficial del estado dominicano conjuntamente con Quisqueya FM, Telemicro, Antena Latina, Color Visión, Telesistema 11, Telecentro, RNN canal 27, CDN canal 37, Teleamerica canal 45 y Mango TV, esta última de videoclip. En la radio el país ha tenido un gran avance debido a la libre expresión de los comunicadores.

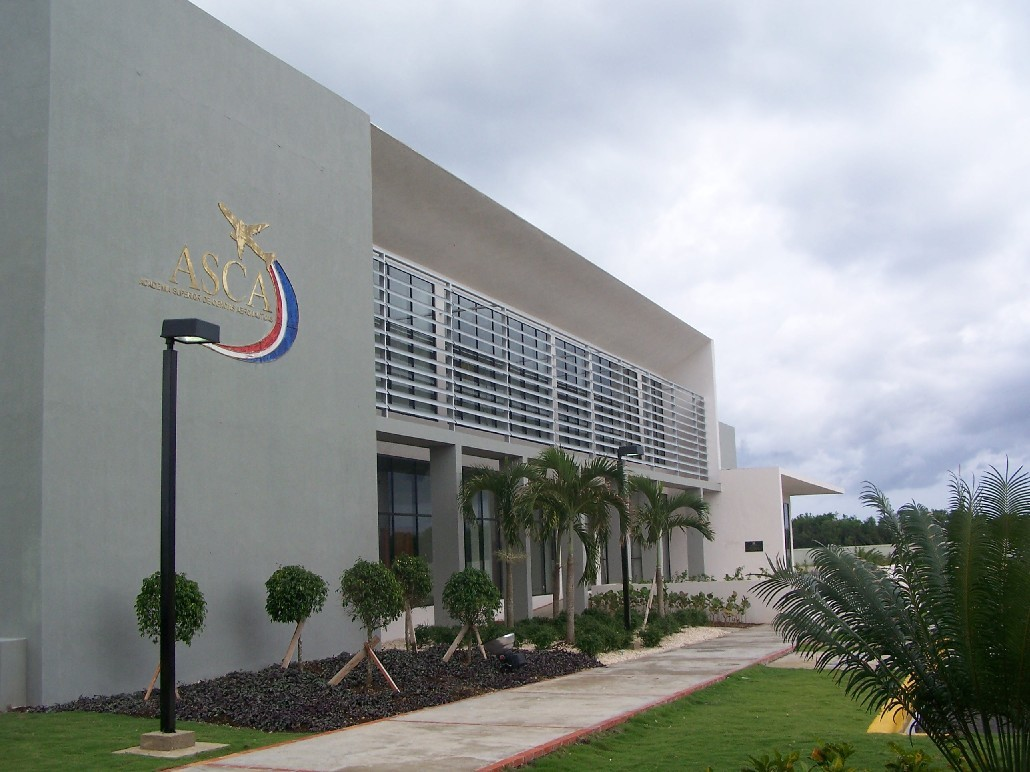
Academia Superior de Ciencias Aeronáuticas de República Dominicana.

### Tecnología
En 1995 se introdujo comercialmente el servicio de internet en República Dominicana. Según cifras oficiales de la Oficina Nacional de Estadísticas (ONE) y del Instituto Dominicano de las Telecomunicaciones (INDOTEL), República Dominicana tiene un 67,6 % de penetración en internet. Superior a la media en América Latina que es de 64 % y la mundial de 45 %.
En los últimos años, República Dominicana ha logrado avances en las áreas mencionadas con la incorporación de las TIC y la puesta en marcha de acciones e iniciativas de desarrollo, en armonía a lo incorporado en la Estrategia Nacional de Desarrollo (END) y a las mejores prácticas internacionales en la materia.
Con el objetivo impulsar la competitividad y estimular un crecimiento sostenido del sector de las tecnologías de la información y la comunicación, fue creada la Cámara Dominicana de las Tecnologías de la Información y la Comunicación, Inc. (conocida como CÁMARA TIC) en abril de 2010.
República Dominicana ha logrado incorporar más de un tercio de la población a la conexión a internet, además a principios de 2014 se realizó la primera cirugía robótica exitosa, por parte de médicos dominicanos en el Hospital Metropolitano de Santiago (HOMS), que en ese caso particular fue de vesícula biliar. El uso de robots marca un hito en la historia de la medicina dominicana, la cual la coloca a la altura de países desarrollados, gracias al uso del ultramoderno sistema Da Vinci Si.
En el año 2016, el Poder Ejecutivo Dominicano emitió el decreto 258-16 con el que crea el programa "República Digital" que incluye un conjunto de políticas y acciones para promover la inclusión de las tecnologías de información y comunicación en los procesos productivos, educativos, gubernamentales y de servicios a los ciudadanos dominicanos. Este programa, contempla cuatro componentes fundamentales, que son educación, acceso, productividad y empleo gobierno digital abierto, así como dos ejes transversales; seguridad e inclusión social.
El Programa de la Unidad de Desarrollo Humano Sostenible para las Naciones Unidas (PNUD) destacó los avances que ha experimentado la sociedad dominicana, donde todavía tiene un reto en la inclusión digital, pues la brecha digital es del 30% de la población. Dicha brecha es una de las razones por la cual los niveles de innovación del país obtienen una puntuación de 29.33 de 100 en innovación, en el puesto 87 de 126 países, según el Índice Mundial de Innovación 2018.
De los 5 millones de teléfonos inteligentes conectados a datos móviles en República Dominicana, cuatro millones están conectados mediante 3G (1 Mbps en promedio), un millón de personas que están conectados mediante 4G LTE (aproximadamente 10 Mbps), según informa la GSMA. En el caso de República Dominicana todavía funcionan simultáneamente las redes 2G, 3G y 4G LTE.
La protección de los datos de los ciudadanos es uno de los temas transversales que más atención están generando en el país, el ejemplo se encuentra en la reciente fundación en mayo de 2018, de la Asociación Dominicana de Empresas de Fintech –empresas del sector financiero que utilizan las tecnologías emergentes para sus operaciones– dicha asociación cuenta con más de 17 miembros activos.
Para el mismo año, en materia de comercio electrónico, se reportó que el 5 por ciento de los dominicanos que se conecta al internet compró en línea. Este dato fue validado por el Banco Central y se asemejan a valores presentados por la UIT que se situaba en el 4 por ciento de los usuarios dominicanos.

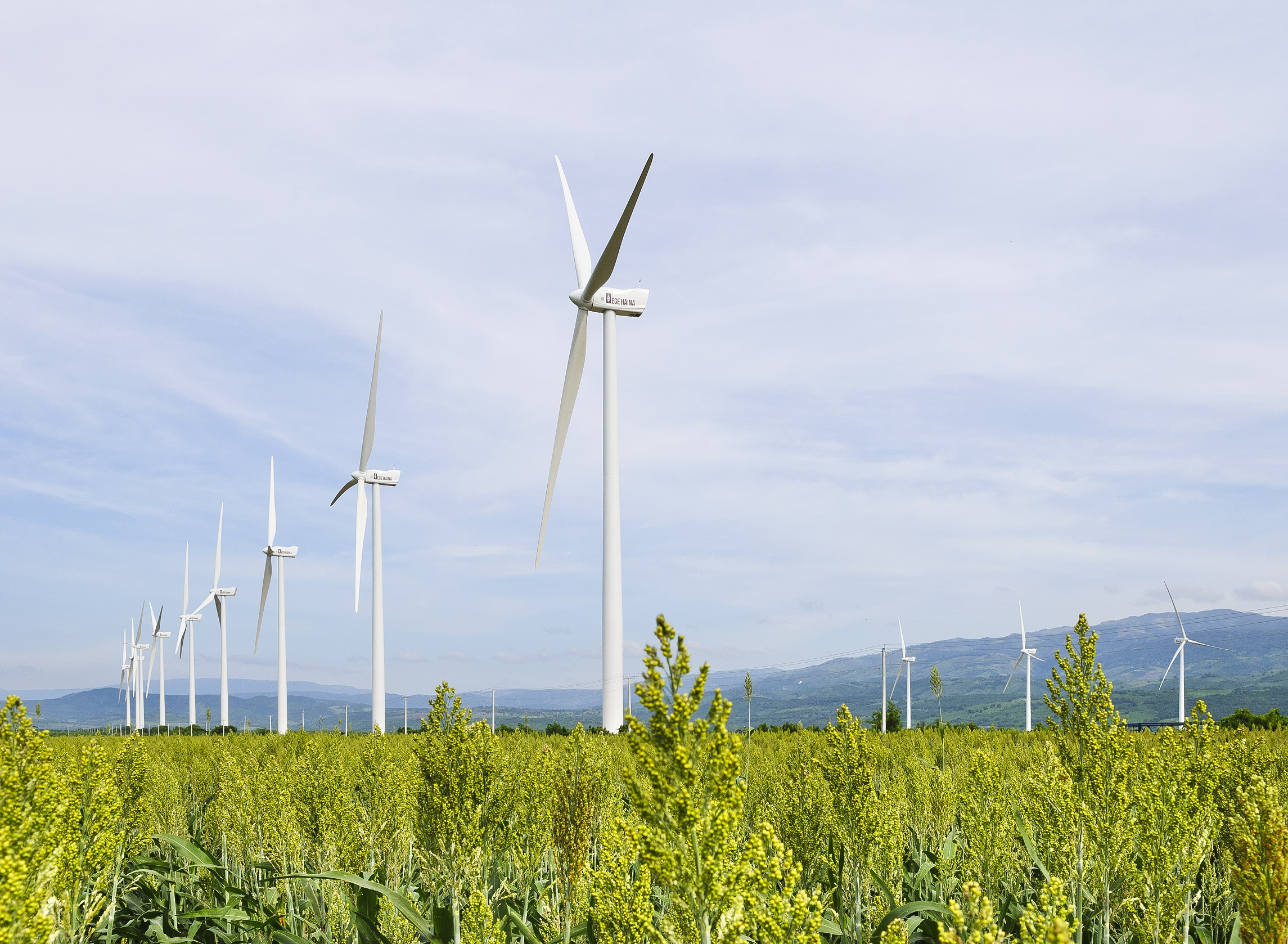
Parque eólico Los Cocos, Juancho, Pedernales.

### Energía
El sector eléctrico en la República Dominicana ha sido tradicionalmente un cuello de botella para el crecimiento económico del país. Una prolongada crisis eléctrica y apagones e ineficaces medidas correctivas han llevado a un círculo vicioso de apagones habituales, altos costos operativos de las compañías de distribución, grandes pérdidas (incluyendo robo de electricidad a través de conexiones ilegales), elevadas tarifas minoristas para cubrir estas ineficiencias, bajas tasas de cobro de boletas, una significativa carga fiscal para el gobierno a través de subsidios directos e indirectos, y costos muy altos para los consumidores, ya que muchos dependen de una electricidad alternativa autogenerada muy costosa. Según el Banco Mundial, la revitalización de la economía dominicana depende en gran medida de una importante reforma del sector. Las principales empresas distribuidoras de electricidad son EdeNorte, EdeSur y EdeEste.

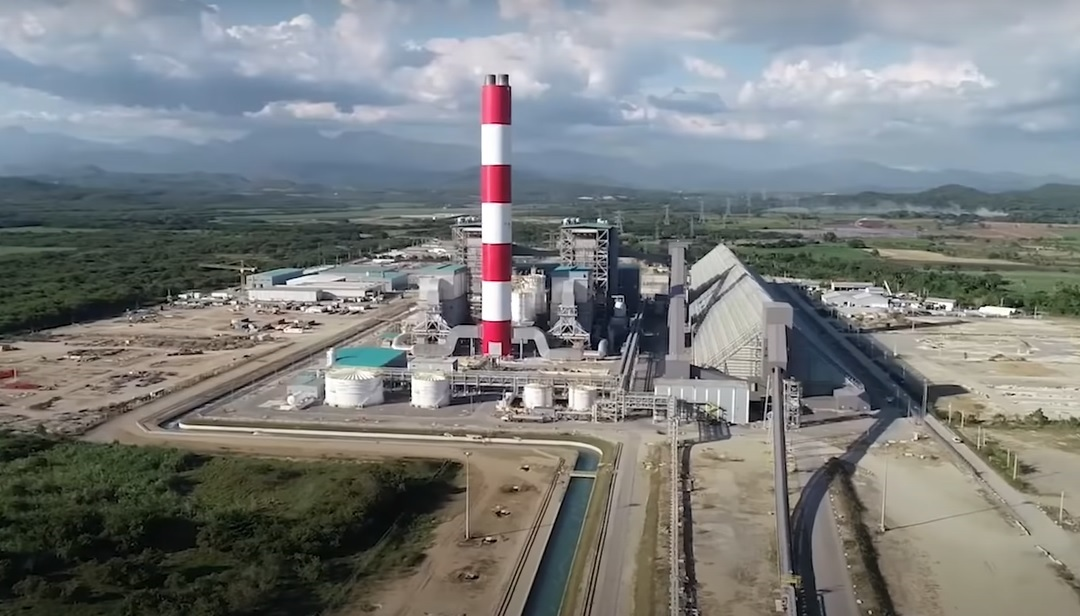
Central termoeléctrica de Punta Catalina.

La Central Termoeléctrica Punta Catalina comenzó a funcionar en el 2020 a plena capacidad, pues en la actualidad solo funciona la primera unidad de forma continua, pues la segunda se encuentra en fase de prueba. Se espera que represente entre el 30 % y el 35 % de la energía generada en el Sistema Nacional Interconectado (SENI), con las dos unidades representaría alrededor de 750 megawatts brutos.
La Central Termoeléctrica Punta Catalina está integrada por dos unidades de generación eléctrica de 376 MW brutos cada una, para un total de 752 MW brutos, ubicada en el Distrito Municipal de Catalina, Baní, Provincia Peravia, en República Dominicana. La central generará energía a partir de la quema limpia de carbón mineral pulverizado, y junto con esta el proyecto incluye todas las instalaciones de apoyo como: la instalación de un muelle carbonero con una capacidad máxima de 80 000 toneladas, sistemas de descarga y almacenamiento de carbón completamente cerrados, depósito de cenizas, almacén central para repuestos, planta de producción de agua, planta de tratamiento de aguas residuales y subestación eléctrica de 345 kV 138 kV las líneas de transmisión correspondientes para conectar la energía generada al Sistema Eléctrico Nacional Interconectado (SENI).
Actualmente la República Dominicana lleva a cabo un Programa de Rehabilitación de Redes Eléctricas con el que se busca modernizar la red de distribución eléctrica, reducir las pérdidas y eficientizar el servicio eléctrico.

## Deporte

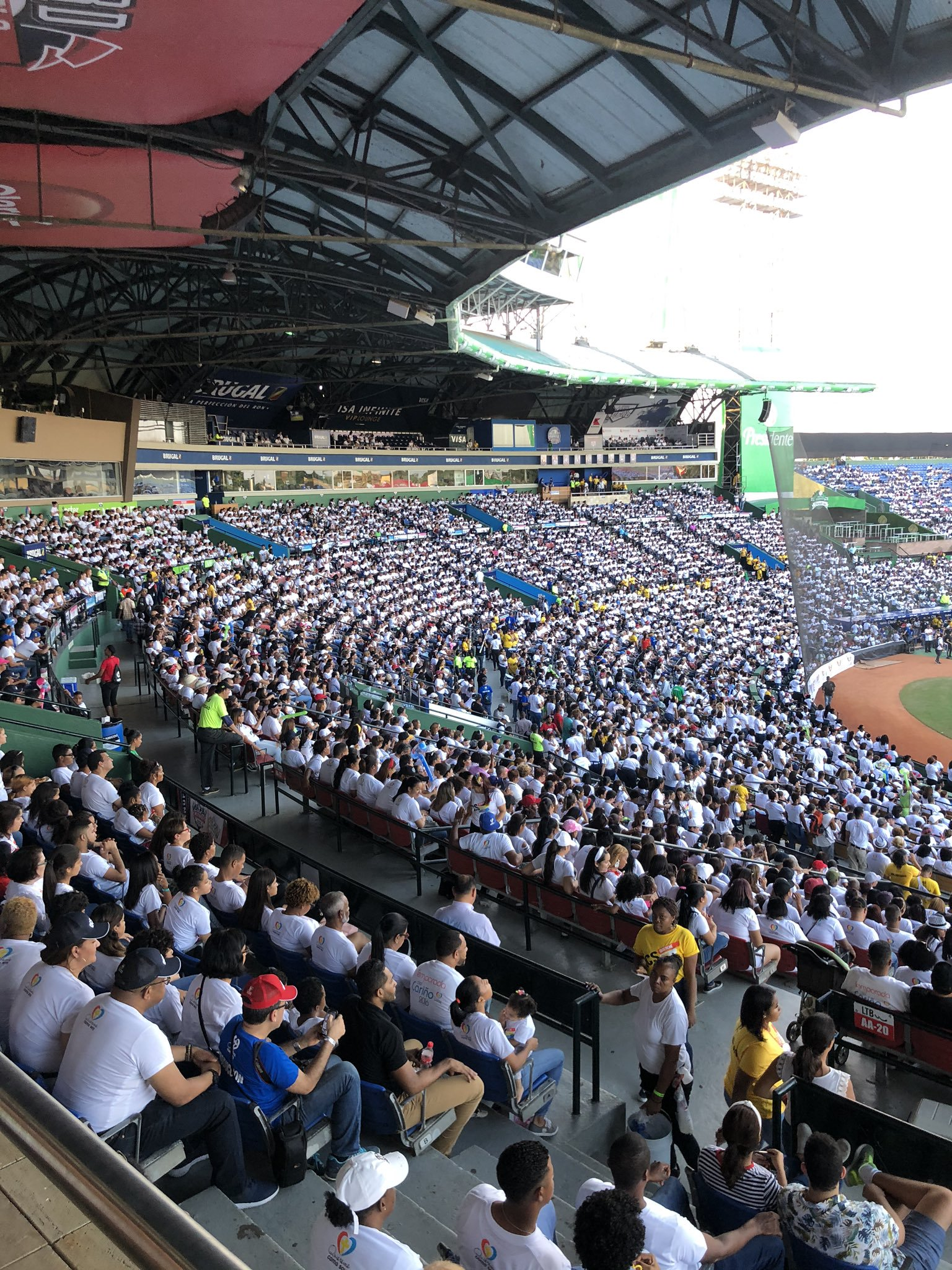
El estadio Quisqueya es sede de 2 equipos de béisbol profesional en República Dominicana.

El béisbol es el deporte nacional en la República Dominicana, con una liga de béisbol de seis equipos. La temporada suele comenzar en octubre y termina en enero. El equipo ganador del Campeonato Nacional de Béisbol adquiere el derecho de representar al país en la llamada "Pequeña Serie Mundial", la Serie del Caribe, evento del cual el país es el que más veces ha ganado, con 22 coronas. Después de los Estados Unidos, la República Dominicana es el segundo país con la mayor cantidad de beisbolistas de grandes ligas. Ozzie Virgil, se convirtió en el primer dominicano en jugar en Grandes Ligas en 1956. Luego, en 1958, Felipe Alou se convirtió en el segundo y a partir de ahí, más de 700 quisqueyanos han pisado el diamante. Algunos otros destacados peloteros nacidos en la República Dominicana son: Julián Javier, Ricardo Carty, Manny Ramírez, Robinson Canó, Albert Pujols, Adrián Beltré, y Sammy Sosa. Juan Marichal, Pedro Martínez, Vladimir Guerrero y David Ortiz, son los únicos dominicanos miembros del Salón de la Fama; Marichal fue exaltado en 1983, Martínez en el 2015, Guerrero en el 2018 y Ortiz en el 2022. El país es el excampeón del Clásico Mundial de Béisbol celebrado en el 2013, considerado el mayor evento mundialista de este deporte.
En atletismo, el campeón olímpico en Atenas 2004 Félix Sánchez, aunque nacido en Nueva York, tiene la nacionalidad deportiva dominicana. Le dio su primera medalla de oro olímpica a República Dominicana, desde que en 1960 el país inició su participación en las Olimpíadas con una delegación simbólica integrada por una sola persona.
En el boxeo, el país ha producido decenas de púgiles de primer nivel y varios campeones del mundo.
El baloncesto también disfruta de un nivel relativamente alto de popularidad. Al Horford, Felipe López, Charlie Villanueva, Francisco García y Karl-Anthony Towns se encuentran entre los jugadores de origen dominicano que han llegado a la NBA. 

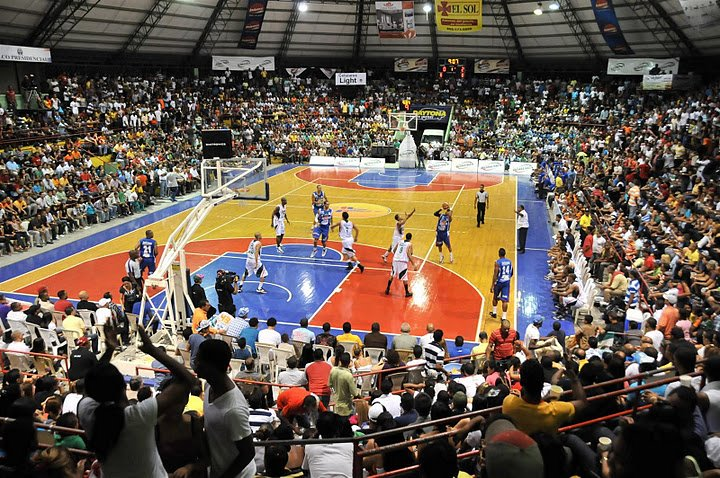
Palacio de los Deportes Fernando Teruel en Concepción de La Vega.

La lucha libre es uno de los deportes más notables en República Dominicana aunque tuvo más auge en la época dorada cuando el Campeón de la Bolita del Mundo Jack Veneno con su empresa Dominicana de Espectáculos llevaron este deporte a lo más alto; esta compañía tuvo gladiadores quisqueyanos como Relámpago Hernández, El Bronco Mayor, Willy Rodríguez, El Guerrillero, El Brujo Lubana, Hércules Ferrini, Osiris Sosa, El Dinámico/Exótico,  Cat Killer, Los Cachorros de Kimba, Los Temerarios I Y II, entre muchos más, y también hubo bellas luchadoras como Amarilis Echale Agua, La Mulata, La Bella Zalua y La Gran Charito. Luchadores de países como Estados Unidos, Puerto Rico, México, Japón, Canadá, Panamá y España llegaron a combatir a los mejores atletas de la isla.
Desde el retiro de Jack Veneno y el cierre de Dominicana Espectáculos la popularidad de la lucha libre disminuyó por algún tiempo pero han surgido empresas que están luchando porque este deporte vuelva a recuperar su auge y popularidad entre el público dominicano.

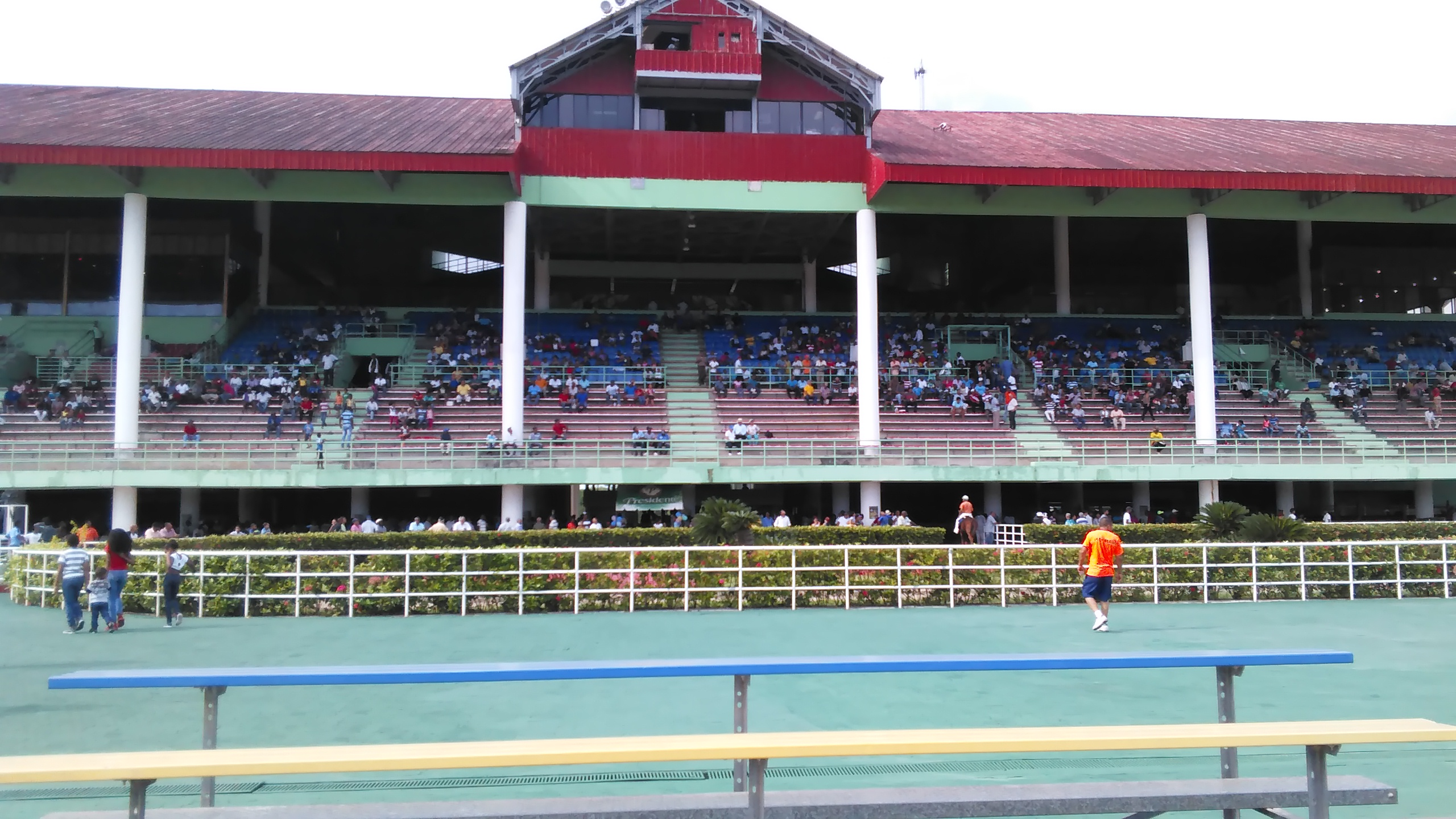
Hipódromo V Centenario.

El fútbol es un deporte en crecimiento en República Dominicana, lo cual se ha visto reflejado con la creación de la primera Liga Dominicana de Fútbol Profesional, que empezó el 8 de marzo de 2015 con la participación de diez equipos. Previo al inicio de esta campaña, existía ya una Liga en el país en la que el equipo del Moca FC logró el liderato total con 13 títulos. El órgano rector del fútbol en República Dominicana es la Federación Dominicana de Fútbol; Los equipos más conocidos de la liga son: Moca FC, Cibao FC, Club Atlético Pantoja y Atlántico FC. 
El fútbol americano está controlado por la Liga Dominicana de Fútbol Americano.
El voleibol, que fue introducido en 1916 por los infantes de marina de Estados Unidos, es junto al béisbol, de los deportes que más sobresalen en cuanto a éxitos obtenidos para el país, especialmente la selección femenina. El voleibol femenino dominicano se ha convertido en un ente a seguir en el ámbito internacional, gracias a jugadoras como Milagros Cabral, Bethania de la Cruz, Priscila Rivera, Brenda Castillo, Niverka Marte, Brayelin Martínez, Annerys Vargas, Jineiry Martínez, Gaila González, etc. El equipo dominicano de voleibol femenino es mundialmente conocido como "Las Reinas del Caribe".
Otros deportes que se incluyen en la preferencia de los dominicanos son el taekwondo, con el medallista olímpico de plata en Pekín 2008, Gabriel Mercedes; y el judo. También es conocido hace poco como deporte la gimnasia artística con la llegada de Yamilet Peña a los escenarios olímpicos.

## Cultura

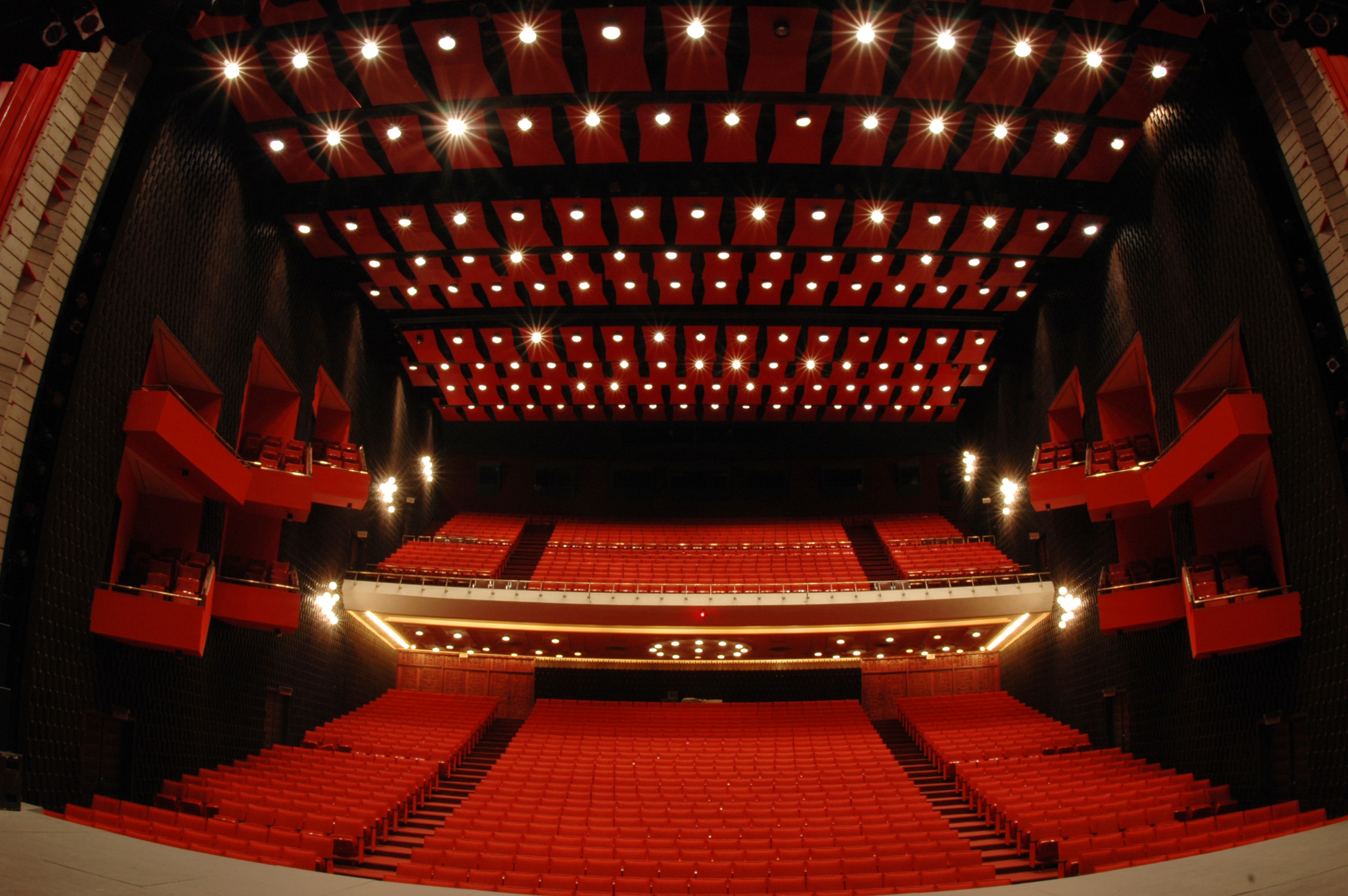
Sala Carlos Piantini del Teatro Nacional Eduardo Brito.

Debido al sincretismo cultural, la cultura y tradiciones del pueblo dominicano tienen una base cultural europea, influenciada con elementos taínos y africanos, aunque elementos endógenos se han integrado en la cultura. Las instituciones españolas en la época colonial fueron capaces de predominar en la cultura dominicana haciendo un éxito la aculturación y asimilación cultural de los esclavos africanos. 
Los elementos culturales europeos, africanos y taínos son más prominentes en los alimentos, la estructura familiar, la religión y la música. Muchos nombres y palabras arahuacas/taínas se usan en la conversación diaria y para muchos alimentos autóctonos.

### Artes
Las manifestaciones artísticas en la República Dominicana se remontan a épocas precoloniales con la presencia de arte petroglífico y del sistema de cuevas rupestre, cuya elaboración se atribuye a los Taínos. La historia de las artes en la República Dominicana es relativamente joven.
Algunas de las técnicas de arte más utilizadas en la República Dominicana son el puntillismo, el cubismo y las acuarelas.

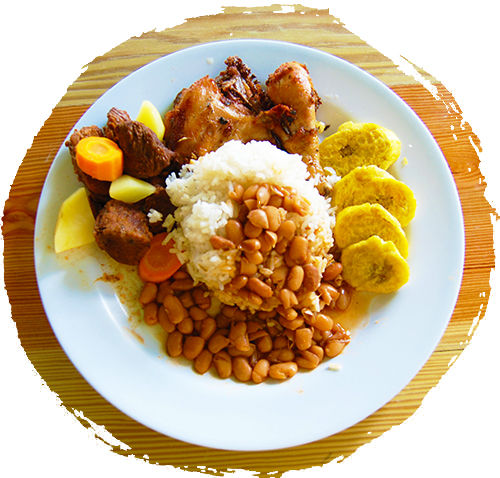
Plato típico de República Dominicana

### Gastronomía
La cocina dominicana es predominantemente una mezcla entre española, taína y africana. La cocina típica es bastante similar a lo que se puede encontrar en otros países de América Latina, pero muchos de los nombres de los platos son diferentes. Un desayuno típico consiste en mangú (puré de plátano verde hervido) y huevos, plato que la República Dominicana comparte con Cuba y Puerto Rico. En otras versiones se acompaña de carne frita (por lo general con salami dominicano) y/o queso. Al igual que en España, el almuerzo es la comida principal, y más importante del día. El almuerzo suele consistir en arroz, carne (ya sea pollo, carne de res, cerdo o pescado), habichuela (frijoles), y una porción de ensalada, comúnmente llamado "la bandera". El sancocho es un guiso a menudo con siete variedades de carne.
Las comidas tienden a contener más almidones y carnes por encima de los productos lácteos y verduras. Muchos platos están hechos con sofrito, que es una mezcla de hierbas y especias. A lo largo de la costa sur-central, el bulgur o trigo entero, es un ingrediente principal en quipes o tipili (ensalada de bulgur). Otros alimentos favoritos son el chicharrón, la yuca, el casabe, pastelitos (empanadas), batata dulce, ñame, pastel en hoja, chimichurris, tostones. En el área de los postres se encuentran el Majarete, arroz con leche, el bizcocho dominicano, habichuelas con dulce, chacá, flan, el frío frío, dulce de leche y caña (caña de azúcar). Las bebidas incluyen morir soñando, ron, cerveza, mamajuana, batida (batido), jugos naturales y mabí.

### Música

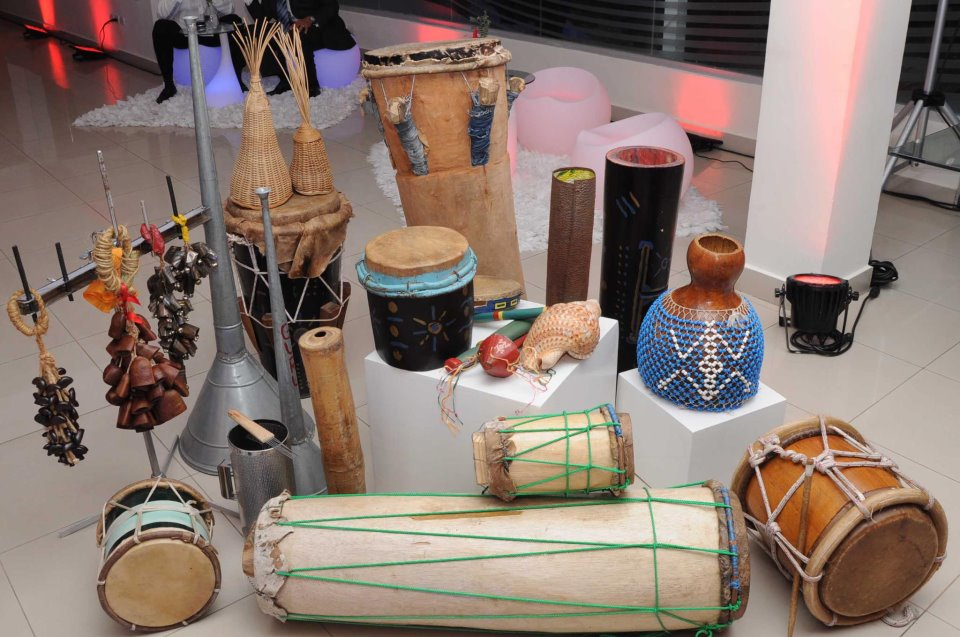
Instrumentos de percusión usados en la música dominicana.

Musicalmente, la República Dominicana es conocida por la creación del estilo musical llamado merengue, género bailable originado en el país a finales del siglo XIX. Es muy popular en toda Hispanoamérica, donde es considerado, junto con la salsa, como uno de los grandes géneros bailables que distinguen la música latinoamericana. También es muy popular en parte de Europa, como España, entre otras latitudes. El merengue fue inscrito el 30 de noviembre del 2016 en la lista representativa del Patrimonio Cultural Inmaterial de la Humanidad de la Unesco.
En sus orígenes, el merengue dominicano era interpretado con instrumentos de cuerda (bandurria y/o guitarra). Años más tarde, los instrumentos de cuerda fueron sustituidos por el acordeón, conformándose así, junto con la güira y la tambora, la estructura instrumental del conjunto de merengue típico. Este conjunto, con sus tres instrumentos, representa la síntesis de las tres culturas que conformaron la idiosincrasia de la cultura dominicana. La influencia europea viene a estar representada por el acordeón, la africana por la tambora, que es un tambor de dos parches, y la taína o aborigen por la güira.

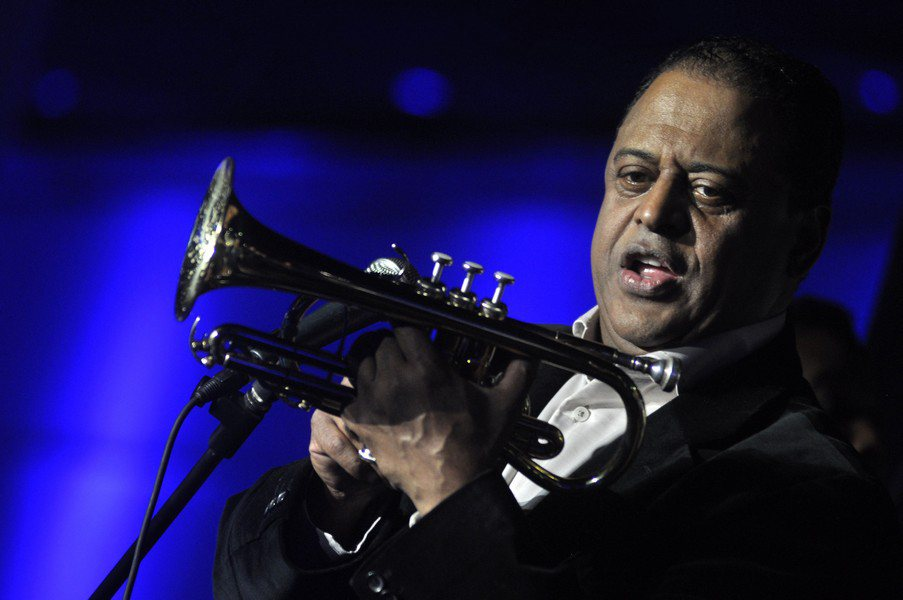
Wilfrido Vargas.

Aunque en algunas zonas de la República Dominicana, en especial en el Cibao y en la subregión Noroeste, hay todavía conjuntos típicos con características similares a aquellos pioneros, este ritmo fue evolucionando durante todo el siglo XX. Primero, con la introducción de nuevos instrumentos como el saxofón y más tarde con la aparición de orquestas con complejas secciones instrumentales de vientos.
El merengue original cambio hacia letras decentes y sonidos más sofisticados en el siglo XIX. A partir de entonces, se diseminó muy rápidamente por todo el país. En 1875 el presidente Ulises Francisco Espaillat (conocido por sus escritos contra el merengue) inició una campaña contra el merengue por sus bailes y letras explícitas, pero fue totalmente inútil,  pues ya el baile se había adueñado del Cibao, [cita requerida] donde se hizo fuerte a tal punto que se asocia hoy a esta región como la cuna del merengue.
Como fueron músicos cultos los que fijaron la forma musical del nuevo merengue, los músicos populares trataron de imitar y seguir este modelo, mientras que el hombre de campo continuó tocando el merengue en su forma original. Esto dio origen a dos formas de merengue: el merengue folclórico o típico, que aún se encuentra en los campos, y el merengue de salón, propio de los centros urbanos. De esta manera, desplazó a algunos otros bailes típicos como la tumba, que requería gran esfuerzo físico y mental, mientras que la coreografía del merengue, en la que el hombre y la mujer no se sueltan nunca, era bastante simple, aunque poco a poco fueron desarrollándose muchas diversas figuras para este baile de salón con las personas. 

Juan Luis Guerra, uno de los cantantes dominicanos más reconocidos a nivel internacional.

Hoy en día existe un gran repertorio de este género musical en el cual se ha destacado el llamado "merengue callejero", como también la bachata (la bachata es un género musical bailable originario de la República Dominicana, dentro de lo que se denomina folclore urbano. Está considerado como un derivado del bolero rítmico, con influencias de otros estilos como el son cubano y el merengue).
En la ejecución de la bachata tradicional, las maracas del bolero fueron sustituidas por la güira, se asumió la ejecución virtuosa y libre del bongó propia del son cubano y se incorporaron guitarras al estilo de los tríos latinoamericanos populares en México, Cuba y Puerto Rico. En un primer momento, esta manera cruda de interpretación fue conocida como «bolerito de guitarra».
La bachata surgió en la marginalidad urbana de los bares y burdeles de Santo Domingo. Durante los años 1960 y principios de los años 1970, desdeñada como música de las clases pobres, fue conocida como «música de amargue». Este concepto se refería al estado de melancolía provocado por el desamor, siempre reflejado en la temática de sus composiciones. Su difusión por esos años, estuvo limitada a escasas emisoras, ya que era considerada como una música vulgar. 
El interés masivo por el ritmo surgió a partir de los años ochenta, con la importancia que alcanzó el ritmo en los medios de comunicación, un tipo de ritmo trepidante y música bailable que consiste en un tempo alrededor de 120 a 160 pulsos por minuto (aunque puede variar) a partir de elementos musicales como tambores, metales, instrumentos de cuerda, y acordeón, así como algunos elementos exclusivos del Caribe de habla española, como la tambora y la güira. Sus ritmos sincopados usan percusión latina, instrumentos de viento, bajo y piano o teclado. Entre 1937 y 1970 el merengue se hizo sentir dentro de la República Dominicana por parte de grupos como Billo's Caracas Boys, Chapuseaux y Damirón "Los Reyes del Merengue", Joseíto Mateo, Johnny Ventura, entre otros. A principios de los 80, el merengue dio un giro más sentimental incluyendo composiciones más románticas en sus letras y melodías. 

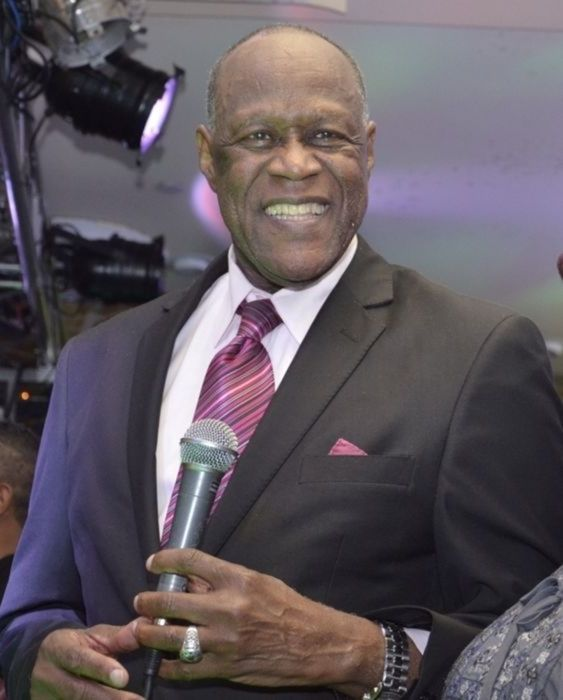
Johnny Ventura, cantante de merengue muy popular entre las décadas de 1960 y 1980 en el área del Caribe.

Este tipo de merengue más suave (pero que seguía siendo bailable) cuenta como principales intérpretes con Fernando Villalona, Eddy Herrera, Sergio Vargas, Toño Rosario, Milly Quezada, entre otros. El merengue se hizo popular en los Estados Unidos, sobre todo en la costa este, durante las décadas 80 y 90, cuando muchos artistas dominicanos, entre ellos Wilfrido Vargas, Víctor Roque y La Gran Manzana, Henry Hierro, Juan Luis Guerra, entre otros decidieron internacionalizarlo.
A finales de los 80 surgió un tipo de merengue que hacía referencia a la idiosincrasia dominicana liderado por Pochy Familia & Su Coco Band y Kinito Méndez & La Rokabanda. El merengue típico, otro subgénero del merengue que tiene mucha popularidad de manera regional dentro de las principales provincias del país sobre todo en Santiago; sus principales exponentes son Tatico Henríquez, Fefita La Grande, Francisco Ulloa, El Ciego de Nagua, entre otros. Una variación del merengue denominada "merengue de mambo" o "merengue de calle" surgió a mediados de los 90. Después de unos años de letargo, este subgénero del merengue resurgió a principios de 2007.
La bachata, una forma de música y baile que se originó en los campos y zonas rurales de la República Dominicana, se ha hecho muy popular en los últimos años. Sus temas suelen ser románticos, comúnmente llamado amargue, especialmente con letras de angustia y tristeza. La bachata nació y todavía está estrechamente relacionada con el bolero. Este ritmo musical ha logrado internacionalizarse gracias a los artistas que se iniciaron en este ritmo, como también la nueva generación que ha llevado esta música a mercados internacionales, entre los cantantes de bachata tanto pioneros como de la nueva generación están: Luis Segura, José Manuel Calderón, Teodoro Reyes, Luis Vargas, Antony Santos, Raulín Rodríguez, Frank Reyes, Zacarias Ferreira, Romeo Santos, Prince Royce en los últimos tiempos este ritmo ha ganado espacio entre los premios más importante de la música latina y el mercado anglosajón.

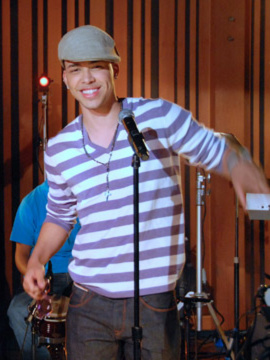
Prince Royce, cantante estadounidense de origen dominicano

La salsa también ha contado con cierto auge en el país, comenzando en los 60 con los aportes del músico y productor veterano Johnny Pacheco, quien creara la legendaria orquesta Fania All-Stars. La salsa siguió sonando en la República Dominicana de la mano de intérpretes como José Alberto "El Canario" durante los 80 y Raulín Rosendo durante los noventa. A principios del siglo XXI han surgido nuevos exponentes de la llamada «salsa dominicana».
El rock es también popular en el país. Este género tuvo su mayor esplendor en los años 90 con exponentes como Luis Días, Toque Profundo, Aljadaqui, entre otros.
El rap ha ido creciendo en popularidad en los últimos años. La influencia del rap comenzó a finales de los años 70 con la llegada del tema musical que se convirtió en éxito mundial «Rapper's Delight» del grupo The Sugarhill Gang y este se convertiría en el primer rap dominicano y a su vez el primer tema de rap grabado en español, titulado "Ven acá" por el arreglista dominicano Jorge Taveras e interpretado por los humoristas Freddy Beras-Goico Y Felipe Polanco en 1979. Un rap más urbano conocido como «Rap del patio» se originó a mediados de los 90, pero alcanzó popularidad a principio de la década de 2000.
El artista urbano Maloko mezclo el rap y rock en los 2020s. Entre la música y el rap cristiano se destacan: el rapero Redimi2, Grupo Barak, Tercer Cielo, Lilly Goodman, Nancy Amancio, Isabelle Valdez, Sarah La Profeta, Yamilka, Ingrid Rosario (Dominicana-Colombiana), Grupo Grace, Marcos Yaroide, Preston López, Christopher Henry (premio Soberano 2017) estos y muchos más cantantes y compositores de la música cristiana en el país han llegado a internacionalizarse y escucharse en las principales emisoras cristianas de la República Dominicana.

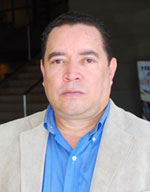
René Fortunato, director de cine dominicano conocido por los documentales sobre Rafael Leónidas Trujillo.

### Cine
El cine dominicano es una industria cinematográfica de reciente despegue, aunque en el país caribeño la historia del cine inicia con la primera proyección llegada cinematográfica en el teatro Curiel de Puerto Plata en agosto del año 1900.
En el 1915, se produce La excursión de José de Diego a Santo Domingo por el fotógrafo boricua Rafael Colorado, la cual se considera como la primera película rodada en territorio dominicano aunque no se considera como la primera netamente dominicana. No es hasta el año 1922 cuando se registra el rodaje del documental "La Leyenda de la Virgen de La Altagracia", la que sí se considera como la primera película netamente dominicana realizada por Francisco Arturo Palau.
Entre las películas más destacadas realizadas en la República Dominicana se pueden mencionar Un pasaje de ida (1988), de Agliberto Meléndez, Nueba Yol: ¡Por fin llegó Balbuena! (1995), que fue protagonizada por el comediante Luisito Martí, dirigida por reconocido director Ángel Muñiz, Cuatro hombres y un ataúd (1996) de Pericles Mejía, Perico Ripiao (2003), Andrea (2005), Sanky Panky (2007), La Hija Natural de Leticia Tonos, La lucha de Ana, de Bladimir Abud, Veneno, de Tabaré Blanchard (2018).
También se destaca el cineasta dominicano Jean-Louis Jorge, quien en 1976 fue escogido por el Festival de Cannes en la sección "La Semana de la Crítica" por su largometraje Melodrama.
En el país existe la Asociación Dominicana de Profesionales de la Industria del Cine o ADOCINE que es una organización dominicana creada para promover la industria de cine. Dicha asociación se encarga de producir los Premios la Silla.

## Símbolos

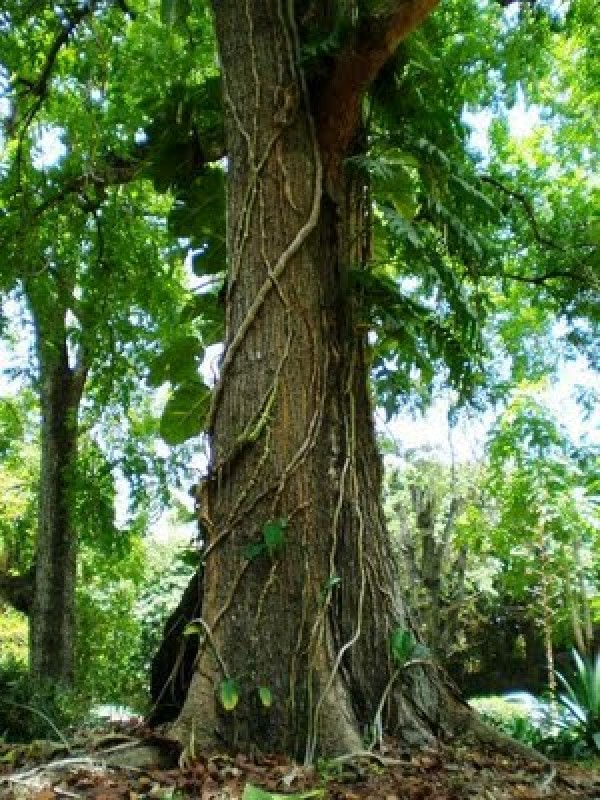
Árbol nacional, la caoba

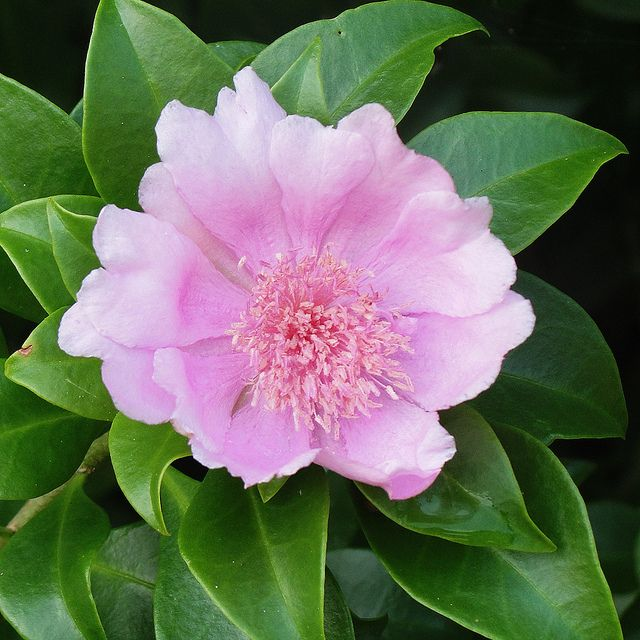
Flor nacional, pereskia quisqueyana o rosa de Bayahíbe

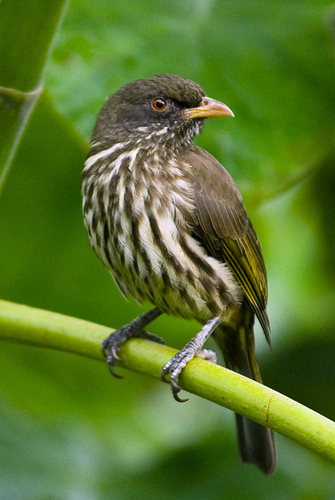
Ave nacional, cigua palmera

- La caoba es el árbol nacional del país y la rosa de Bayahíbe[174] es la flor nacional, declarados el 12 de julio de 2011.[175]
- La cigua palmera es el ave nacional del país.

La raza de perro nativa de República Dominicana es el boyero dominicano, que en sus inicios empezó como cuidador de ganado hasta los años 1960, cuando empezó a formar parte de los hogares dominicanos.

## Días festivos nacionales
| Fecha                   | Nombre en castellano                              | Nombre local             | Notas |
| ----------------------- | ------------------------------------------------- | ------------------------ | --- |
| 1 de enero              | Año nuevo                                         | Año nuevo                | No laborable. |
| 6 de enero              | Epifanía                                          | Día de Reyes             | No laborable. |
| 21 de enero             | Nuestra Señora de la Altagracia                   | Virgen de la Altagracia  | No laborable. Santo patrón católico.                                                                             |
| 26 de enero             | Natalicio de Juan Pablo Duarte                    | Día de Juan Pablo Duarte | No laborable. |
| 27 de febrero           | Independencia Nacional de la República Dominicana | Independencia Nacional   | No laborable. Día nacional                                                                                       |
| Fecha variable          | Semana Santa                                      | Semana Santa             | No Laborable en sector de Educación y en otros sectores es Laborable, excepto el Viernes Santo. Fiesta católica. |
| 1 de mayo               | Día Internacional del Trabajo                     | Día del Trabajo          | Movible. |
| Último domingo de mayo  | Día de la Madre                                   | Día de las madres        | |
| Fecha variable          | Corpus Christi                                    | Jueves de Corpus         | No laborable. Fiesta católica. Un jueves en el mes de mayo o junio (60 días después del Domingo de Pascua).      |
| Último domingo de julio | Día del Padre                                     | Día de los padres        | |
| 16 de agosto            | Restauración                                      | Día de la Restauración   | No laborable. |
| 24 de septiembre        | Virgen de las Mercedes                            | Virgen de las Mercedes   | No laborable. Fiesta católica.                                                                                   |
| 6 de noviembre          | Primera Constitución Dominicana                   | Día de la Constitución   | Movible. |
| 24 de diciembre         | Nochebuena                                        | Nochebuena               | Laborable hasta el mediodía.                                                                                     |
| 25 de diciembre         | Navidad                                           | Día de Navidad           | No laborable. Nacimiento de Jesucristo.                                                                          |
| 31 de diciembre         | Nochevieja                                        | Fin de año               | Laborable hasta el mediodía.                                                                                     |

Notas:
- Los días festivos no laborables son siempre inmovibles.
- Si un día festivo movible cae en día sábado, domingo o lunes, este se conmemora en dicha fecha. Si cae martes o miércoles: se conmemora el lunes anterior. Si cae jueves o viernes: se conmemora el lunes siguiente.